# München Hauptbahnhof
München Hauptbahnhof (IATA-Bahnhofs-Code ZMU) ist der zentrale Bahnhof in der bayerischen Landeshauptstadt München. Mit täglich insgesamt 413.000 Reisenden und Besuchern (2019) ist er nach dem Hamburger Hauptbahnhof und dem Frankfurter Hauptbahnhof der am drittstärksten frequentierte Fernbahnhof der Deutschen Bahn. Er befindet sich seit 2019 im Umbau.
Der Kopfbahnhof gehört zu den 21 Bahnhöfen der höchsten Preisklasse 1 von DB InfraGO. Unter allen deutschen Bahnhöfen besitzt er mit 32 ober- und zwei unterirdischen Bahnsteiggleisen die höchste und (nach dem Grand Central Terminal in New York City) die weltweit zweithöchste Zahl an Bahnsteiggleisen. Mit Ausnahme der S-Bahn ist der Bahnhof erste oder letzte Station für fast alle ihn anfahrenden Züge. Die Fläche der Gebäude und der Gleise beträgt insgesamt ungefähr 760.000 Quadratmeter.
Er umfasst außerdem zwei gleichnamige U-Bahnhöfe der MVG und ist Station der S-Bahn, die beide dem Münchner Verkehrs- und Tarifverbund (MVV) angehören. Vor dem Bahnhof kann zum innerstädtischen MVG-Verkehr in Busse oder die Tram umgestiegen werden.
Der erste Münchner Bahnhof entstand 1839 westlich des heutigen Bahnhofes, 1848 gingen an heutiger Stelle die ersten provisorischen Teile in Betrieb. Danach folgten mehrere Umbauten und Erweiterungen, da der Bahnhof im Laufe seines Bestehens eine immer größere Bedeutung im bayerischen Eisenbahnnetz bekam.

## Lage
Der Bahnhof befindet sich westlich der Münchner Innenstadt im Norden des Stadtbezirks Ludwigsvorstadt-Isarvorstadt. Vom Haupteingang im Osten des Bahnhofs gelangt man über die Prielmayerstraße oder die Bayerstraße zum Karlsplatz (Stachus). Auf dem Bahnhofsplatz vor dem Haupteingang befinden sich die Haltestellen mehrerer Straßenbahnlinien.
Nördlich wird der Bahnhof von der Arnulfstraße begrenzt, im Westen unterquert die Paul-Heyse-Straße ungefähr am Ende der Bahnsteige durch einen Tunnel den Bahnhof. Die Bayerstraße begrenzt das Bahnhofsareal im Süden. Das Bahnhofsgelände erstreckt sich weiter in Richtung Westen und endet an der Friedenheimer Brücke. Im Bereich des Bahnhofsgeländes überqueren zudem die Hackerbrücke, der Arnulfsteg und die Donnersbergerbrücke die Gleisanlagen.

## Geschichte

### Der Weg zum Bahnanschluss
Durch die Industrialisierung Mitte des 19. Jahrhunderts wurde ein neues effizienteres Verkehrsmittel notwendig, um Personen und Waren schneller befördern zu können. Die Pferdefuhrwerke auf den meist schlecht ausgebauten Straßen konnten die notwendige Leistung nicht mehr erbringen. Als Lösung wurde der Bau einer Eisenbahn nach dem Vorbild Englands angesehen. Der bayerische König Ludwig I. setzte aber auf den Ausbau der Wasserstraßen. Der Bahnbau wurde privaten Gesellschaften und Vereinen überlassen.
In München und Augsburg gründeten interessierte Bürger nach der Eröffnung der etwa sechs Kilometer langen Bahnstrecke von Nürnberg nach Fürth am 28. November 1835 jeweils ein Eisenbahnkomitee. Beide Komitees schlossen sich bald zusammen, um den Bau einer Bahnlinie von Augsburg nach München zu ermöglichen. Die beiden wichtigen Städte sollten eine schnellere als die um 1835 gebräuchliche Verbindung mit Postkutschen erhalten, wofür 17 Poststunden (etwa 63 Kilometer) bewältigt werden mussten. Anhand der Reisegeschwindigkeit einer Lokomotive ließ sich dadurch eine auf ein Drittel verkürzte Reisezeit erwarten. Die Eisenbahnkomitees beauftragten einen Staatsbeamten zur Planung des ungefähren Streckenverlaufes. Der Staat sollte darauf die Bahnstrecke bauen. Von staatlicher Seite wurde dies abgelehnt, aber darauf hingewiesen, dass Bayern den Bahnbau finanziell unterstützen werde.
Als private Gesellschaft gründete am 23. Juli 1837 Joseph Anton von Maffei die München-Augsburger Eisenbahn-Gesellschaft. Nachdem weitere Unterstützung von Aktionären gefunden wurde, begann der Bahnbau im Frühling 1838.

### Der Bahnhof auf dem Marsfeld
1838 begannen die ersten Planungen für den Bahnhof in München. Der Baudirektor der Bahnstrecke München–Augsburg, Ulrich Himbsel, und sein Stellvertreter Joseph Pertsch projektierten eine Bahnhofsanlage mit einem Empfangsgebäude und einem Warenhaus für den Güterverkehr. Hinter dem Empfangsgebäude folgte ein halbkreisförmiger Bau mit vier radial angeordneten Hallen. Dabei orientierte man sich an englischen Vorbildern. Joseph Pertsch entschied sich für den Standort an der heutigen Sonnenstraße. Ulrich Himbsel favorisierte allerdings einen Bahnhof an der Spatzenstraße (entspricht dem heutigen Bahnhofsplatz). Dieser wäre an derselben Stelle wie der heutige Bahnhof gelegen.

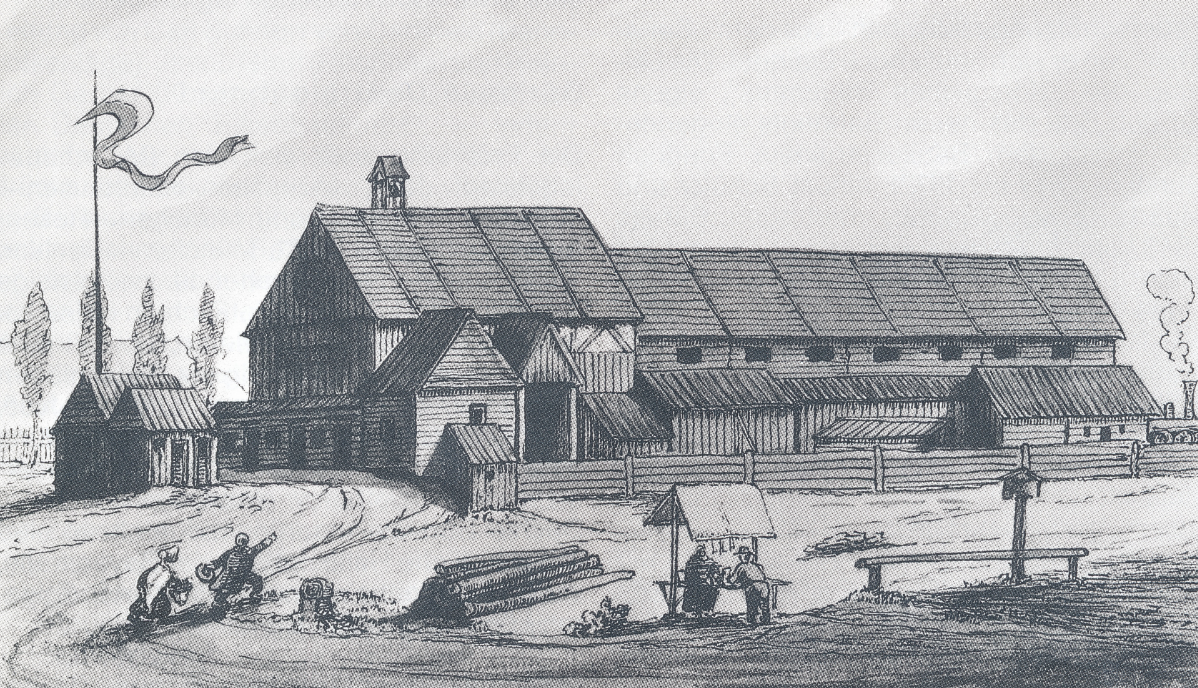
Der provisorische Bahnhof auf dem Marsfeld zwischen 1839 und 1847

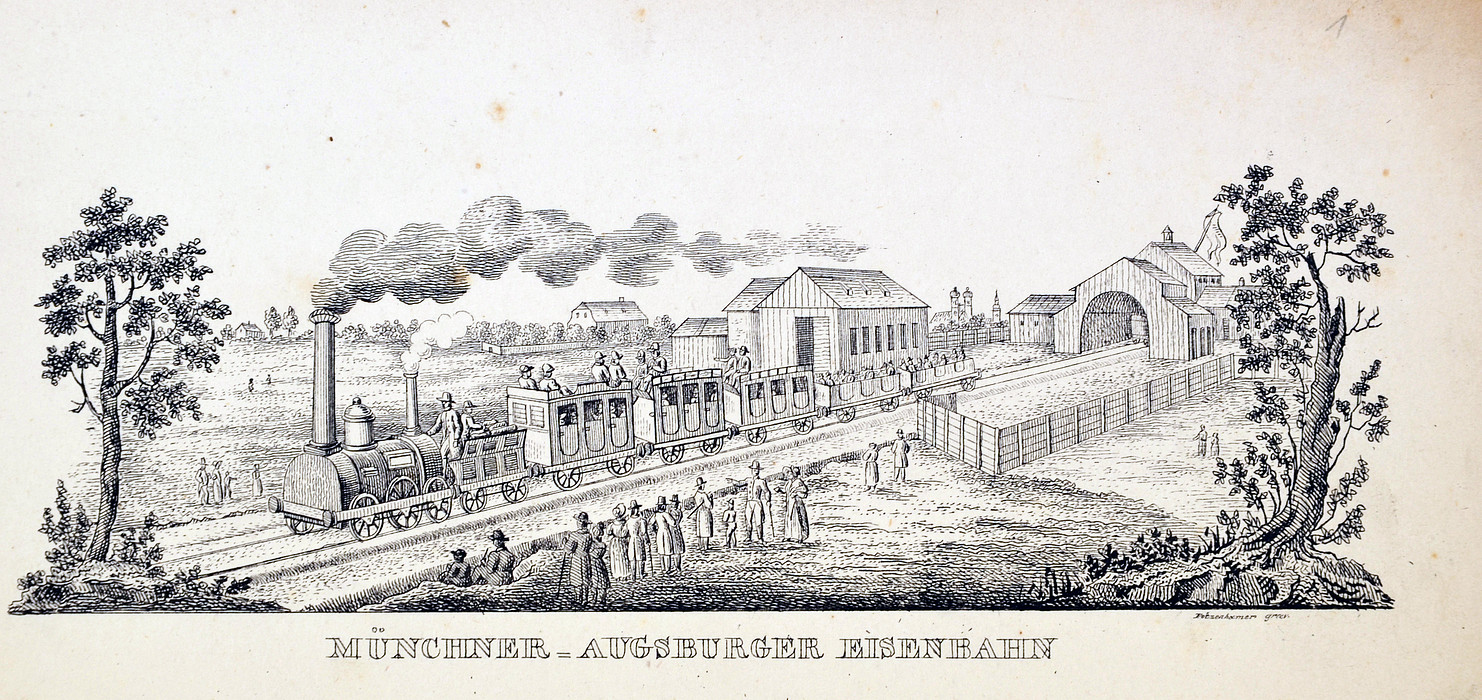
Ein Zug der München-Augsburger Eisenbahn verlässt um 1840 den provisorischen Bahnhof auf dem Marsfeld

Die München-Augsburger Eisenbahn-Gesellschaft konnte die Gebäude und die Grundstücke an keinem der Standorte finanzieren. Man entschied sich daher für einen Bahnhof auf dem Marsfeld am heutigen Standort der Hackerbrücke. Es wurde ein provisorisches Gebäude aus Holz erbaut, das mit der Eröffnung des ersten Streckenabschnittes von München nach Lochhausen der München-Augsburger Bahn am 1. September 1839 in Betrieb genommen wurde. Er bestand aus einem schlichten hölzernen Bahnhofsgebäude und zwei Kassenhäuschen. Im Empfangsgebäude gab es zwei Warteräume und mehrere Diensträume. An dieses Gebäude schloss sich eine 75,4 × 15,37 Meter große Bahnhofshalle mit zwei Gleisen und jeweils einer Drehscheibe an. Ein Maschinenhaus zur Wartung der Lokomotiven befand sich ebenfalls im Bahnhofsareal. Ein Jahr später, am 4. Oktober 1840, wurde die Gesamtstrecke bis Augsburg feierlich eröffnet. Die Strecke wurde von ungefähr 400 Reisenden täglich benutzt.
Doch schon 1841 kamen die ersten Beschwerden über die Lage des Bahnhofes auf. Der Bahnhof sei zu weit von der Innenstadt entfernt, sodass der Weg zum Bahnhof zu kostspielig sei. Das Holzgebäude wurde für eine Stadt wie München als zu klein und wenig imposant angesehen. König Ludwig I. beauftragte 1843 den Architekten Friedrich von Gärtner mit einer Neuplanung des Bahnhofs. Er sollte näher an das Stadtzentrum rücken, da der alte Bahnhof eine halbe Stunde von der Stadt entfernt war. Als 1844 die München-Augsburger Eisenbahn-Gesellschaft verstaatlicht wurde, konnten erste Schritte für die Verwirklichung eines neuen Bahnhofsgebäudes unternommen werden. Drei neue Pläne wurden vorgestellt. Bei der ersten Variante sollte der Bahnhof an der damaligen Schießstätte (am Ort des heutigen Hauptbahnhofs) liegen, bei der zweiten auf der Marsfeldhöhe und bei der dritten an der Sonnenstraße. In den folgenden Jahren konnten sich Staat und Stadt nicht für einen der drei Vorschläge entscheiden.
Am 4. April 1847 fiel das Bahnhofsgebäude einem Großbrand zum Opfer. Die Ursache des Brandes konnte nicht geklärt werden. Verletzt wurde dabei niemand. Teile der Güter- und Betriebsanlagen wurden jedoch zerstört. Die Entscheidung über den Neubau des Bahnhofs musste jetzt fallen. Am 5. April 1847 entschied der bayerische König, dass der neue Bahnhof an der Schießstätte zu bauen sei. Der Bahnhof auf dem Marsfeld musste bis zur Fertigstellung des neuen Bahnhofs im Herbst 1847 provisorisch wiederhergestellt werden. Da sich die Bauarbeiten verzögerten, wurden die Gleise bis zum Gebäude der ehemaligen Schießstätte verlängert. Das Haus der Schießstätte diente nun als Empfangsgebäude, bis der neue Bahnhof am 15. November 1847 fertiggestellt war.
Im Zusammenhang mit dem Bau der Strecke zum Ostbahnhof wurde 1868 die vom Hauptbahnhof über Solln und Holzkirchen verlegt. Sie bog von 1854 bis 1868 gleich westlich der heutigen Hackerbrücke mit einem Radius von etwa 500 m bis zur heutigen Ganghoferstraße nach Süden ab. Diese ist auf der früheren Bahntrasse angelegt worden. Die vom Hauptbahnhof über den Ostbahnhof (dieser hieß bis zum 15. Oktober 1876 Bahnhof München-Haidhausen) führenden Hauptbahnlinien wurden wie folgt eröffnet:
- München Hbf – München Ost: 15. März 1871
- München Ost – Mühldorf – Neuötting: 1. Mai 1871
- München Ost – Grafing – Rosenheim: 15. März 1871[18]

### Der neue Centralbahnhof von Friedrich Bürklein

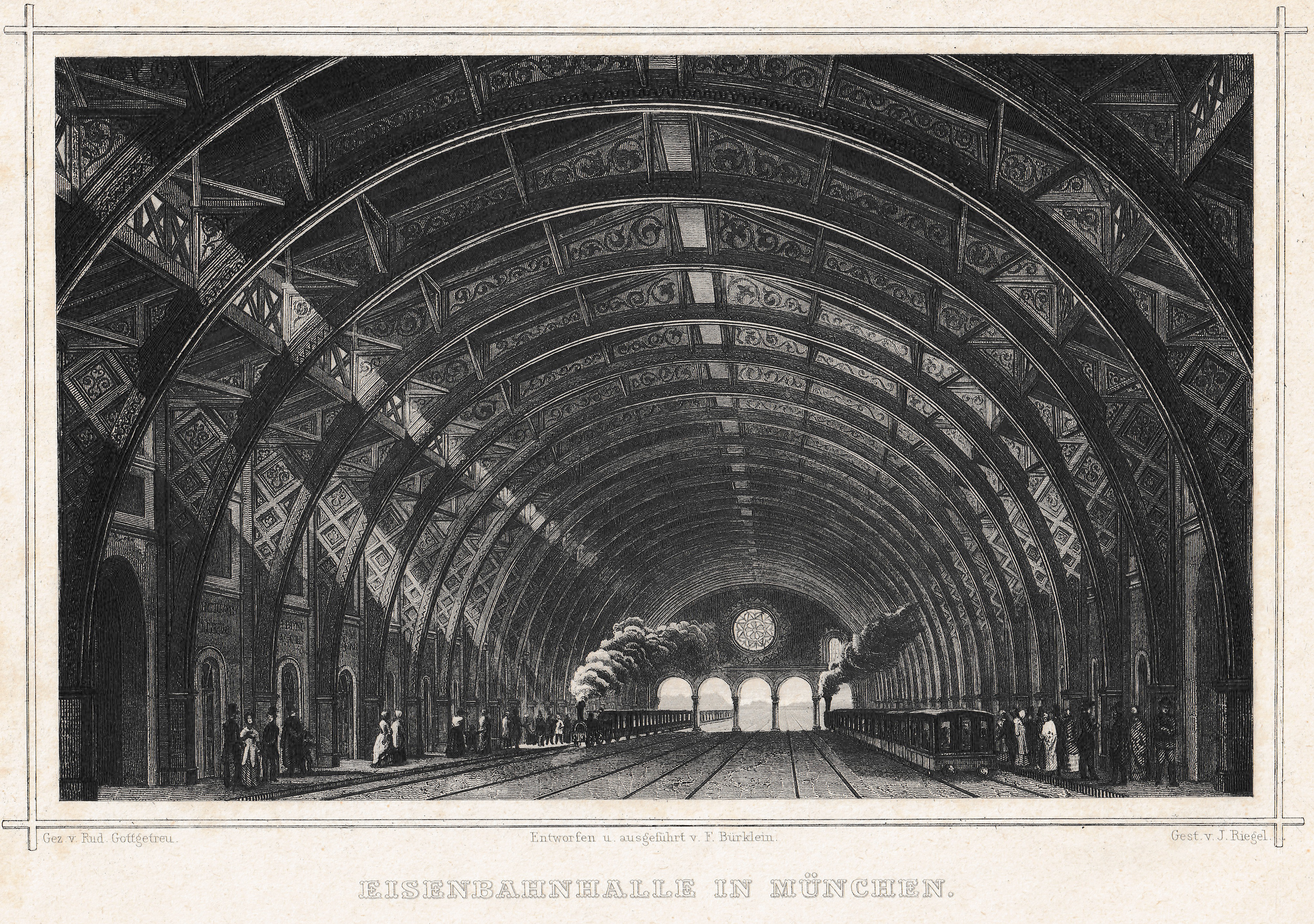
Die Eisenbahnhalle in München, entworfen und ausgeführt von Friedrich Bürklein

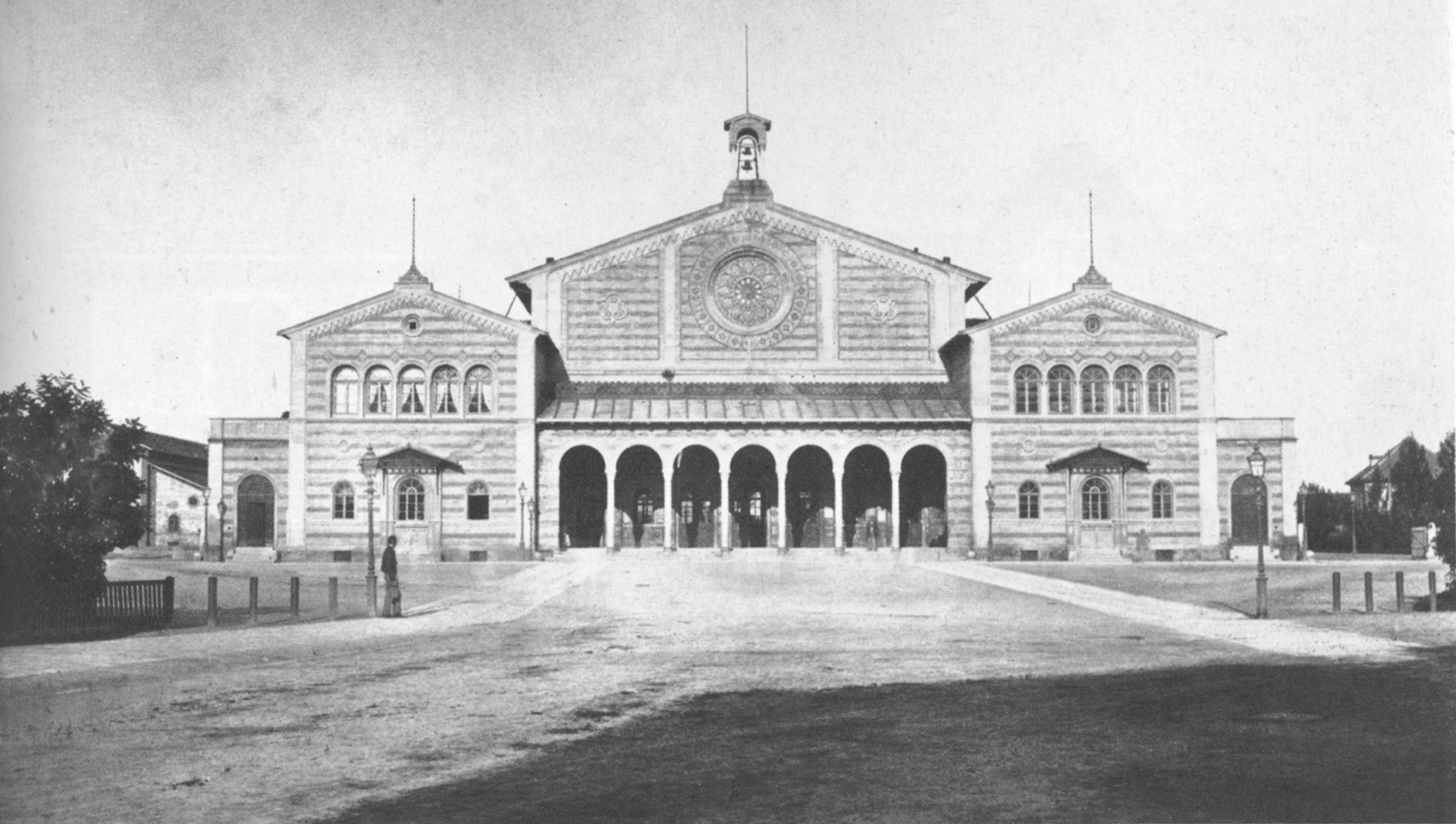
Münchner Bahnhof, ca. 1854

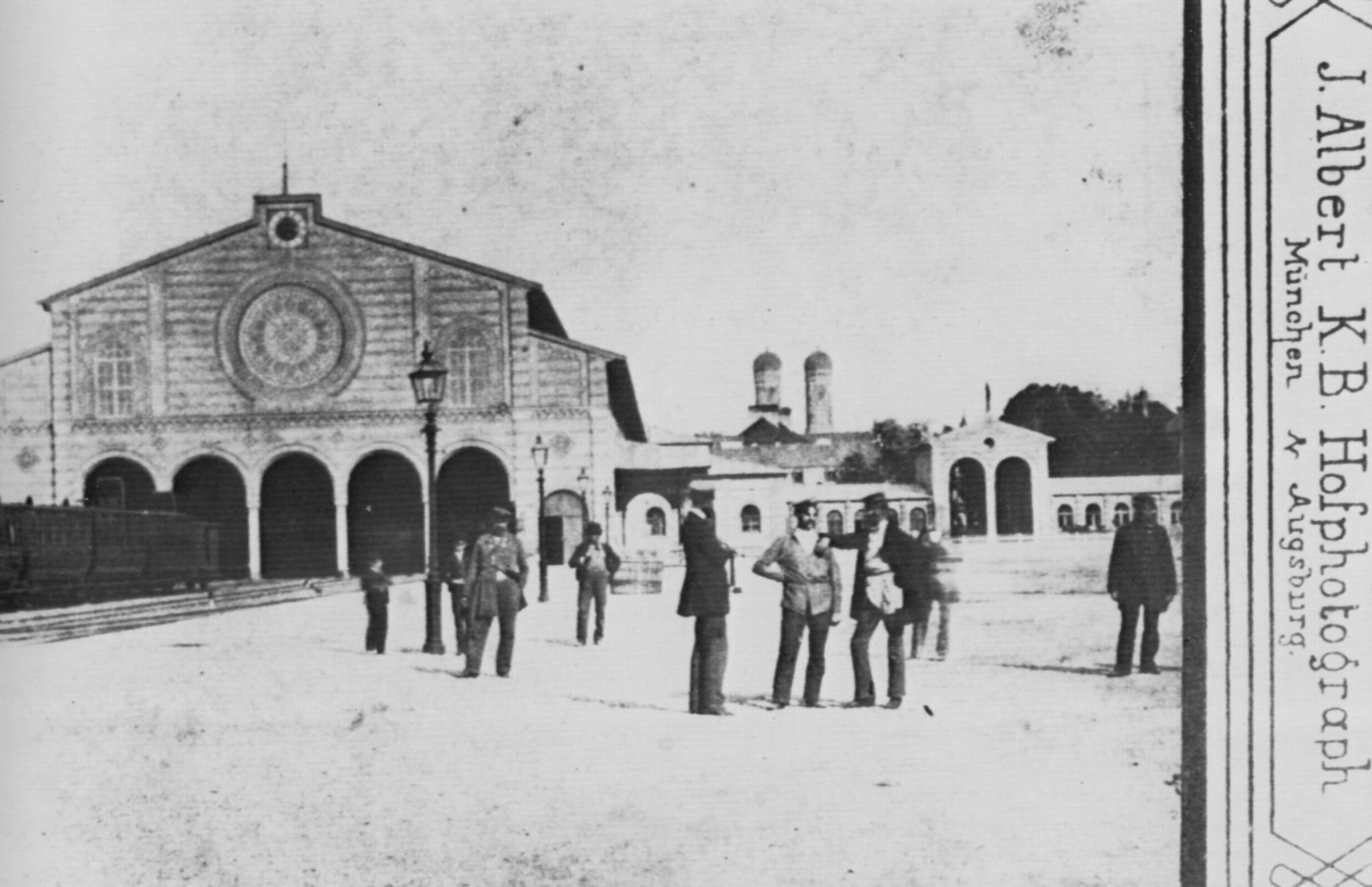
Sicht auf die Einfahrtshalle ca. 1859

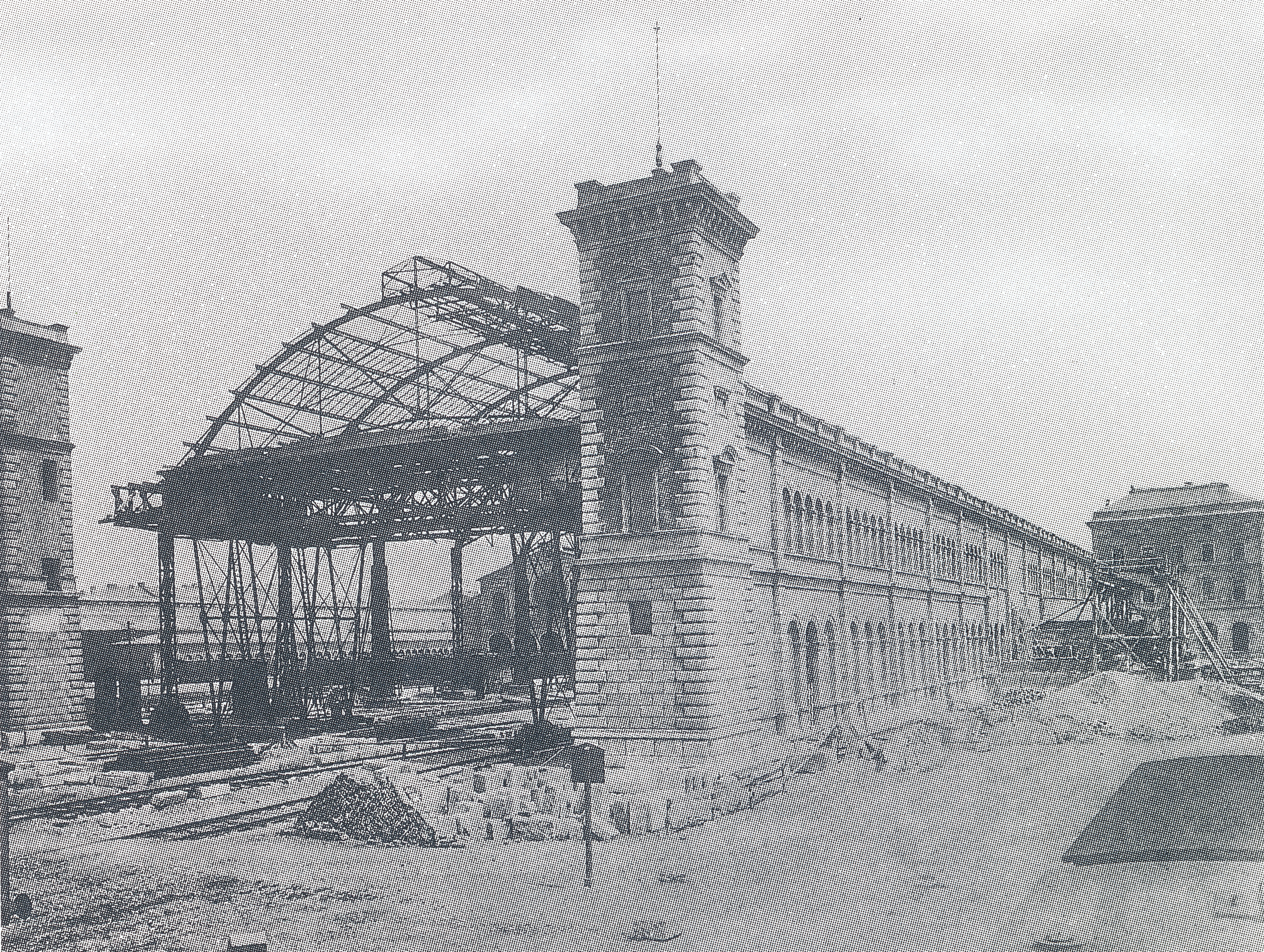
Bau des neuen Centralbahnhofs

Der Entwurf und die Leitung des Baus wurde dem Architekten Friedrich Bürklein, einem Schüler von Friedrich von Gärtner, übertragen. Die neue Bahnhofshalle konnte 1848 in Betrieb genommen werden. Sie war 111 Meter lang und 29 Meter breit. Unter ihrem großen, hölzernen, 20 Meter hohen Rundbogendach war Platz für fünf Gleise. Ein Jahr später, am 1. Oktober 1849, wurde das Empfangsgebäude eröffnet. Den Bahnhof benutzten täglich rund 1.500 Reisende. Die Gebäude im Rundbogenstil mit Formen der Romanik und der italienischen Renaissance bestanden aus gelbem und rotem Backstein, für einzelne Bauelemente wurden auch Sand- und Kalkstein verwendet. Das Empfangsgebäude war ein basilikaartiger Bau, an den sich an der Ostseite ein Pavillon anschloss. Er war mit der neuesten Technik, einer zentralen Heißwasserheizung und einer Schlaguhr mit zentralem Antrieb ausgestattet; die Zifferblätter waren bis zu 130 Meter von der Schlaguhr entfernt. Der Bahnhof wurde ab 1851 mit pettenkoferschem Leuchtgas beleuchtet.
Der Neubau erwies sich aber bei der Eröffnung der Bahnstrecke nach Landshut 1858 wiederum als zu klein. So musste die Königlich privilegierte Aktiengesellschaft der Bayerischen Ostbahnen einen eigenen Bahnhof nördlich des eigentlichen Bahnhofs errichten. Der neue, auch Ostbahnhof genannte Bahnhof bestand aus einer 145 Meter langen und 24 Meter breiten Bahnsteighalle mit vier Gleisen. Dazu kamen eine Wagenremise mit drei Gleisen, eine Güterhalle und weitere Nebengebäude. Als am 31. Oktober 1857 die Bahnstrecke über Holzkirchen, mit Weiterführung nach Rosenheim, eröffnet wurde, gewann der Bahnhof weiter an Bedeutung. Er wurde auch von internationalen Reisenden genutzt und zählte 1860 bereits 3.500 Reisende täglich. Im Süden wurde zudem ein Postbahnhof im selben Stil wie die anderen Gebäude errichtet.

### Neubau in den 1880er Jahren
| Gleis  | Bedienung                  |
| ------ | -------------------------- |
| 1, 2   | Von Simbach und Rosenheim  |
| 3, 4   | Nach Simbach und Rosenheim |
| 5, 6   | Von und nach Holzkirchen   |
| 7, 8   | Von Tutzing und Lindau     |
| 9, 10  | Nach Tutzing und Lindau    |
| 11, 12 | Von und nach Ulm           |
| 13, 14 | Von und nach Ingolstadt    |
| 15, 16 | Von und nach Landshut      |

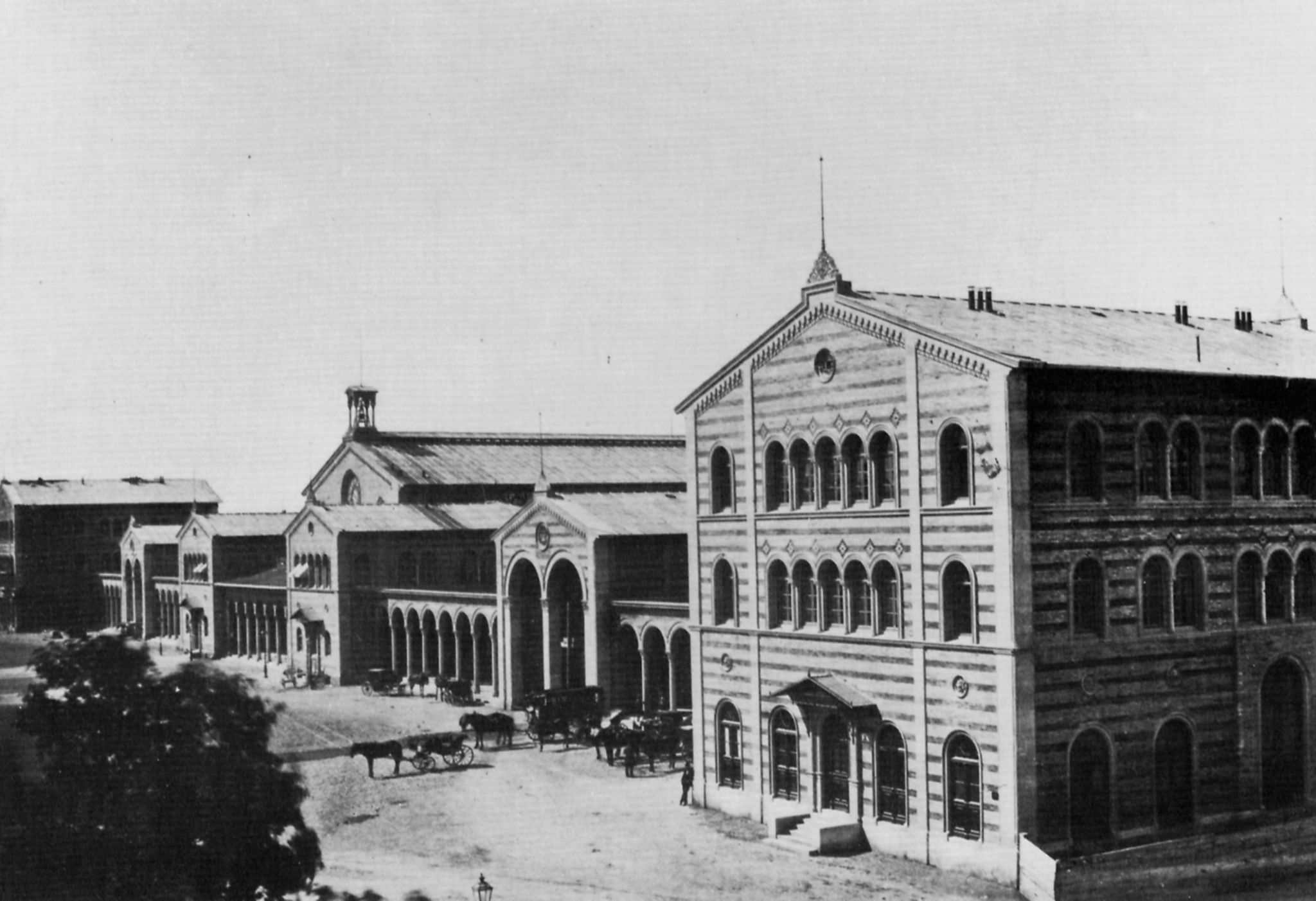
Hauptfront des Münchner Bahnhofs in südwestlicher Richtung, 1870

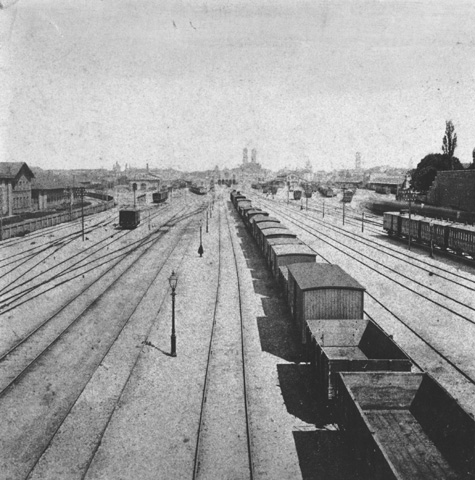
Blick von der Herbststraßenbrücke auf die Gleisanlagen des Bahnhofs, 1870

Mit der Eröffnung der Bahnstrecke München–Ingolstadt 1867, der Bahnstrecke München–Mühldorf–Simbach, der Bahnstrecke München–Grafing–Rosenheim 1871 und der Bahnstrecke München–Buchloe 1873 ergaben sich erneut Kapazitätsprobleme. So wurden zwei Projekte ausgearbeitet: Friedrich Bürklein plante einen weiteren Flügelbahnhof, die zweite Alternative war eine neue Halle, wobei der sogenannte Ostbahnhof abgerissen werden sollte. Man entschied sich für die zweite Möglichkeit. Von 1877 bis 1883 entstand so unter der Leitung von Karl Schnorr von Carolsfeld, Jakob Graff und Heinrich Gerber eine neue Bahnhofshalle mit 16 Gleisen. Dabei war Carl Schnorr von Carolsfeld für die Neugestaltung der Bahnhofsanlage, Jacob Graff als Bauleiter für die Hochbauten und Heinrich Gerber für die Konstruktion zuständig. Die alte Halle war doppelt so lang wie die neue. Nur der östliche Teil blieb als Schalterhalle erhalten. Weitere große Betriebsgebäude wurden ergänzt. Bei der Erweiterung des Bahnhofs von 1876 bis 1884 entstand eine vierschiffige schmiedeeiserne Abfahrtshalle für 16 Gleise. Diese Halle hatte eine Breite von 140 m und eine Länge von 150 m.
Der neue Bahnhof erhielt 1879 eine damals neuartige Beleuchtungsanlage mit Differential-Bogenlampen der Firma Siemens & Halske. Der benötigte Strom wurde durch mehrere Generatoren unterhalb des Bahnhofsrestaurants erzeugt. Der Münchner Centralbahnhof gilt somit als der erste elektrisch beleuchtete Bahnhof in Deutschland.
Das Gebiet des Münchner Centralbahnhofs wurde in drei Bahnhofsteile aufgeteilt. Der erste Teil, auch innerer Teil genannt, übernahm den Personen-, Eilgut- und Stückgutverkehr. Der mittlere Teil bis zum Arbeitersteg (heute Donnersbergerbrücke) diente dem Wagenladungsverkehr und als Rangierbahnhof. Der äußere Teil endete an der Friedenheimer Brücke und beinhaltete Lok- und Wagenremise sowie die Centralwerkstatt. Der Bahnhof war nach dem Umbau bis zur letzten Weiche 2,9 Kilometer lang, an der breitesten Stelle 580 Meter breit. Die Anzahl der Weichen betrug 226, die Anzahl der Drehscheiben 42 und die Länge aller Gleise 82,3 Kilometer.

### Umbau und Entstehen der Flügelbahnhöfe

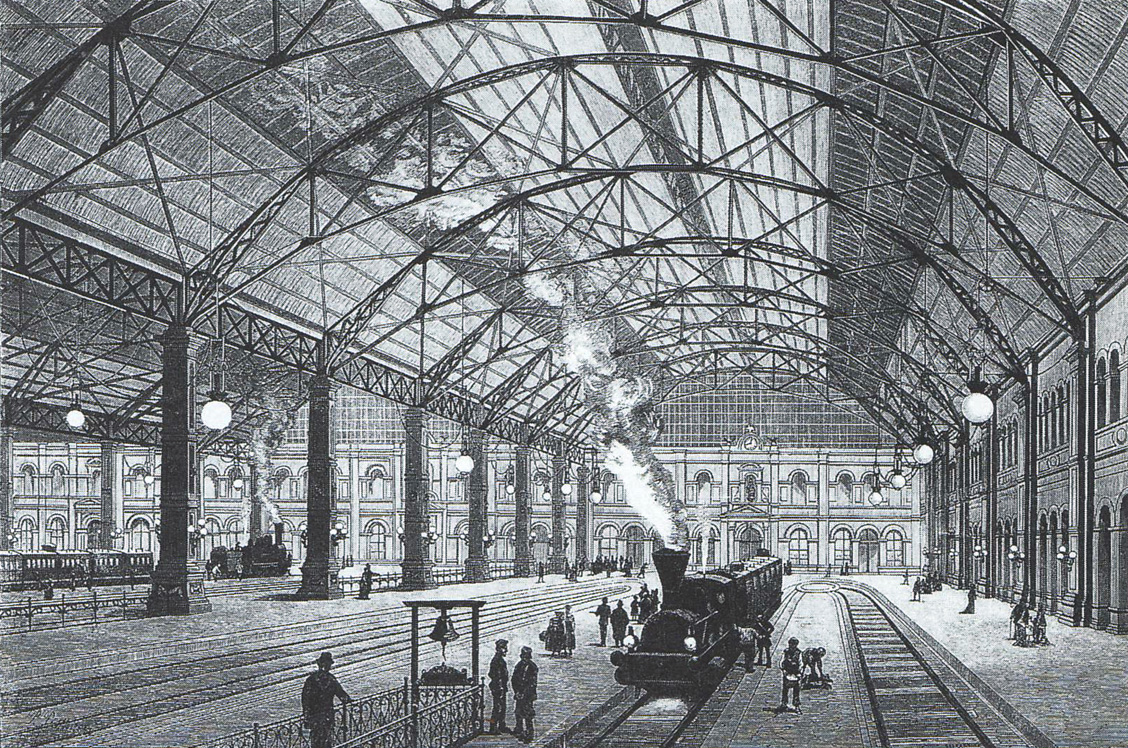
Im Inneren der Halle des Centralbahnhofs (1885)

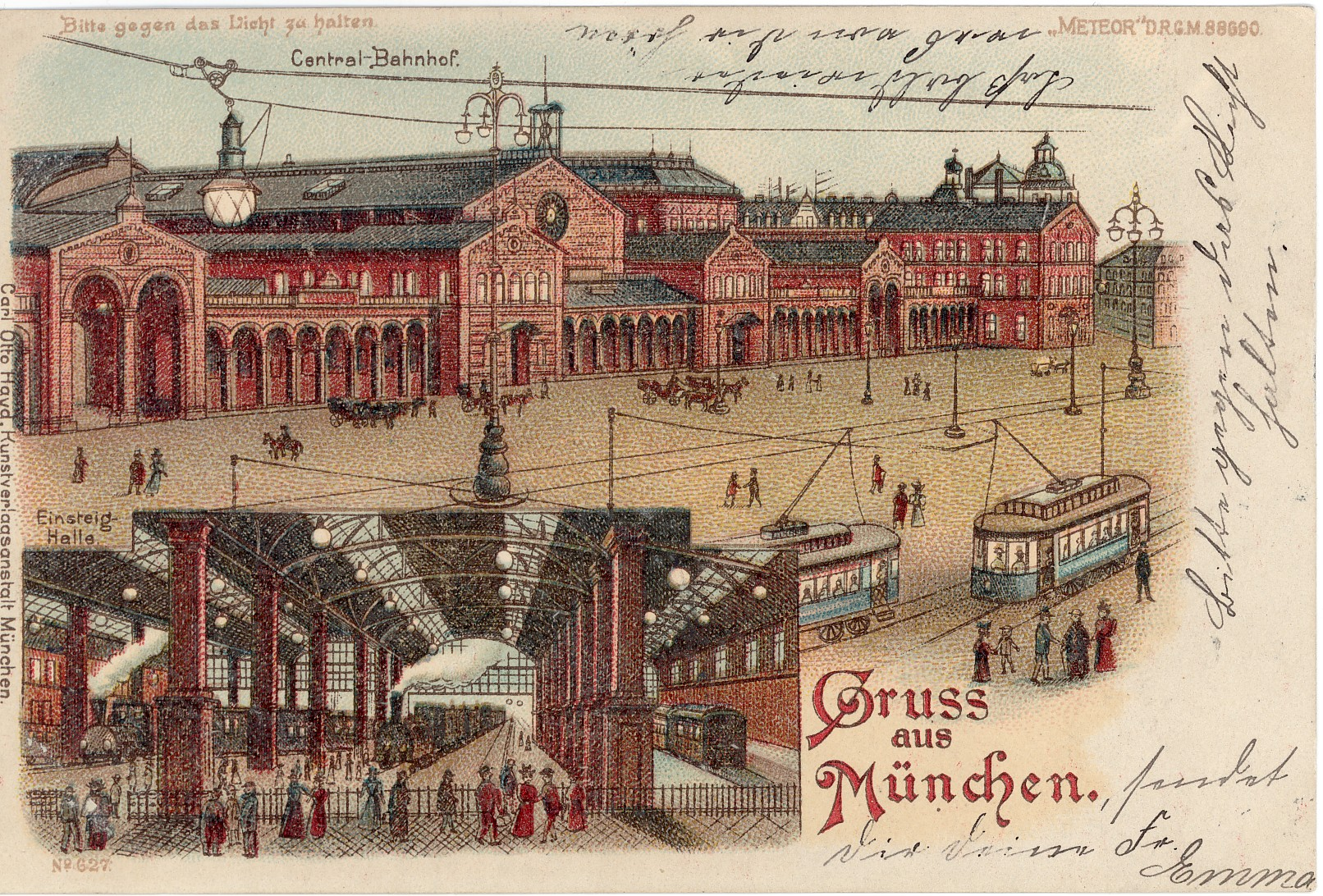
Der Bahnhof um 1903 (Ansichtskarte)

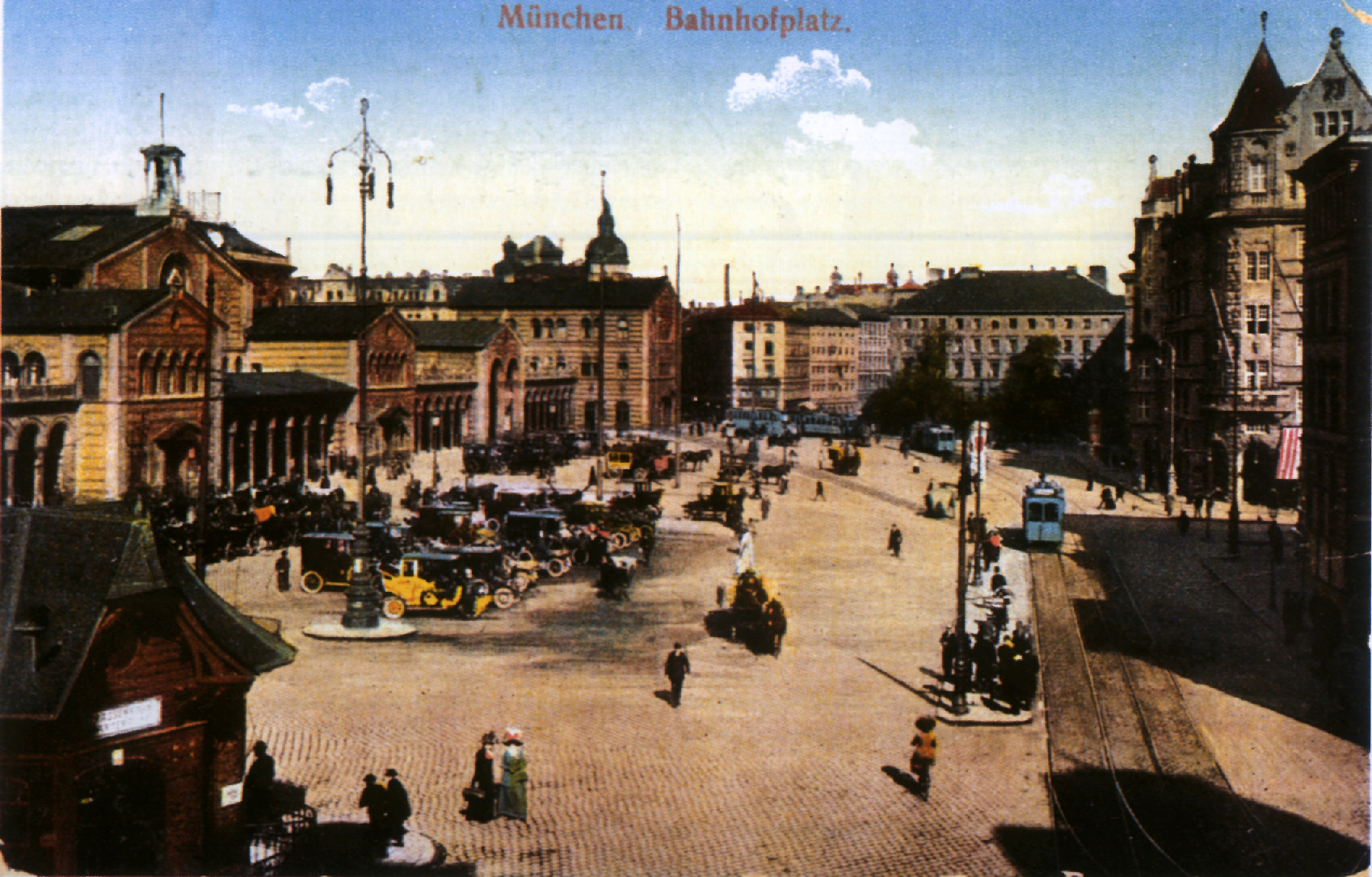
Der Bahnhofsplatz 1900 (kolorierte Postkarte)

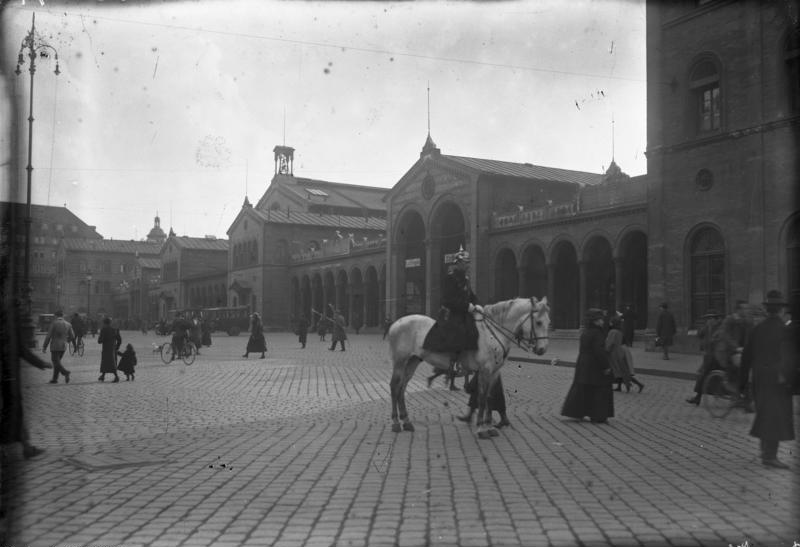
Der Hauptbahnhof 1923

Wenige Jahre später erwies sich der Bahnhof wieder als zu klein. Der Architekt Friedrich Graf schlug vor, den Bahnhof auf Höhe der Landsberger Straße zu verlegen, um eine Ringbahn vom Südbahnhof über den Bahnhof Schwabing zum geplanten Nordbahnhof zu erstellen. Die Planungen wurden aber nicht verwirklicht, stattdessen wurde der Personenverkehr vom Güterverkehr getrennt, um den Centralbahnhof für den Personenverkehr freizustellen. Den Güterverkehr nahm nun der Rangierbahnhof Laim auf. Dem Centralbahnhof blieb der Stückgutverkehr. 1891 begannen die Bauarbeiten.
1893 eröffneten die Königlich Bayerischen Staatseisenbahnen den Starnberger Flügelbahnhof. Er erhielt sechs Gleise und nur ein provisorisches Holzgebäude. Der Fernverkehr wurde nun in die Haupthalle konzentriert, der Nahverkehr in Richtung Pasing in den Flügelbahnhof verlegt. 1897 erhielt der Flügelbahnhof Bayerns erstes elektromechanisches Stellwerk. 1896 wurde der Rangierbahnhof Laim eröffnet, so konnte der Güterverkehr ohne Stückgutverkehr nach Laim verlegt werden. Außerdem erhielt die Bahnlinie nach Landshut hinter dem Nymphenburger Park einen neuen Verlauf, um einen Anschluss nach Laim zu ermöglichen. Weiter wurden die Strecken in Richtung Pasing auf neue Überführungsbauwerke verlegt.
Am 1. Mai 1904 erhielt der Bahnhof den Namen München Hauptbahnhof. Der Bahnhof besaß nun 22 Gleise und es wurden täglich 300 Züge abgefertigt. In den folgenden Jahren zählte der Bahnhof der damaligen 407.000-Einwohner-Stadt 18.000 Reisende täglich. Die Reisendenzahlen stiegen weiter, weitere Erweiterungen wurden geplant. F. X. Liebig und Theodor Lechner empfahlen im Hinblick auf die Einfädelung der Isartalbahn in den Bahnhof einen neuen Durchgangsbahnhof auf der Kohleninsel. Dort steht heute das Deutsche Museum. Weitere Möglichkeiten westlich der Hackerbrücke, einen Durchgangsbahnhof an der Stelle des jetzigen Bahnhofs mit einer Verbindung zum Ostbahnhof durch einen Tunnel, Verlegen nur des Lokalverkehrs in einen unterirdischen Bahnhof und Verlagern des Centralbahnhofs zum Südbahnhof wurden erwogen.

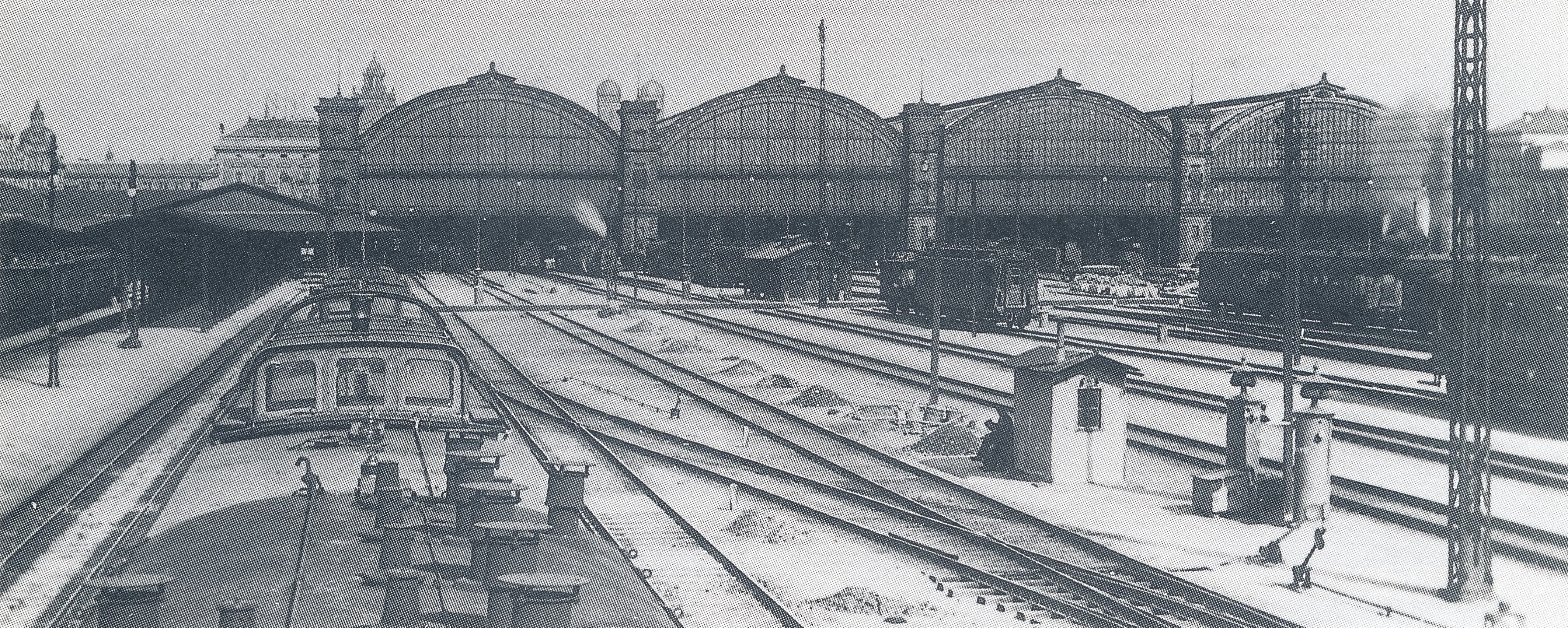
Gleisseite des Münchner Centralbahnhofs, zwischen 1894 und 1900.

In einer Denkschrift des bayerischen Staatsministeriums vom September 1911 wurden alle diese Möglichkeiten zugunsten einer Erweiterung des Starnberger Flügelbahnhofs und Bau des Holzkirchner Flügelbahnhofs verworfen. Der Plan sah auch vor, den gesamten Nahverkehr in die Flügelbahnhöfe zu verlegen. Es wurde schon jetzt vermutet, dass für die Zukunft ein Durchgangsbahnhof geeigneter wäre. 1914 begannen die Bauarbeiten, durch den Ersten Weltkrieg wurden sie jedoch verzögert.
Im Verlauf des Revolutionsjahrs 1918/19 war der Münchner Hauptbahnhof am 13. April 1919 Zentrum der Kämpfe während des sogenannten Palmsonntagsputsches. Die gegen die Münchner Räterepublik vorgehenden Putschisten der Republikanischen Schutztruppe hatten sich zum Hauptbahnhof zurückgezogen und wurden schließlich von Rotgardisten unter dem Kommando des revolutionären Matrosen und Münchner Stadtkommandanten Rudolf Egelhofer nach Feuergefechten, die 21 Todesopfer forderten, besiegt.
Die Flügelbahnhöfe konnten erst am 30. April 1921 in Betrieb gehen. Der Nahverkehr wurde weitgehend in die Flügelbahnhöfe verlegt. Der Bahnhof erlangte damit mit 36 Gleisen seine größte Ausdehnung, da der Holzkirchner Flügelbahnhof weitere zehn Gleise umfasste. Die Zugfahrten wurden durch neun von 1922 bis 1929 erbaute elektromechanische Stellwerke geregelt.

### Reichsbahnzeit und die Umbauplanungen Hitlers

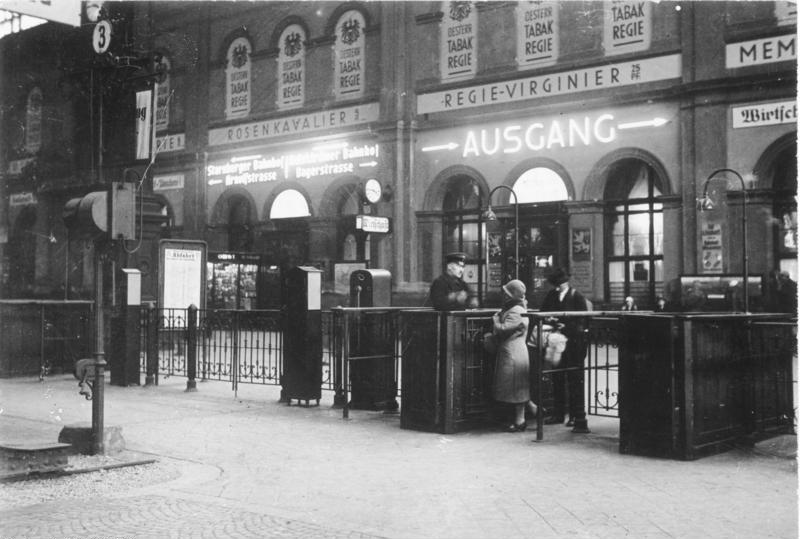
Bahnsteigsperre im Hauptbahnhof, um 1930

Zwischen 1925 und 1927 wurden sechs der in München beginnenden Bahnstrecken elektrifiziert, sodass alle Bahnhofsteile außer dem Holzkirchner Flügelbahnhof eine Oberleitung erhielten. Es gab in der Reichsbahnzeit aber auch neue Umbaupläne. Die Deutsche Reichsbahn plante den Bahnhof in den Westen der Hackerbrücke zu verlegen. Eine Verbindung zum Südring durch einen 1.900 Meter langen Tunnel unter der Theresienwiese war vorgesehen. Der Lokalverkehr sollte aber immer noch in einem anliegenden Kopfbahnhof enden. Der Rangierbahnhof Laim hätte nach diesen Planungen abgerissen werden müssen, stattdessen sollte ein neuer Rangierbahnhof in Milbertshofen entstehen. Durch die in den folgenden Jahren eintretende Weltwirtschaftskrise konnte keiner dieser Pläne verwirklicht werden.
Am 15. Juli 1928 ereignete sich im Bereich der Bahnhofsausfahrt an der Donnersbergerbrücke ein Eisenbahnunfall. Der Sportsonderzug 52841 fuhr auf seinen Entlastungszug auf und die Trümmer gerieten in Brand, wobei zehn Menschen starben.
Ab 1933 ließ Adolf Hitler von Hermann R. Alker neue Pläne zum Umbau des Bahnhofs erstellen. Zwischen Laim und Pasing sollte der Bahnhof neu entstehen und die alte Anlage einer Prachtstraße vom Karlsplatz zum neuen Bahnhof weichen. Außerdem war eine U-Bahn vom Bahnhof zur Stadtmitte unter der Prachtstraße geplant. Hermann R. Alkers Pläne stellten aber die Auftraggeber nicht zufrieden, da sich die Wirkung des Empfangsgebäudes gegenüber der 120 Meter breiten Prachtstraße nicht entfalten konnte. Hermann Giesler löste 1938 das Problem, indem er den Bahnhof im 45-Grad-Winkel zur Straße stellte. Er plante einen gewaltigen Kuppelbau mit 136 Meter Höhe und 265 Meter Durchmesser. Im Mai 1942 begann die Deutsche Reichsbahn auf Befehl Hitlers mit den Planungen einer Breitspurbahn, die ganz Europa verbinden sollte. Als Spurweite waren drei Meter bei einem Lichtraumprofil acht mal acht Meter geplant. In München sollten die Breitspurstrecken Berlin–München und Paris–Wien miteinander verknüpft werden. Die zehn Normalspurgleise und die vier Breitspurgleise sollten in einem sieben Meter tief gelegenen Tunnel liegen. Diese Planungen wurden aber nicht mehr verwirklicht.
Im Sommerfahrplan 1939 wies der Bahnhof zusammen 112 Ankünfte und Abfahrten regelmäßig verkehrender Fernzüge pro Tag auf. Er war damit der elftbedeutendste Knoten im Fernverkehrsnetz der Deutschen Reichsbahn.

### Im und nach dem Zweiten Weltkrieg
Bei den Luftangriffen auf München im Zweiten Weltkrieg wurde der Bahnhof schwer getroffen, jedoch konnte der Betrieb jedes Mal wieder aufgenommen werden. Erst am 25. Februar 1945 musste der Zugverkehr nach 112 Bombeneinschlägen umgeleitet werden. Es war nur noch ein Zugverkehr auf Sicht bis Pasing möglich. Alle Fernverkehrszüge mussten die Stadt entweder großräumig umfahren oder auf den Münchner Nordring ausweichen. Insgesamt bezifferte sich der Schaden auf 7,1 Millionen Reichsmark, außerdem gab es zahlreiche Tote und Verletzte. Am 30. April 1945 zogen US-Truppen in München ein, anfangs galt noch ein Befehl, den Hauptbahnhof mit Truppen der Wehrmacht zu verteidigen. Da ein Gegenangriff sinnlos gewesen wäre, unterblieb dieser. Am 6. Mai 1945 wurde trotz Baustoffmangel und komplizierter Genehmigungsverfahren der Wiederaufbau begonnen, so dass nach dem 24. Juli 1945 wieder 128 Züge abgefertigt werden konnten. Ab dem 16. Dezember waren es 235 Züge täglich.

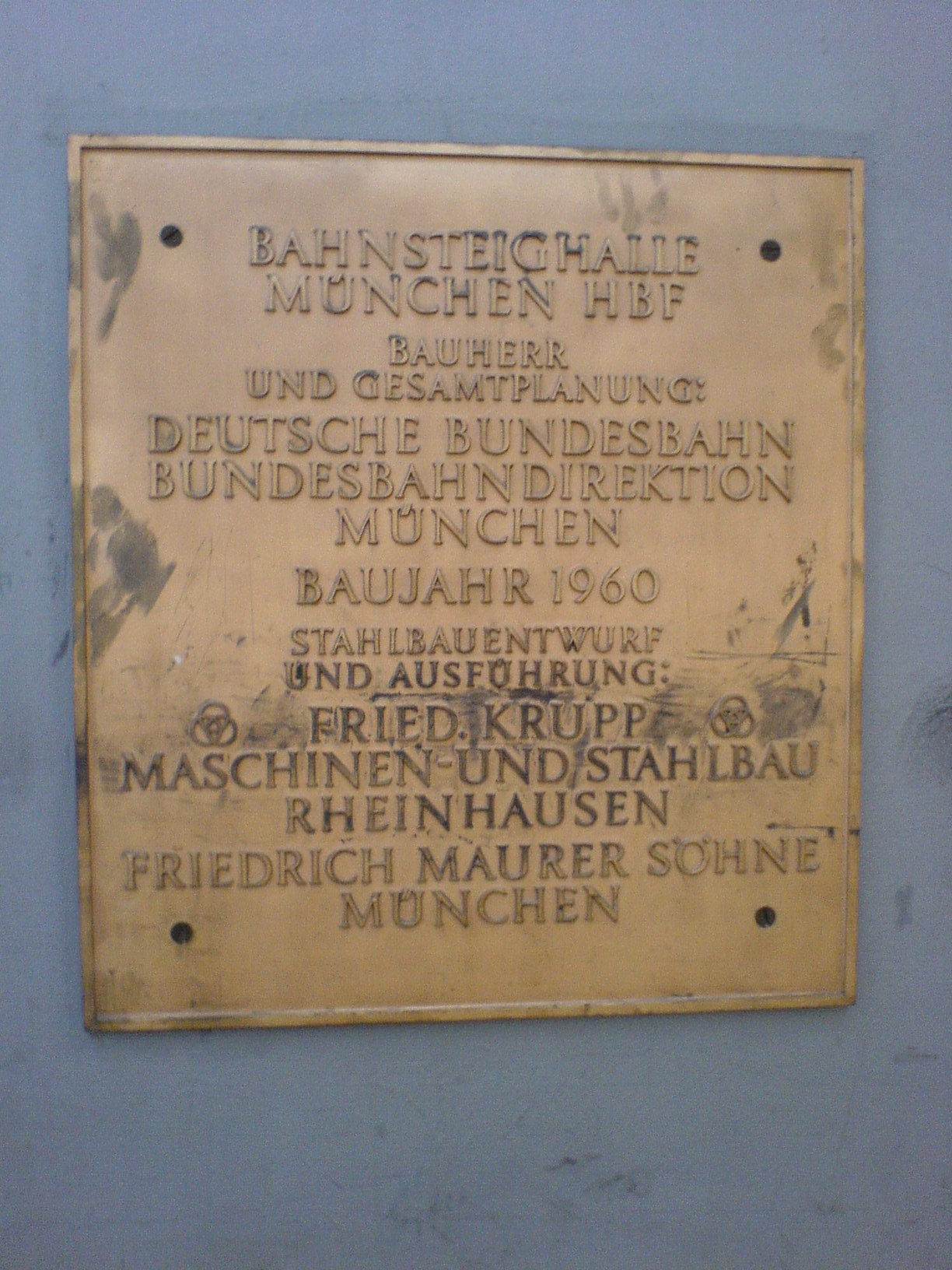
Bronzeplatte als Denkmal zur Errichtung der Haupthalle (1960)

Hauptbahnhof München um 1960

Aufgrund der kriegsbedingten Zerstörungen wurde das von Friedrich Bürklein im 19. Jahrhundert entworfene Empfangsgebäude 1949 größtenteils abgetragen. Den Neuanfang nach dem Krieg markierte ab Mai 1950 der Neubau des Starnberger Flügelbahnhofs nach Plänen von Heinrich Gerbl. Gerbl entwarf ein zweigeschossiges Empfangsgebäude mit kolossaler Pfeilerhalle, Freitreppe, Schalterhalle und Querbahnsteig mit Oberlichtern, im Stil des Neoklassizismus. 1955 bis 1960 errichtete Gerbl die prägende Hauptfassade des zentralen Hauptgebäudes. Hierfür schuf der Künstler Rupprecht Geiger 1951 das beleuchtbare Relief über dem Haupteingang zum Bahnhofsplatz. Es besteht aus eloxierten Aluminiumplatten in Grau- und Blautönen und wurde durch eine Uhr ergänzt. Von 1958 bis 1960 wurde unter Leitung von Franz Hart eine neue Gleishalle erbaut. Nach Zerstörung im Zweiten Weltkrieg konnte die 140 m breite Halle über den Gleisen 11–26 wegen fehlender Finanzierungsmittel nur in zwei Bauabschnitten neu errichtet werden, und zwar 1950 und 1959/60, jedoch mit 220 m Länge deutlich länger als früher. 1951 eröffnete im Südteil des Bahnhofs ein Hotel. Ab 26. Juli 1952 wurde der Wendezugbetrieb eingeführt, um auf einen Lokwechsel verzichten zu können.
Die Schalterhalle ging 1953 wieder in Betrieb. Im Mai 1954 folgte die Elektrifizierung des Holzkirchner Flügelbahnhofs. Die Inbetriebnahme des Rangierfunks am 6. Februar 1956 vereinfachte die Rangieraufgaben im Bahnhofsbereich. Am 1. August 1958 erhielt der Querbahnsteig des Holzkirchner Flügelbahnhofs ein Dach. Die Haupthalle (Bahnsteige 11–26) wurde von 1958 bis 1. August 1960 nach Plänen von Franz Hart errichtet. Sie hat neben den Randstützen bei 70 Meter Stützweite nur noch eine Mittelstützenreihe, was für die damalige Zeit ungewöhnlich war.

### Bau des Zentralstellwerks und der S-Bahn-Stammstrecke

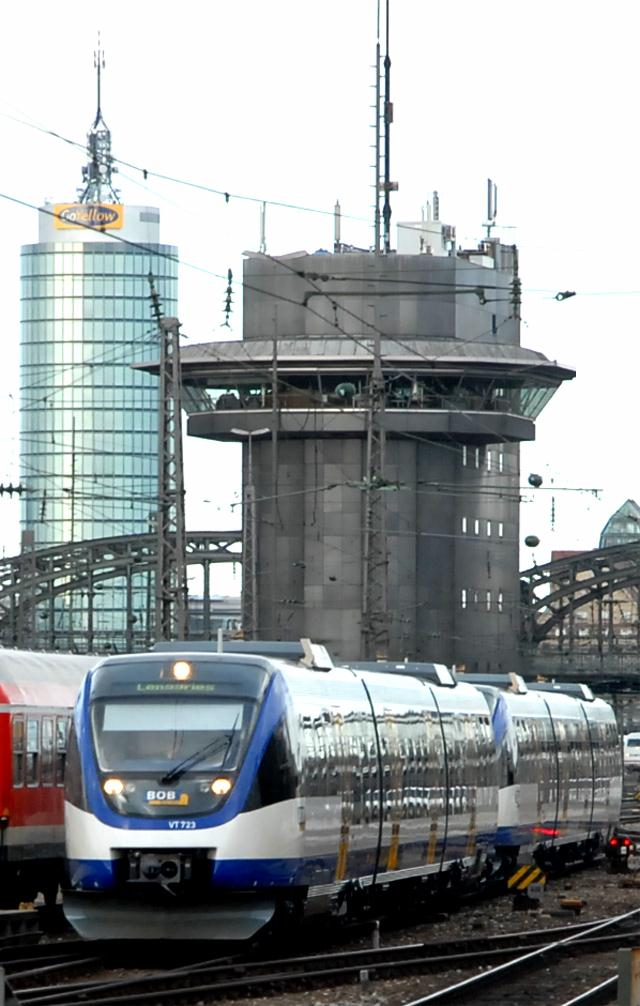
Der Turm des Stellwerkes mit zwei BOB-Talent-Triebwagen

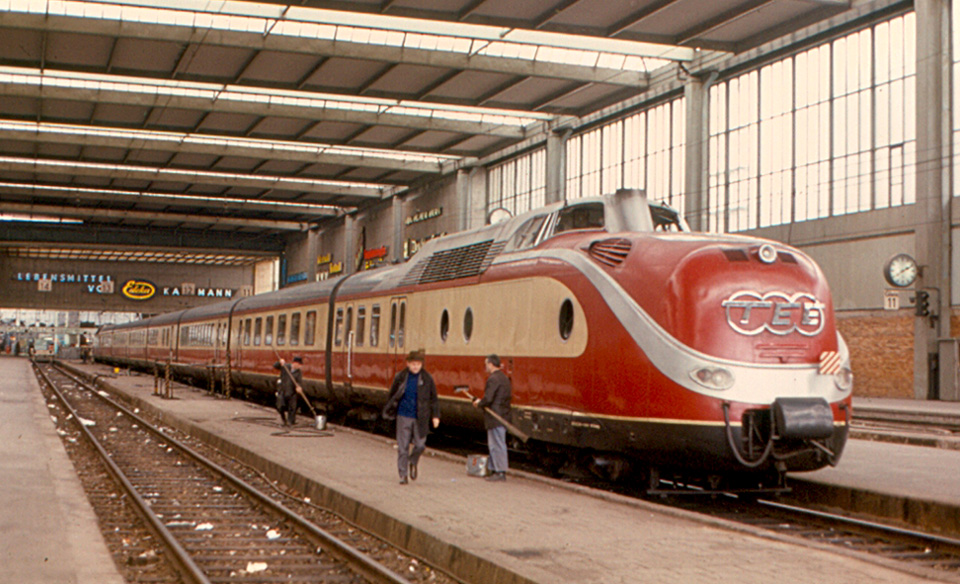
VT 11.5 im April 1970 in der Haupthalle

Das Zentralstellwerk ging am 11. Oktober 1964 um vier Uhr morgens in Betrieb. Von dem neuen Stellwerk wurden 295 Weichen, 446 Signale und 300 Abschnitte mit Gleisfreimeldung sowie sieben Selbstblockstrecken gesteuert. Im Stellwerk waren insgesamt vier Stelltische vorhanden, einer für den Holzkirchner Flügelbahnhof, zwei für die Gleise der Haupthalle und ein weiterer für den Starnberger Flügelbahnhof. Das neue Stellwerk benötigte nur noch 38 Bedienstete für die Bedienung und zwölf für die signaltechnische Unterhaltung und sparte 93 Arbeitsplätze ein.
In den folgenden Jahren wurde der Postumschlag, für den unter dem Bahnhof ein eigenes Post-U-Bahn-System vorhanden war, wegen Störung der Reisenden zu einem immer größeren Problem. Für die Pakete wurde am 18. August 1969 ein eigener Paketumschlagbahnhof an der Wilhelm-Hale-Straße in Betrieb genommen, der über eine zweigleisige Strecke mit dem Hauptbahnhof verbunden war.
Während des Baus der S-Bahn-Stammstrecke war ab 1967 der Verkehr im Starnberger Flügelbahnhof beeinträchtigt, da die Stammstrecke unter diesem angeordnet wurde. Rechtzeitig zu den Olympischen Sommerspielen 1972 konnten die Stammstrecke und der neue Tiefbahnhof am 28. April 1972 in Betrieb genommen werden. Während der Olympischen Sommerspiele hatte der Hauptbahnhof ein hohes Aufkommen an Reisenden. Am 2. September 1972 waren es zum Beispiel ohne den S-Bahn-Betrieb 35.000 Reisende. Die ersten U-Bahnen der damaligen Linien U 8/U 1 (heute U 2/U 1) rollten am 18. Oktober 1980 unter dem Münchner Hauptbahnhof.
Als weitere Maßnahme beim Ausbau der S-Bahn wurde die Bahnstrecke nach Wolfratshausen als Linie S 7 an die Stammstrecke mit einem 260 Meter langen Tunnel unter dem gesamten Gleisvorfeld am 31. Mai 1981 angeschlossen. Bis dahin endeten und begannen die Nahverkehrszüge von und nach Wolfratshausen dieser als S 10 bezeichneten Linie im Holzkirchener Flügelbahnhof. Der U-Bahnsteig der Linien U 4/U 5 öffnete am 10. März 1984. In den 1980er Jahren wurde das Empfangsgebäude in eine Durchgangshalle und ein Reisezentrum umgestaltet, um ein transparentes und offenes Mobilitätszentrum zu schaffen. Mit zusammen 269 Ankünften und Abfahrten regelmäßig verkehrender Fernzüge pro Tag war der Hauptbahnhof im Sommerfahrplan 1989 der zwölftbedeutendste Knoten im Netz der Deutschen Bundesbahn.

### Verbesserung der Infrastruktur

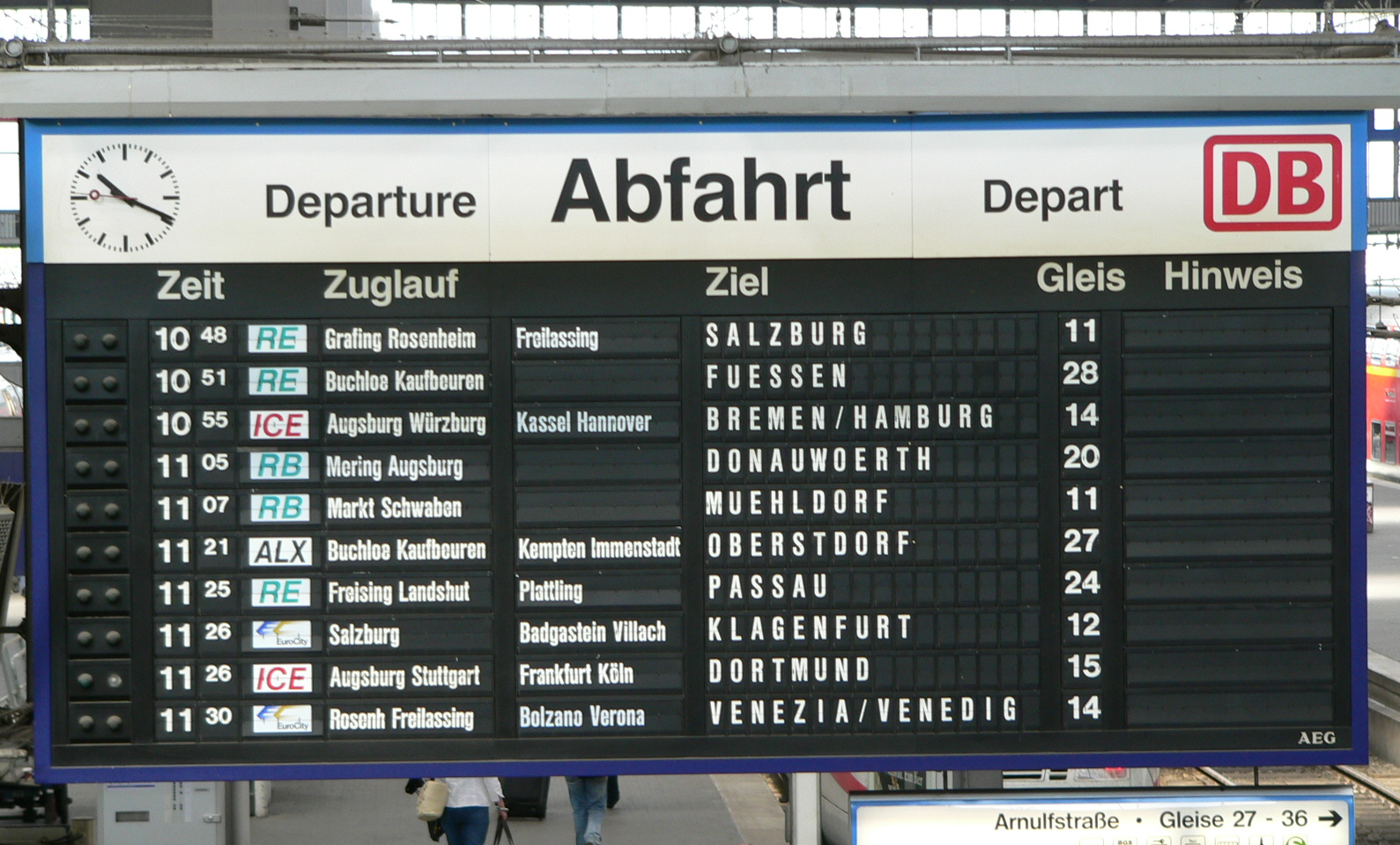
Fallblattanzeige (2005)

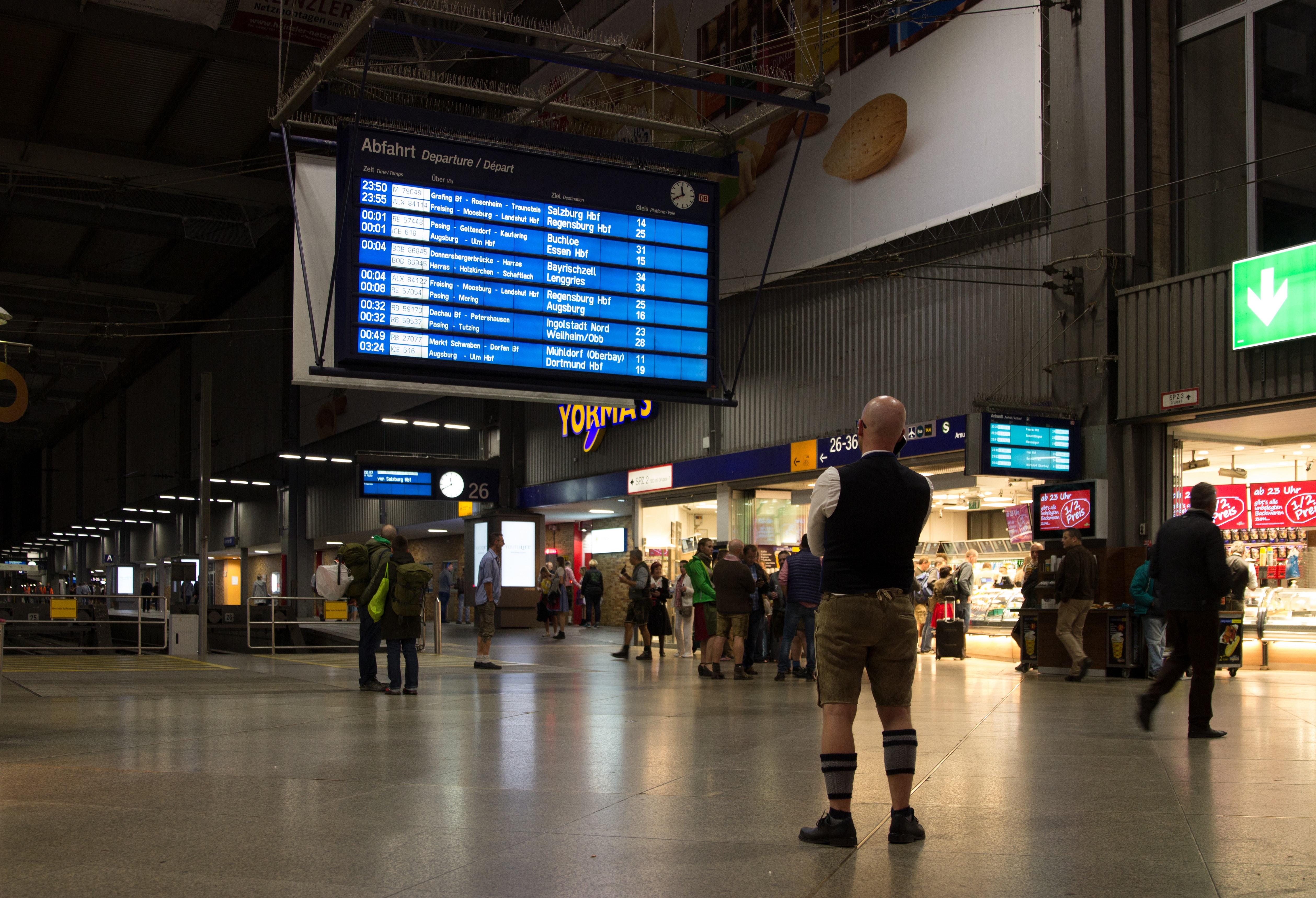
Zugabfahrtsanzeige mit LCD-Technik (2017)

Die Bahnsteige waren mit einer Höhe von 20 Zentimetern zu niedrig und mit einer Breite von 5,4 bis 6 Metern zu schmal. Nach Wegfall der 3,2 Meter breiten Gepäckbahnsteige entstanden neue Personenbahnsteige von bis zu 76 Zentimetern Höhe und einer Breite bis zu 10,2 Metern. Zudem wurden die Ausstattungen der Bahnsteige, beispielsweise die Bänke, erneuert und einige Bahnsteige auf 430 Meter verlängert. Unter den Gleisen 12 und 13 wurde ein Gepäcktunnel in Betrieb genommen. Die Vorstellgruppen Nord und Süd und die mechanischen Behandlungsanlagen wurden erweitert. Die Vorstellgruppe Süd erhielt ein eigenes Stellwerk der Bauart SpDrS 60. Mit den Bauarbeiten wurde im August 1976 begonnen. Zu Weihnachten 1987 waren sie abgeschlossen.
Eine neue Fallblattanzeige wurde 1981 am Ausgang zum Querbahnsteig in Betrieb genommen. Auch die einzelnen Bahnsteige erhielten, außer am Holzkirchner Flügelbahnhof, Fallblattanzeigen. Diese ersetzten Tafeln, die früher am Prellbock befestigt wurden und teilweise noch am Holzkirchner Flügelbahnhof vorhanden waren, aber nicht mehr benutzt wurden. Im Rahmen der Sanierung des Holzkirchner Flügelbahnhofs wurden die Tafeln später durch einzeilige Anzeiger ersetzt. Zusätzlich wurden 37 Monitore für innerbetriebliche Stellen wie zum Beispiel die Fahrkartenschalter aufgestellt. Alle Anzeigen werden von einem Rechner gesteuert, auf dem beim Fahrplanwechsel die Basisinformationen gespeichert werden. Sie werden vom Stellwerk aktualisiert.
Für Intercity-Express-Züge ging 1991 eine Waschanlage im Süden der Bahnanlagen in Betrieb, in den folgenden Jahren wurde sie zu einem ICE-Betriebswerk ausgebaut. Seit 2004 wird der gesamte Bahnhofsbereich mit Video überwacht. Die rund 70 Kameras werden von der Leitstelle der DB Sicherheit im Münchner Hauptbahnhof gesteuert. Inzwischen wurden die Fallblattanzeigen durch modernere LCD-Anzeigen ersetzt, dabei wurden auch die Lautsprecheranlagen modernisiert.

### Neubau

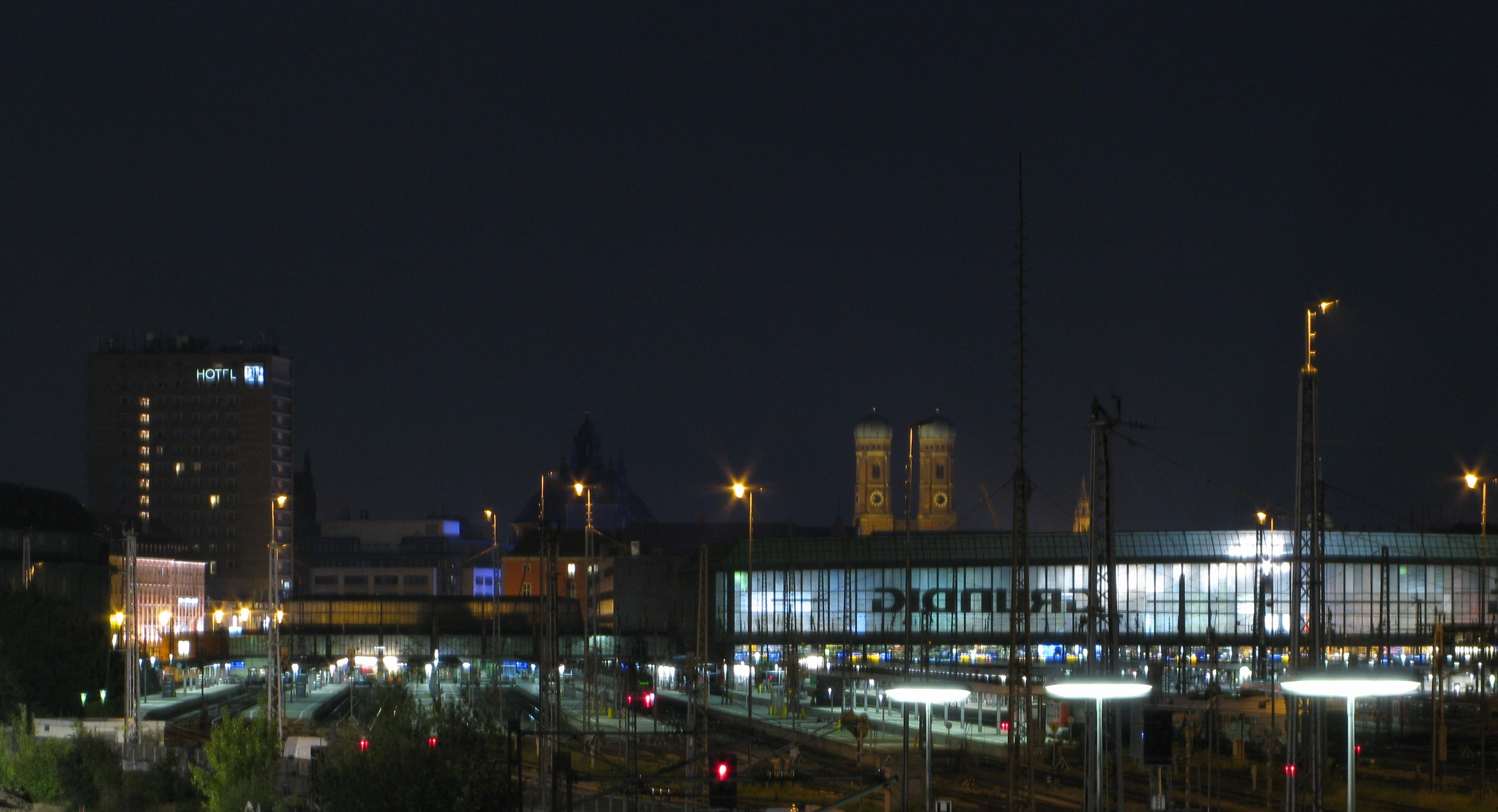
Nördlicher Teil des Münchner Hauptbahnhofs von der Hackerbrücke aus gesehen (August 2008)

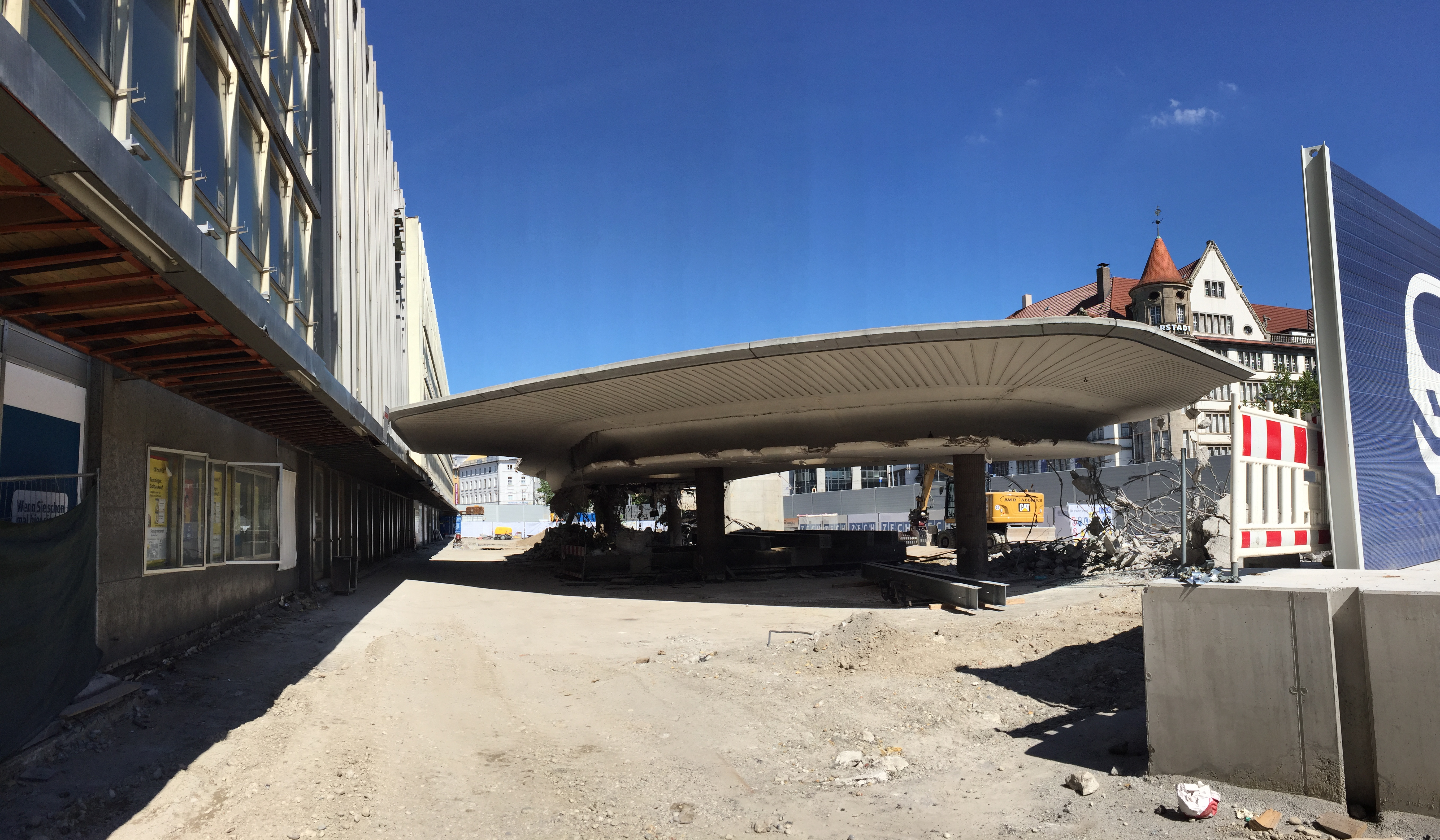
Abbruch des Vordaches vor dem Münchner Hauptbahnhof im September 2019

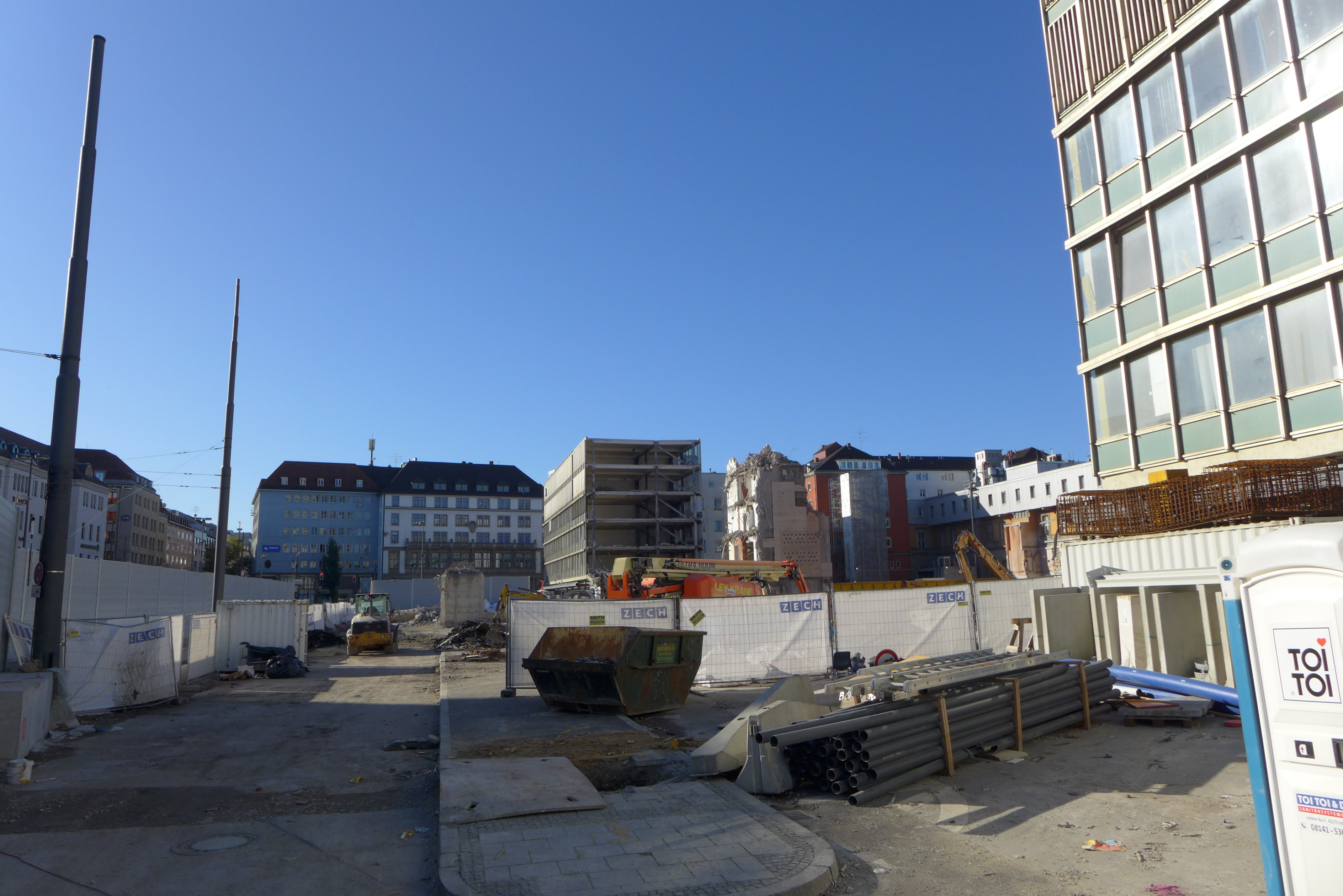
Hauptbahnhof München, Abriss des Empfangsgebäudes, Zustand Oktober 2019

Am 7. Juli 2010 teilte das Bayrische Landesamt für Denkmalpflege der Landeshauptstadt München mit, dass die Gleishalle des Hauptbahnhofs, das Relief von Rupprecht Geiger sowie der gesamte Starnberger Flügelbahnhof von Heinrich Gerbl als Baudenkmäler eingestuft wurden.
Unter dem Titel München 21 entwickelten die Deutsche Bahn und die Landeshauptstadt München in den 1990er Jahren ein Konzept zur (zumindest teilweisen) Umwandlung des Hauptbahnhofs in einen unterirdischen Durchgangsbahnhof. Aufgrund mangelnder Wirtschaftlichkeit und fehlender Mittel wurde dieses Projekt bis auf Weiteres zurückgestellt.
Seit Ende 2000 war geplant, unter dem Hauptbahnhof die Endhaltestelle einer Transrapid-Strecke zum Flughafen zu bauen. Dieses Projekt wurde jedoch aus Kostengründen am 27. März 2008 eingestellt.
Im Bau ist ein zweiter S-Bahn-Tunnel (Zweite Stammstrecke) mit neuem S-Bahnhof unter der Bahnhofshalle. Die Bauarbeiten sollten zunächst von 2008 bis 2011 andauern, wurden jedoch wegen Umplanungen im Ostabschnitt der Strecke auf einen späteren Zeitpunkt verschoben.
Darüber hinaus ist vorgesehen, die Frontpartie des Bahnhofs abzureißen und durch einen Neubau der Schalterhalle nach den Plänen des Architekturbüros Auer Weber zu ersetzen. Aufgrund von Schwierigkeiten in der Finanzierung war fraglich, ob letztgenanntes Projekt zeitgleich mit den beiden vorher genannten Umbauten oder überhaupt durchgeführt wird. Im Mai 2011 gab die Bahn bekannt, statt des im Realisierungswettbewerb ausgewählten Entwurfs einen einfacheren Bau umsetzen zu wollen, und begründete dies mit geringeren Kosten.
Die Stadt München und der Münchner Stadtrat kritisierten den Alternativvorschlag als unzureichend, zudem wurde die Kostenersparnis angezweifelt, da der neue Entwurf vor allem aufgrund von kleiner dimensionierten Verbindungsgängen zwischen S- und U-Bahn im Untergrund günstiger wäre. Bei der Vorstellung der alternativen Pläne im Münchner Stadtrat am 18. Mai 2011 verweigerte sich der Bahnmanager André Zeug den Fragen der Stadtratsmitglieder. Später einigten sich Oberbürgermeister Christian Ude, Bahnchef Rüdiger Grube sowie das Architekturbüro auf die Umsetzung des preisgekrönten Konzeptes von Auer Weber. Mitte September 2013 vergab die Deutsche Bahn an Auer Weber den Auftrag zur Generalplanung des neuen Empfangsgebäudes. Die Bahn plante 2015 die Pläne zur Genehmigung einzureichen, um dass eine Fertigstellung zeitgleich mit der zweiten Stammstrecke zu erreichen.

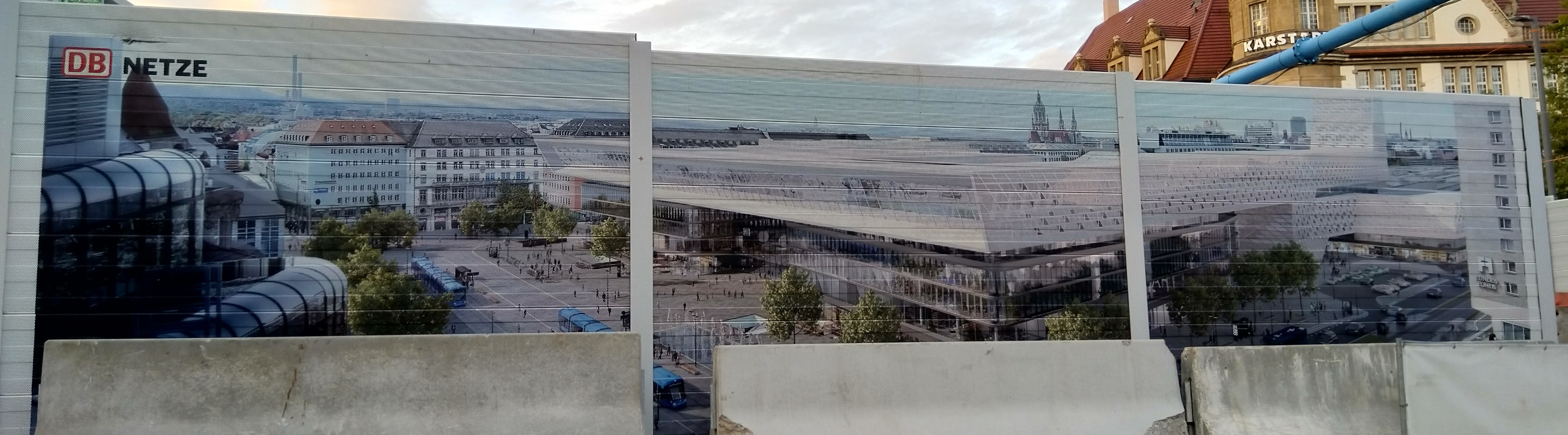
Plan für den neuen Hauptbahnhof auf einem Plakat zentral auf der Baustelle vor der Straße ‚Bahnhofsplatz‘

Pläne für einen neuen Münchner Hauptbahnhof wurden dem Stadtrat im April 2015 präsentiert. Diese sehen unter anderen vor, den denkmalgeschützten Starnberger Flügelbahnhof abzureißen und durch ein 75 Meter hohes Gebäude mit Büro- und Gewerbeflächen zu ersetzen.
Unterhalb der Empfangshalle des bestehenden Bahnhofs soll eine 40 Meter tiefe Zugangshalle mit Rolltreppen und Expressaufzügen zur Station der zweiten Stammstrecke entstehen. Außerdem ist eine weitreichende Umgestaltung der Bahnhofsvorplätze geplant. Die Fertigstellung wird nicht vor 2029 erwartet. Die geschätzten Kosten betrugen Stand 2017 ca. eine Milliarde Euro.
2014 wurde das Untergeschoss des Bahnhofs neugestaltet. Im S-Bahn-Bereich wurden 24 Millionen Euro investiert, im U-Bahn-Bereich 20 Millionen Euro. Unter anderem wurde bis Ende 2015 der Brandschutz verbessert.
Im Sommer 2019 begann im Rahmen der Bauarbeiten für die zweite S-Bahn-Stammstrecke der Abriss der Schalterhalle und des Vordachs des Bahnhofsgebäudes. Ende November 2019 wurde der Abbruch der Schalterhalle abgeschlossen. Seither fanden auch in der eigentlichen Bahnhofshalle Arbeiten zum Bau der zweiten Stammstrecke statt, unter anderem die Verlegung von oberirdischen Rohren für das Grundwassermanagement sowie im Mai 2021 der Abriss von Verkaufspavillons auf dem Querbahnsteig und ab Ende 2021 die Schließung weiterer Geschäfte. Mit Stand April 2022 wurden bis auf das DB Reisezentrum sämtliche Geschäfte im Hauptgebäude des Bahnhofs sowie das angrenzende InterCityHotel geschlossen. Das DB Reisezentrum ist seit Frühjahr 2023 übergangsweise im geräumten Gebäude des InterCityHotels beheimatet, da die Räumung und der Rückbau des Hauptgebäudes der Bahnhofshalle begonnen wurde.
Die aus den 1970er Jahren stammende, vierseitige Bahnhofsuhr der Empfangshalle wurde im Dezember 2023 demontiert und an das Verkehrszentrum des Deutschen Museums übergeben. Sie soll dort restauriert und ausgestellt werden.
Im September 2024 wurde auf dem Querbahnsteig der Haupthalle eine provisorische Stützkonstruktion und Zwischendecke installiert, um mit dem Abbruch des nicht zur Gleishalle gehörenden Dachs und weiterer Gebäudeteile beginnen zu können. Zudem wurden weitere Ausgänge verlegt und hierfür nochmals Ladengeschäfte geschlossen. Die Deutsche Bahn kündigte zudem den Bau eines provisorischen Bahnhofsgebäudes in Container-Bauweise südlich der Haupthalle an, das von 2026 bis voraussichtlich 2036 wichtige Einrichtungen wie etwa das DB Reisezentrum aufnehmen soll.

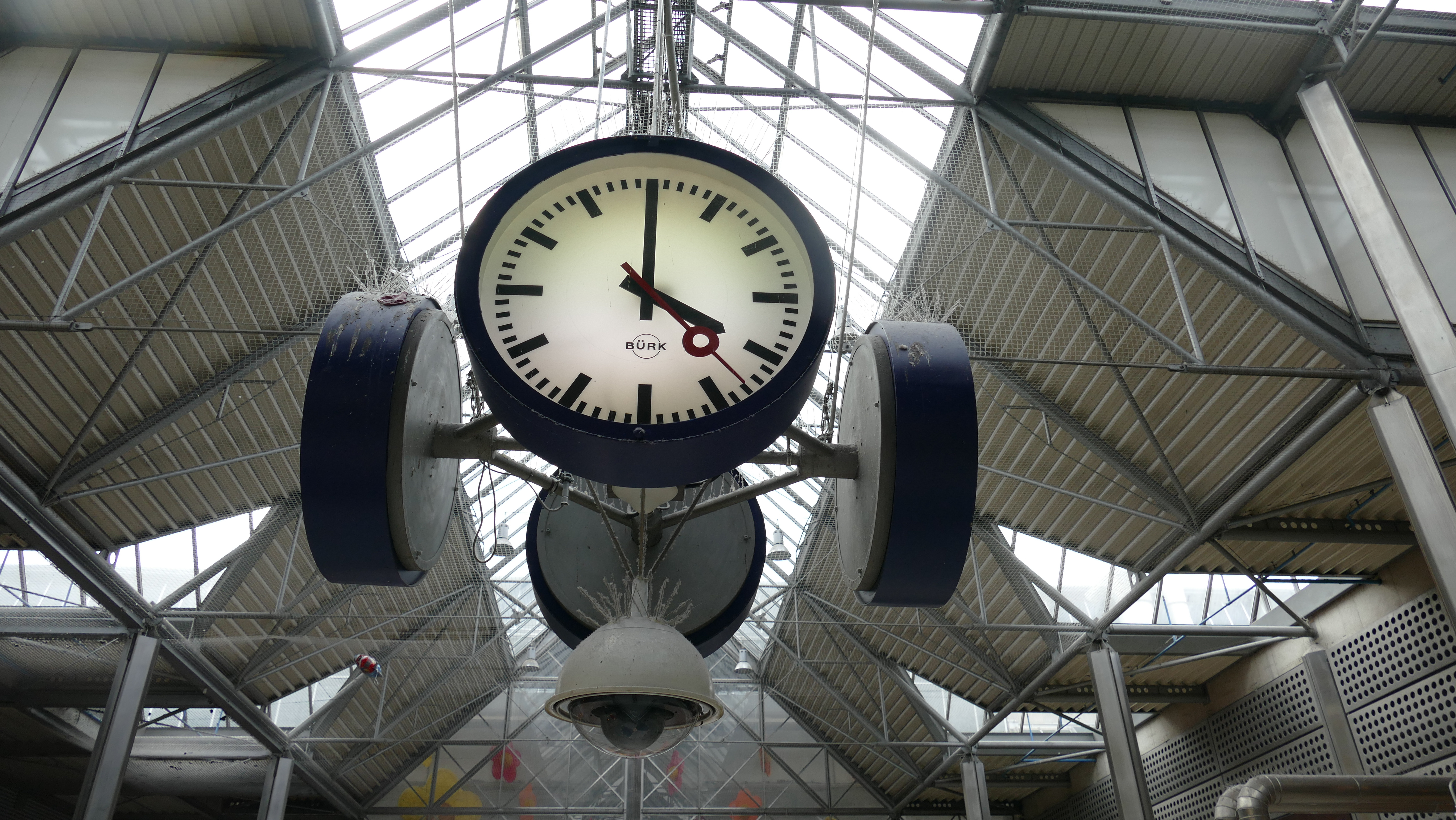
Die Uhr in der Empfangshalle 2019
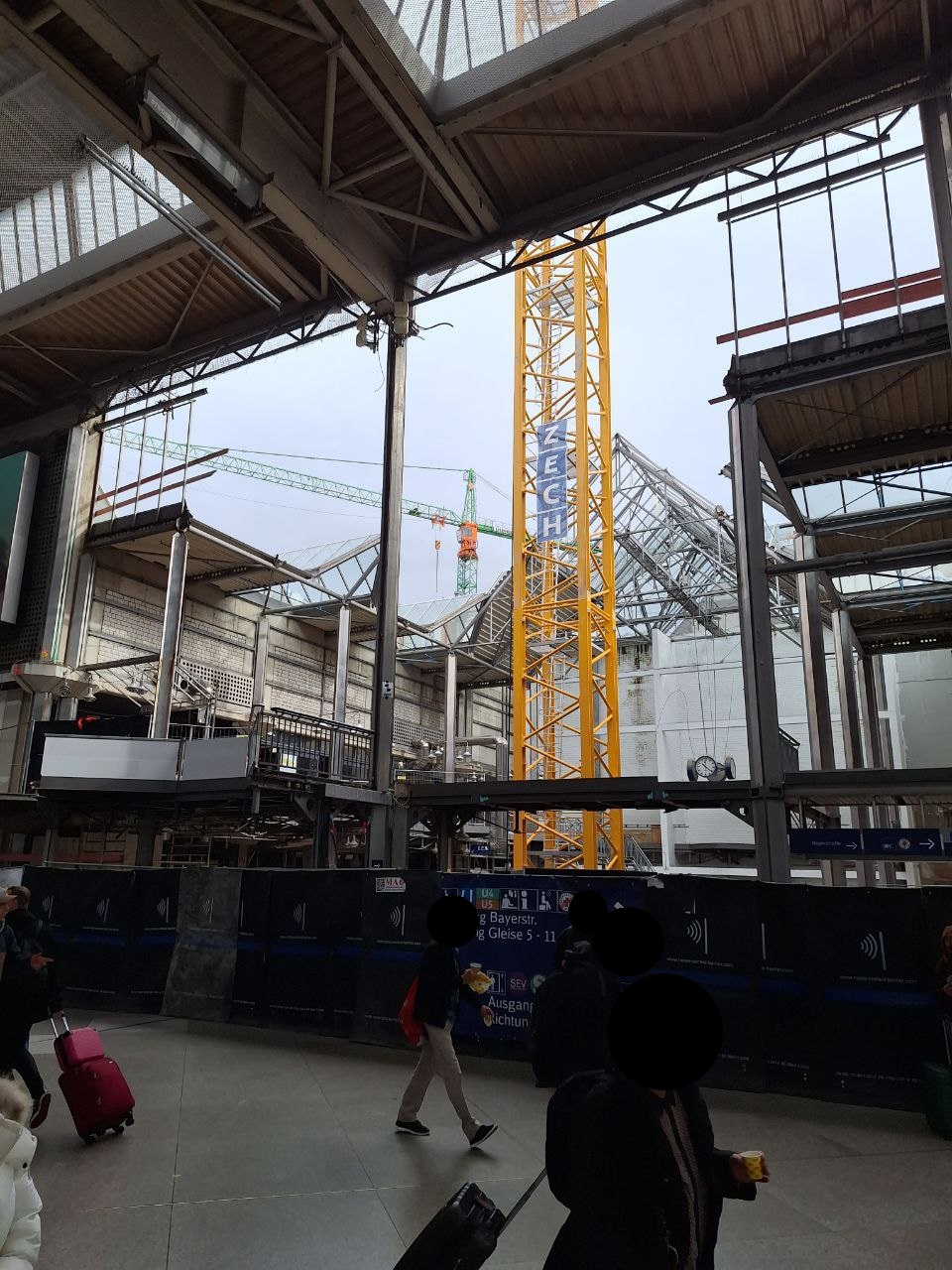
Bereits teil-abgerissene Empfangshalle. Die Uhr ist im Hintergrund sichtbar.
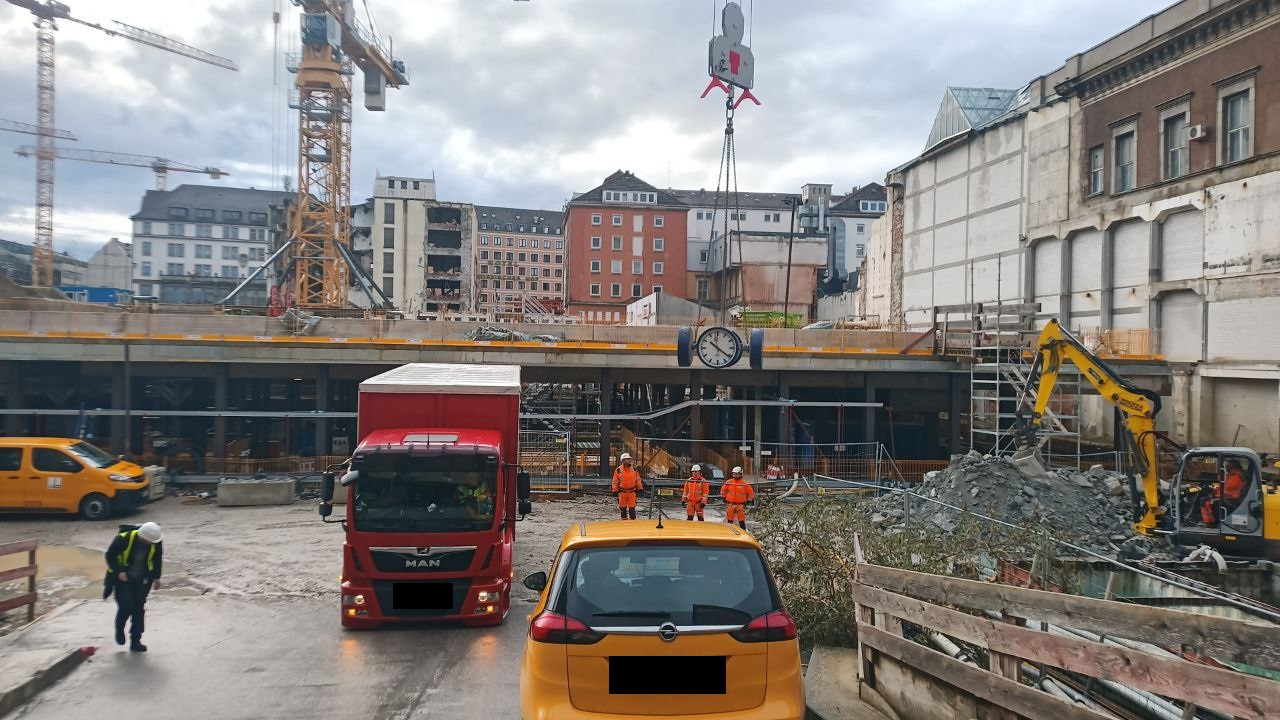
Verladung der Uhr in einen LKW des Deutschen Museums.

### Ausblick
Der Bahnhof sollte Stand 2023 voraussichtlich 2024 zusammen mit der Strecke München Hbf – Ingolstadt Hbf zum überlasteten Schienenweg erklärt werden.
Der Raum München soll im Zuge des „Starterpakets“ der Digitalen Schiene Deutschland, als Teil des TEN-Kernnetzkorridors Skandinavien–Mittelmeer, bis 2030 mit digitalen Stellwerken und ETCS ausgerüstet werden.
Im 2020 vorgelegten dritten Gutachterentwurf des Deutschlandtakts ist München nicht als Vollknoten, sondern als Knoten hinterlegt, in dem Richtungsanschlüsse fortlaufend hergestellt werden. Baulich ist darin ein zusätzlicher Fußgängersteg bzw. eine zusätzliche Fußgängerunterführung unterstellt. Dafür sind, zum Preisstand von 2015, Investitionen von 33 Millionen Euro vorgesehen. Weitere fünf Millionen Euro sind für einzelne Optimierungen des Spurplans und der Leit- und Sicherungstechnik eingeplant.
Nach der nunmehr für 2035 vorgesehenen Inbetriebnahme der Zweiten Stammstrecke erwartet die Deutsche Bahn bis zu 850.000 Reisende pro Tag am Hauptbahnhof. Damit entstünde dort „der größte und modernste ÖPNV-Knoten Europas“.

## Aufbau

### Bahnhof

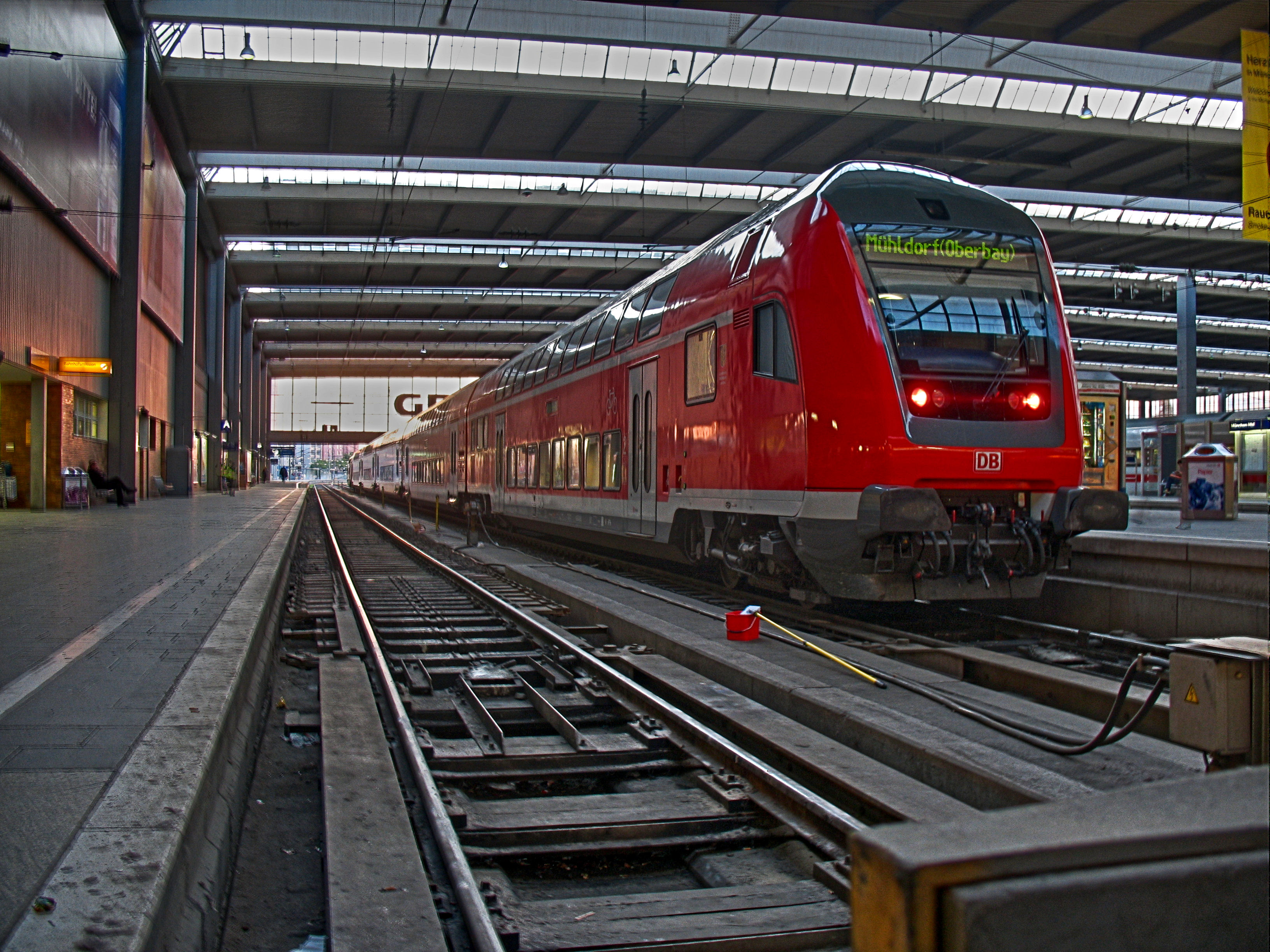
Gleis 11/12; links Weg zum Holzkirchner Flügelbahnhof

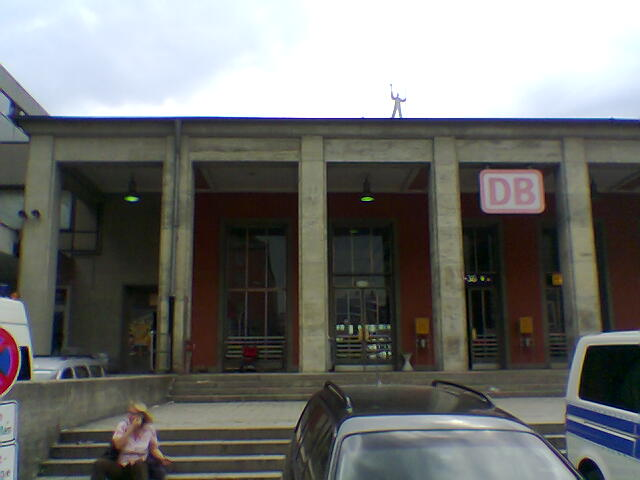
Die denkmalgeschützte Säulenhalle des Starnberger Flügelbahnhofs (vor Juli 2008)

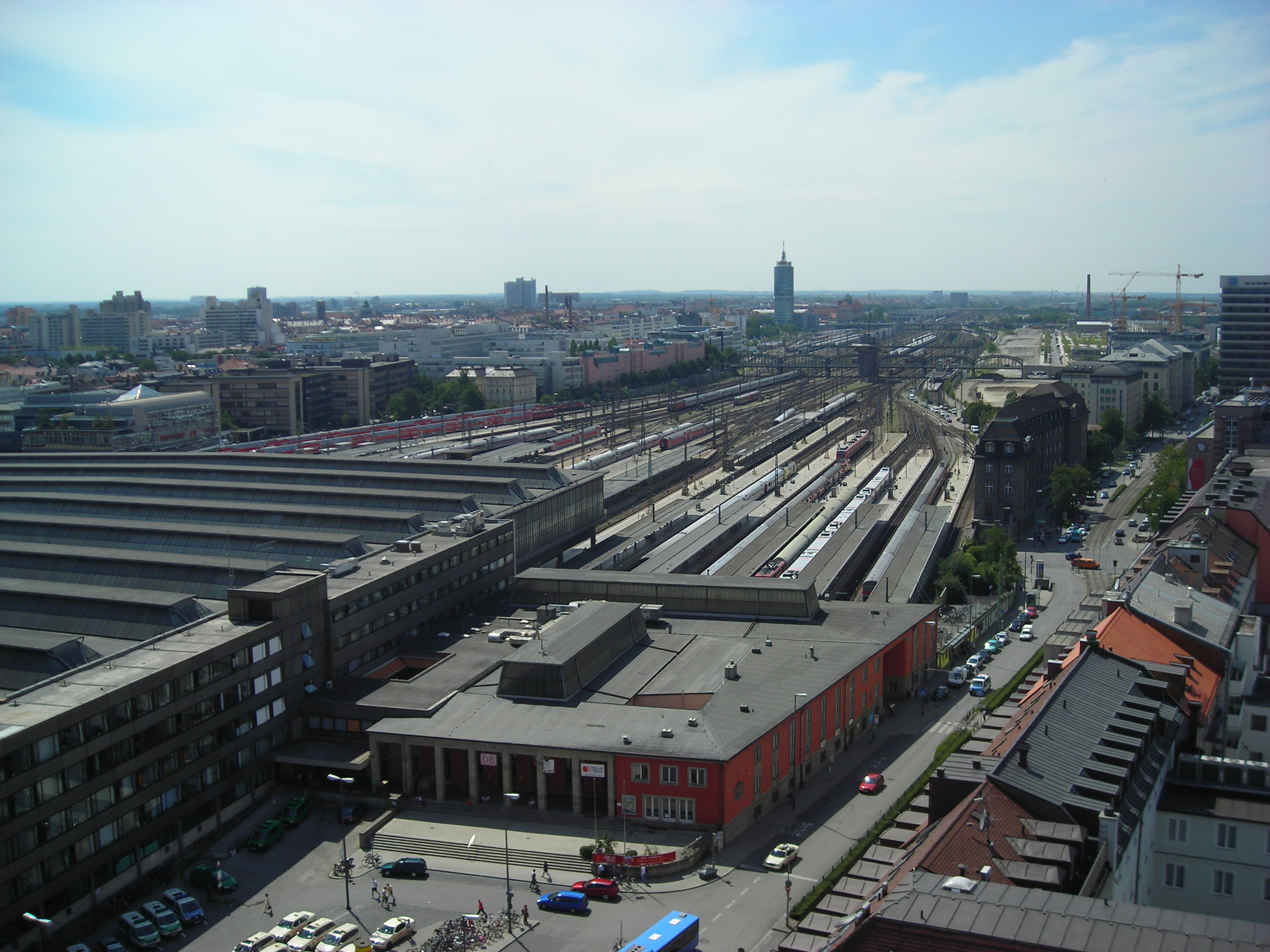
Starnberger Flügelbahnhof

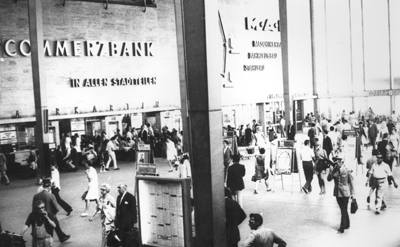
Eingangshalle des Münchner Hauptbahnhofs, 1968

Der Münchner Hauptbahnhof ist neben dem Bahnhof Lindau-Insel (bis 2020 Lindau Hauptbahnhof) der einzige größere Kopfbahnhof in Bayern. Er besitzt 32 Bahnsteiggleise und setzt sich aus drei Bahnhofsteilen sowie einem betrieblich eigenständigen S-Bahnhof mit zwei weiteren Gleisen zusammen:
- Holzkirchner Flügelbahnhof im Süden (heute München Hbf Gleis 5–10)
Nach dem Zweiten Weltkrieg bestand der Holzkirchner Bahnhof aus den Gleisen 1 und 2 für Post- und Expressgutverladung und den Gleisen 3 bis 10 für den Personenverkehr der Regional- und Vorortzüge in Richtung Mühldorf, Grafing – Rosenheim, Holzkirchen, Bayrischzell, Tegernsee und Lenggries sowie ab 1950 nach Wolfratshausen – Bichl in Betrieb. In den siebziger Jahren wurde das Gleis 10 mit dem Gleis 11 der Haupthalle verbunden, um die Nutzlänge von Gleis 11 zu vergrößern. Nach dem Bau des Südstreckentunnels westlich der Donnersbergerbrücke fuhren ab 1981 die Regionalzüge in Richtung Holzkirchen vom Starnberger Bahnhof ab, während die Züge nach Wolfratshausen (zwischen 1972 und 1981 als S 10 bezeichnet) zur S 7 wurden, die wie die anderen West-Ost-S-Bahn-Linien durch den Stammstrecken-Tunnel zum Ostbahnhof geleitet wurden. Die verbleibenden Gleise 3 – 8 (alt) wurden in 5 – 10 (neu) umnummeriert.[78] Der Holzkirchner Bahnhof hat nach der Verknüpfung der sog. Südstrecken mit der S-Bahn-Stammstrecke bzw. mit dem Starnberger Bahnhof am 31. Mai 1981 stark an Bedeutung verloren. Zurzeit hat er noch sechs Gleise, von denen Reisezüge abfahren.
Derzeit fahren hier hauptsächlich die Regionalzüge Richtung Mühldorf, Kufstein und Salzburg ab. Die Bahnsteige in diesem Bereich wiesen eine niedrigere Höhe auf als im Rest des Bahnhofs und waren als einzige nicht überdacht, bis sie von Juni 2017 bis September 2018 für etwa 14 Millionen Euro grundlegend modernisiert, erhöht und mit Dächern ausgestattet wurden. Zudem wurden Gleis- und Weichenarbeiten durchgeführt sowie der Bahnsteig an Gleis 5/6 verlängert.[79][80] Nachdem dieser Bereich bis zur Modernisierung regulär nur für den Regionalverkehr genutzt wurde, werden seither auch einzelne ICE- oder Railjet-Fahrten sowie die Züge der Westbahn nach Wien hier abgefertigt.
- Hauptbahnhof (München Hbf, Haupthalle mit den Gleisen 11–26)
In der Haupthalle fahren alle Fernverkehrszüge und viele Nahverkehrszüge (meist in Richtung Augsburg, Ingolstadt und Landshut). In der Haupthalle befinden sich das Reisezentrum der DB, eine DB Lounge mit zwei getrennten Bereichen für Fahrgäste der 1. Klasse und für bahn.comfort-Kunden sowie Geschäfte, Imbisse und weitere Serviceeinrichtungen. Die Stahlkonstruktion der Haupthalle wurde 1960 von der Friedrich Krupp AG entworfen und gefertigt.
- Starnberger Flügelbahnhof im Norden (heute München Hbf Gleis 27–36)
Von hier fahren die Regionalzüge Richtung Memmingen, Lindau, Oberstdorf, Kochel am See, Garmisch-Partenkirchen, Deisenhofen, Bayrischzell, Lenggries und Tegernsee sowie der EuroCity-Express Richtung Zürich ab. Auch verkehren hier bei Störungen oder Bauarbeiten auf der S-Bahn-Stammstrecke S-Bahnen Richtung Westen. Die Säulenhalle des Flügelbahnhofs war in den letzten Jahren zwar geöffnet, jedoch bis auf eine Filiale von Yorma’s zur Bahnsteigseite verwaist – seit Frühjahr 2021 befindet sich in ihr ein provisorisches Fahrradparkhaus. Bis März 2014 war die Halle zudem in einem unansehnlichen Zustand, zwischenzeitlich wurden Anstrich und Beleuchtung jedoch erneuert. Im Sommer 2010 wurde die Säulenhalle vom Zugang zum Untergeschoss und den beiden geöffneten Ladengeschäften durch eine neu eingezogene Wand abgetrennt. In diesem neu geschaffenen Gang entstand auch eine Filiale von BackWerk. Die meisten Fahrgäste benutzen von den Gleisen des Flügelbahnhofs den Weg in die Haupthalle als Ausgang und umgehen dadurch dieses Nebengebäude, was vielen Flächen die Attraktivität nimmt. In Vorbereitung auf den Abriss des Bahnhofsgebäudes wurden bis 2024 bereits im Rahmen von Vorarbeiten bereits die Dächer über dem Querbahnsteig teilweise abgerissen sowie ein neuer Ausgang in Richtung Arnulfstraße eingerichtet.
- München Hbf (tief) mit den Gleisen 1 und 2
Der unterirdische S-Bahnhof ist wie die Bahnhöfe Karlsplatz (Stachus) und Marienplatz in spanischer Lösung ausgeführt – am rechten Bahnsteig aussteigen und links einsteigen – um den Fahrgastfluss zu beschleunigen. Dabei ist nur der Mittelbahnsteig durch einen Aufzug barrierefrei erreichbar.[81][82] Der Tunnel der S-Bahn überquert die U-Bahn-Röhren der U 1, U 2, U 7 und U 8 im zweiten Untergeschoss des Münchner Hauptbahnhofs.

Bedingt durch die räumliche Ausdehnung des Bahnhofs muss eine gewisse Zeit für den Fußweg zwischen den einzelnen Bahnhofsteilen eingeplant werden. Als minimal notwendige Umsteigezeiten gibt die DB AG zwischen den Flügelbahnhöfen und der Haupthalle zehn Minuten, zwischen den beiden Flügelbahnhöfen 15 Minuten, zwischen der S-Bahn-Station und dem Starnberger Flügelbahnhof beziehungsweise der Haupthalle zehn Minuten und zwischen der S-Bahn-Station und dem Holzkirchner Flügelbahnhof 15 Minuten an.
Das Ende der Bahnsteige in den Flügelbahnhöfen liegt vor dem der Gleise der Haupthalle, daher muss immer an Gleis 11 beziehungsweise 26 entlanggegangen werden, um die Flügelbahnhöfe zu erreichen. Einen öffentlichen Fußgängertunnel zum schnelleren Umsteigen wie in anderen Kopfbahnhöfen gibt es nicht mehr. Eine in den achtziger Jahren des 19. Jahrhunderts errichtete Bahnsteigunterführung zwischen den heutigen Gleisen 11 und 26 lag 120 Meter westlich vom Ende der Stumpfgleise entfernt. Seit Sperrung dieser Unterführung benötigt man für das Umsteigen etwa fünf Minuten mehr Zeit. Nach dem Zweiten Weltkrieg waren die Treppenabgänge zum aufgegebenen Fußgängertunnel noch zu sehen.

### Bahnsteige

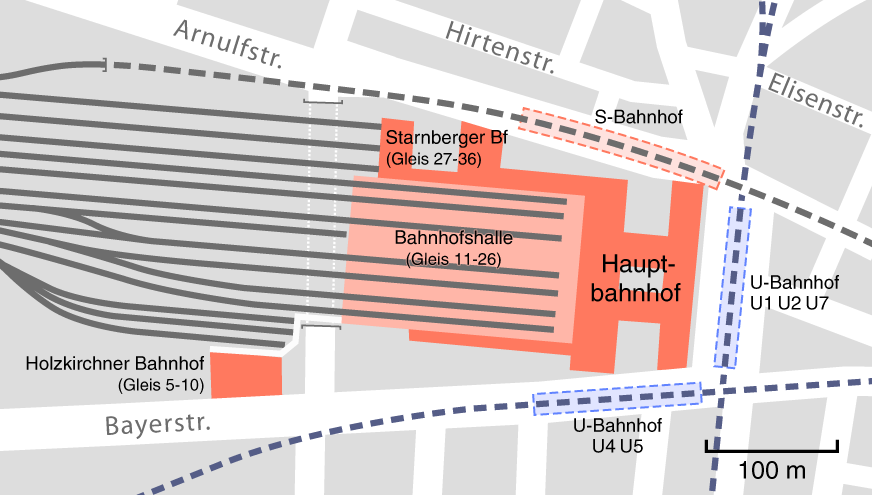
Lageplan des Bahnhofes

Die Bahnsteige im Holzkirchner Flügelbahnhof und in der Haupthalle (B01 bis B12) sind mit Blindenleitstreifen ausgestattet. Alle Bahnsteige mit Ausnahme der Ankunftsbahnsteige der S-Bahn sind in Bahnsteigabschnitte unterteilt. Die oberirdischen Bahnsteige sind außerhalb der Bahnhofshalle teilweise überdacht, die Bahnsteige im Holzkirchner Flügelbahnhof haben zudem Wetterschutzhäuser.
| Bahnsteig a | Gleis | Ort                                                      | Höhe b  | Länge c                                                  |
| ----------- | ----- | -------------------------------------------------------- | ------- | -------------------------------------------------------- |
| B01         | 5     | München Hauptbahnhof Gl. 5–10 Holzkirchner Flügelbahnhof | 76 cm   | 300 m d                                                  |
| B01         | 6     | München Hauptbahnhof Gl. 5–10 Holzkirchner Flügelbahnhof | 76 cm   | 319 m d                                                  |
| B02         | 7     | München Hauptbahnhof Gl. 5–10 Holzkirchner Flügelbahnhof | 76 cm   | 217 m                                                    |
| B02         | 8     | München Hauptbahnhof Gl. 5–10 Holzkirchner Flügelbahnhof | 76 cm   | 230 m                                                    |
| B03         | 9     | München Hauptbahnhof Gl. 5–10 Holzkirchner Flügelbahnhof | 76 cm   | 339 m d                                                  |
| B03         | 10 e  | München Hauptbahnhof Gl. 5–10 Holzkirchner Flügelbahnhof | 76 cm   | 339 m d                                                  |
| B04         | 76 cm | München Hauptbahnhof Gl. 5–10 Holzkirchner Flügelbahnhof | 509 m   |                                                          |
| B04         | 76 cm | 11                                                       | 509 m   | München Hauptbahnhof Haupthalle                          |
| B05         | 12    | 76 cm                                                    | 436 m   | München Hauptbahnhof Haupthalle                          |
| B05         | 13    | 76 cm                                                    | 436 m   | München Hauptbahnhof Haupthalle                          |
| B06         | 14    | 76 cm                                                    | 432 m   | München Hauptbahnhof Haupthalle                          |
| B06         | 15    | 76 cm                                                    | 432 m   | München Hauptbahnhof Haupthalle                          |
| B07         | 16    | 76 cm                                                    | 346 m   | München Hauptbahnhof Haupthalle                          |
| B07         | 17    | 76 cm                                                    | 346 m   | München Hauptbahnhof Haupthalle                          |
| B08         | 18    | 76 cm                                                    | 432 m   | München Hauptbahnhof Haupthalle                          |
| B08         | 19    | 76 cm                                                    | 432 m   | München Hauptbahnhof Haupthalle                          |
| B09         | 20    | 76 cm                                                    | 366 m   | München Hauptbahnhof Haupthalle                          |
| B09         | 21    | 76 cm                                                    | 366 m   | München Hauptbahnhof Haupthalle                          |
| B10         | 22    | 76 cm                                                    | 425 m d | München Hauptbahnhof Haupthalle                          |
| B10         | 23    | 76 cm                                                    | 425 m d | München Hauptbahnhof Haupthalle                          |
| B11         | 24    | 76 cm                                                    | 370 m   | München Hauptbahnhof Haupthalle                          |
| B11         | 25    | 76 cm                                                    | 370 m   | München Hauptbahnhof Haupthalle                          |
| B12         | 26    | 76 cm                                                    | 474 m   | München Hauptbahnhof Haupthalle                          |
| B12         | 27 e  | 76 cm                                                    | 474 m   | München Hauptbahnhof Gl. 27–36 Starnberger Flügelbahnhof |
| B13         | 27 e  | 76 cm                                                    | 360 m d | München Hauptbahnhof Gl. 27–36 Starnberger Flügelbahnhof |
| B13         | 28    | 76 cm                                                    | 360 m d | München Hauptbahnhof Gl. 27–36 Starnberger Flügelbahnhof |
| B14         | 29    | 76 cm                                                    | 290 m   | München Hauptbahnhof Gl. 27–36 Starnberger Flügelbahnhof |
| B14         | 30    | 76 cm                                                    | 290 m   | München Hauptbahnhof Gl. 27–36 Starnberger Flügelbahnhof |
| B15         | 31    | 76 cm                                                    | 303 m   | München Hauptbahnhof Gl. 27–36 Starnberger Flügelbahnhof |
| B15         | 32    | 76 cm                                                    | 303 m   | München Hauptbahnhof Gl. 27–36 Starnberger Flügelbahnhof |
| B16         | 33    | 76 cm                                                    | 251 m   | München Hauptbahnhof Gl. 27–36 Starnberger Flügelbahnhof |
| B16         | 34    | 76 cm                                                    | 251 m   | München Hauptbahnhof Gl. 27–36 Starnberger Flügelbahnhof |
| B17         | 35    | 76 cm                                                    | 224 m   | München Hauptbahnhof Gl. 27–36 Starnberger Flügelbahnhof |
| B17         | 36    | 76 cm                                                    | 224 m   | München Hauptbahnhof Gl. 27–36 Starnberger Flügelbahnhof |
| SB3 f       | 1 e   | München Hauptbahnhof (tief) S-Bahn                       | 96 cm   | 210 m                                                    |
| SB1 g       | 1 e   | München Hauptbahnhof (tief) S-Bahn                       | 96 cm   | 210 m                                                    |
| SB1 g       | 2 e   | München Hauptbahnhof (tief) S-Bahn                       | 96 cm   | 210 m                                                    |
| SB2 f       | 96 cm | München Hauptbahnhof (tief) S-Bahn                       | 210 m   |                                                          |

## Betrieb

### Betriebliche Situation
Durch die Anlage als Kopfbahnhof verkehren zwecks kürzerer Standzeiten vorwiegend Wendezüge, jedoch fahren nach wie vor alle EuroCity sowie Nightjet-Garnituren der ÖBB-Personenverkehr sowie die Züge des alex Nord ohne Wendezug-Steuerwagen, bei denen in der Bahnhofshalle Loks gewechselt werden. Im Dezember 2020 wurden die Züge des alex Süd sowie des Eurocity nach Zürich (seitdem EuroCity-Express) durch Triebzüge ersetzt, ebenso ein Teil der ÖBB-Züge.
Dieseltriebfahrzeuge nutzen in der Regel die nicht überdachten Flügelbahnhöfe, um die Luftverunreinigung in der Haupthalle zu minimieren. Ausnahmen hiervon bilden einzelne Regionalzüge nach Mühldorf und ins Allgäu sowie bis 2020 die EC-Verbindung von und nach Zürich, die zuletzt von zwei Lokomotiven der Baureihe 218 gezogen wurde.
Täglich bedienen nach DB-Angaben 258 Fernverkehrszüge, 597 Nahverkehrszüge und 1018 S-Bahnzüge den Bahnhof (Stand 2013).

### Bahnstrecken und Kursbuchstrecken
Am Münchner Hauptbahnhof haben fünf Bahnstrecken ihren Ausgangspunkt. Im Bahnhof beginnen die Bahnstrecken München–Augsburg, München–Rosenheim, München–Treuchtlingen, München–Regensburg und München–Garmisch-Partenkirchen.
Die über Pasing zulaufenden Strecken werden auf einer Länge von acht Kilometern bis zum Hauptbahnhof gebündelt. Als betrieblich günstig gilt die Vielzahl von höhenfreien Kreuzungen. Ferner wendet ein Großteil der den Hauptbahnhof anfahrenden Züge auf die eigene Linie zurück.
Über den Münchner Südring als Teil der Bahnstrecke München–Rosenheim ist der Hauptbahnhof mit dem Bahnhof München Ost verbunden, von dem weitere Bahnstrecken ausgehen.
Folgende Kursbuchstrecken treffen in München Hauptbahnhof aufeinander:
- 900: München – Ingolstadt – Nürnberg (Regionalverkehr)[87]
- 900.1: München – Nürnberg – Würzburg – Fulda / Frankfurt (Fernverkehr)[88]
- 930: München – Landshut – Regensburg (mit Direktverbindungen nach Hof und Prag)[89]
- 931: München – Landshut – Plattling – Passau[90]
- 940: München – Markt Schwaben – Mühldorf[91]
- 950: München – Rosenheim – Kufstein (mit Direktverbindungen unter anderem nach Innsbruck und Verona)[92]
- 951: München – Rosenheim – Salzburg (mit Direktverbindungen unter anderem nach Wien und Budapest)[93]
- 955: München – Holzkirchen – Bayrischzell[94]
- 956: München – Holzkirchen – Schaftlach – Lenggries[95]
- 957: München – Holzkirchen – Schaftlach – Tegernsee[96]
- 960: München – Garmisch-Partenkirchen – Mittenwald – Innsbruck[97]
- 961: München – Tutzing – Kochel[98]
- 970: München – Buchloe – Kempten (mit Direktverbindungen nach Lindau und Oberstdorf)[99]
- 980: München – Augsburg (Regionalverkehr, mit Direktverbindungen nach Ulm und Treuchtlingen)[100]
- 998: München – Deisenhofen – Holzkirchen[101]
- 999.1 … 999.8: S-Bahn München[102]

### Fernverkehr
Seit der Fertigstellung der Bayerischen Maximiliansbahn von München nach Ulm 1854 waren Zugverbindungen nach Baden-Württemberg möglich. Wenige Jahre nach dem Lückenschluss der Bayerischen Maximiliansbahn von München nach Salzburg beziehungsweise Kufstein 1858, verkehren auch internationale Züge meist von Paris nach Wien. So entstand 1883 der Orient-Express, der von Paris nach Konstantinopel (Istanbul) verkehrte. In Richtung Italien über Kufstein wurde 1897 der Nord-Süd-Express eingeführt, dieser fuhr von Berlin nach Verona. In der Folgezeit entstanden weitere internationale Reiseverbindungen, wie zum Beispiel der Tauern-Express, die in Richtung Südosteuropa oder Italien fuhren. Den Höhepunkt erreichten die Verbindungen in den 1960er Jahren, durch den zunehmenden Individualverkehr sind aber bis 2012 fast alle internationalen Verbindungen eingestellt. Der erste Trans-Europ-Express bediente den Bahnhof ab dem 15. Oktober 1957, dieser trug den Namen Mediolanum und fuhr von München nach Mailand. Am 30. Mai 1965 folgte der TEE Rheinpfeil, dieser wurde jedoch bereits 1971 wieder eingestellt. Am 28. September 1969 folgte der Betriebsbeginn des TEE Bavaria, der von München nach Zürich fuhr, die Einstellung erfolgte 1977. Es folgten vier weitere TEE-Verbindungen, nach ihrer Einstellung wurden sie meist durch Inter- oder Eurocityzüge ersetzt.
In den Hauptbahnhof führte bis zur Eröffnung der Schnellfahrstrecke Nürnberg – Ingolstadt am 13. Mai 2006 keine Strecke auf direktem bzw. kurzem Weg von Nürnberg. Die Nürnberger Züge fuhren entweder über Treuchtlingen – Augsburg oder über Treuchtlingen – Ingolstadt nach München.
Folgende Linien des Schienenpersonenfernverkehrs bedienen aktuell den Münchner Hauptbahnhof:
| Linie        | Strecke | Taktfrequenz             |
| ------------ | --- | ------------------------ |
| ICE 11       | Berlin – Magdeburg – Braunschweig – Kassel-Wilhelmshöhe – Würzburg – München | ein Zug pro Woche nachts |
| ICE 11       | München – Stuttgart – Frankfurt am Main – Fulda – Eisenach – Erfurt – Leipzig – Berlin Hbf – Berlin Gesundbrunnen                                                                         | zweistündlich            |
| ICE 11       | Wiesbaden – Mainz – Mannheim – Stuttgart – München | einzelner Zug            |
| ICE 18       | Hamburg-Altona – Berlin Hbf – Halle (Saale) – Erfurt – Nürnberg – Ingolstadt/Augsburg – München                                                                                           | zweistündlich            |
| ICE 25       | Hamburg-Altona / Bremen – Hannover – Göttingen – Kassel-Wilhelmshöhe – Fulda – Würzburg – Nürnberg – Ingolstadt – München                                                                 | stündlich                |
| ICE 28       | München – Nürnberg – Erfurt – Leipzig – Lutherstadt Wittenberg – Berlin Südkreuz – Berlin Hbf – Berlin-Spandau – Hamburg Hbf – Hamburg-Altona                                             | zweistündlich            |
| ICE 29       | München – Nürnberg – Erfurt – Halle (Saale) – Berlin Südkreuz – Berlin Hbf (– Hamburg Hbf – Hamburg-Altona)                                                                               | zweistündlich (Sprinter) |
| ICE 31       | Dortmund – Wuppertal – Köln – Bonn – Koblenz – Mainz – Frankfurt Flughafen – Frankfurt – Hanau – Würzburg – Nürnberg – Ingolstadt – München (– Garmisch-Partenkirchen – Seefeld in Tirol) | ein Zugpaar              |
| ICE 32       | Münster – / Dortmund – Essen – Duisburg – Düsseldorf – Köln – Frankfurt Flughafen – Mannheim – Stuttgart – Ulm – Augsburg – München – Salzburg – Villach – Klagenfurt                     | ein Zugpaar              |
| ICE 41       | (Dortmund –) Essen – Duisburg – Düsseldorf – Köln Messe/Deutz – Frankfurt Flughafen – Frankfurt – Würzburg – Nürnberg – München                                                           | stündlich                |
| ICE 42       | Hamburg-Altona – Bremen – Münster – Dortmund – Essen – Duisburg – Köln – Siegburg/Bonn – Frankfurt Flughafen – Mannheim – Stuttgart – Ulm – Augsburg – München                            | zweistündlich            |
| ICE 60       | (Basel – Freiburg – / Saarbrücken – Mannheim –) Karlsruhe – Stuttgart – Ulm – Augsburg – München                                                                                          | zweistündlich            |
| TGV 83       | Paris Est – Strasbourg – Karlsruhe – Stuttgart – Ulm – Augsburg – München | ein Zugpaar              |
| ECE 88       | München – Buchloe – Memmingen – Lindau-Reutin – Bregenz – St. Margrethen – St. Gallen – Winterthur – Zürich                                                                               | zweistündlich            |
| RJX 90       | München – Salzburg – Linz – Wien (– Budapest-Keleti) | zweistündlich            |
| ICE/RJ/EC 62 | Saarbrücken – Mannheim – / Frankfurt – Darmstadt – Heidelberg – Stuttgart – Ulm – Augsburg – München – Rosenheim – Salzburg (– Villach – Klagenfurt)                                      | zweistündlich            |
| IC 28        | Nürnberg – Augsburg – München | einzelne Züge            |
| EC/RJ 89     | München – Rosenheim – Kufstein – Innsbruck (– Bozen – Verona – Venezia bzw. Bologna) | zweistündlich            |
| WB           | (Stuttgart – Ulm – Augsburg –) München – Rosenheim – Salzburg – Linz – Wien Westbahnhof                                                                                                   | sechs Zugpaare           |

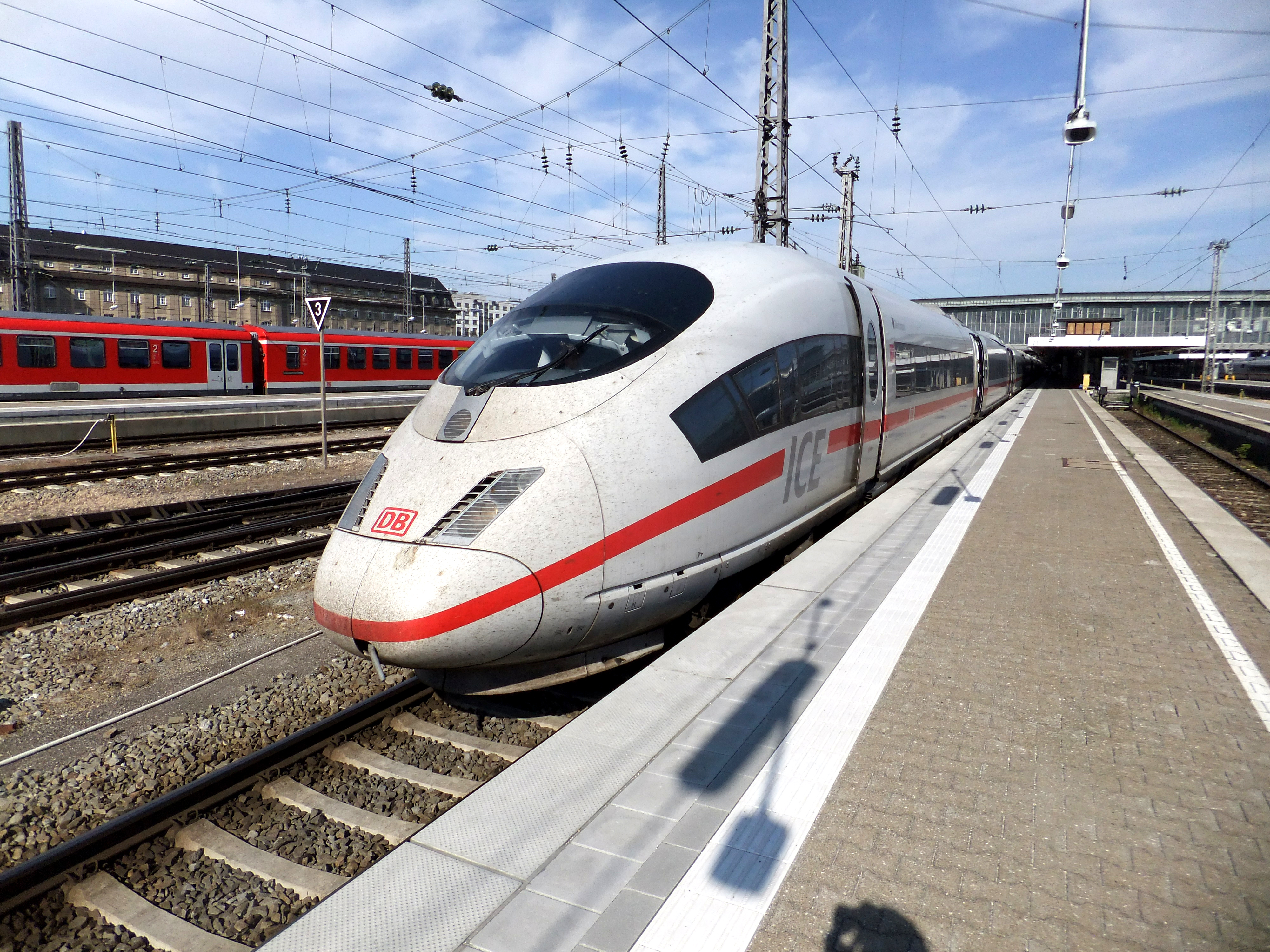
ICE 3 im Münchener Hauptbahnhof

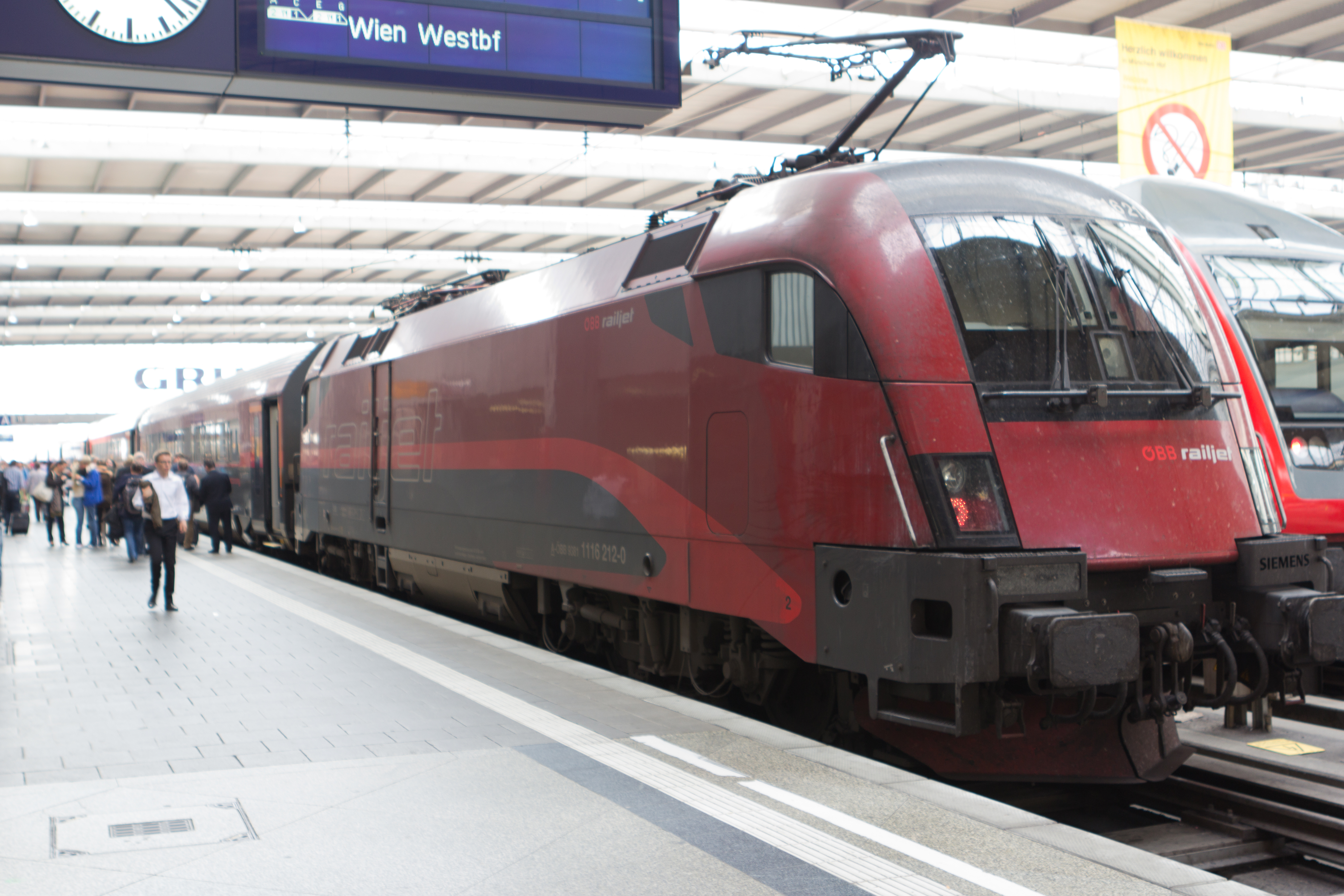
Railjet der ÖBB-Personenverkehr auf dem Weg nach Wien in München Hauptbahnhof

Die ICE-Linien 25 und 28 verkehren im stündlichen Wechsel über Ingolstadt oder Augsburg weiter nach Nürnberg. Rund acht ICE-Züge der Linie 25 fahren dabei über Augsburg und Ansbach (ohne Halt) direkt nach Würzburg. Bei der Linie 28 gibt es seit dem 12. Dezember 2011 im stündlichen Wechsel eine schnellere Verbindung über Ingolstadt und Halle (Saale) nach Berlin und eine etwas langsamere über Augsburg und Leipzig nach Berlin.
Mit den ICE-Zügen 1021 und 1022 gibt es seit dem Fahrplanwechsel am 12. Dezember 2010 ein Zugpaar, welches München über die linke Rheinstrecke an Dortmund anbindet. So sind nunmehr auch Mainz, Koblenz und Bonn außer mit den Zügen der EC-/IC-Linie 32, die bis München Hbf durchgebunden sind, von der bayerischen Landeshauptstadt mit einer täglichen ICE-Direktverbindung umsteigefrei erreichbar.
Für die laut Deutscher Bahn „besonders stark nachgefragte“ Verbindung von München nach Frankfurt am Main stehen Reisenden die sich zum Stundentakt überlagernden zweistündlichen ICE-Linien 11 und 42 über Stuttgart sowie die stündliche ICE-Linie 41 über Nürnberg zur Verfügung. Die Linie 41 endet bis auf einzelne Züge, die bis Dortmund durchgebunden sind, grundsätzlich in Essen.
Im Unterschied zu den Linien 11 und 42 fahren die Züge der Linie 41 dabei sowohl den Frankfurter Hauptbahnhof als auch den Frankfurter Flughafen an. Dafür haben die ICEs der Linien 11 und 42 in Mannheim „optimale Anschlussmöglichkeiten“ zu den von Karlsruhe kommenden ICEs der zweistündlichen Linien 12 Basel – Frankfurt – Berlin und 43 Basel – Frankfurt – Köln, wobei diese Linien ab Mannheim den jeweils anderen Ast bedienen, als die von München kommenden Züge der Linien 11 und 42.
Seit dem Fahrplanwechsel am 9. Dezember 2007 verkehrt von München täglich ein TGV-Zugpaar nach Paris. Der TGV fährt diese Strecke in rund sechs Stunden und zwölf Minuten und ist somit rund zwei Stunden schneller als die früheren Eurocity-Verbindungen. Der Railjet der Österreichischen Bundesbahnen, verbindet München über Wien mit Budapest im Zweistundentakt.
Eine Zwischenrolle zwischen Nah- und Fernverkehr nimmt der alex (bis 2010: Arriva-Länderbahn-Express) ein, da er zwar tariflich dem Nahverkehr zugeordnet ist, jedoch als Ersatz für den eingestellten Interregio mit nur wenigen Zwischenhalten eigentlich dem Fernverkehr zugeordnet werden müsste – er fährt nach der Übernahme seiner früheren Linie ins Allgäu an DB Regio noch von München über Regensburg und Schwandorf nach Prag. Ein weiterer Zug, der zwar als Regionalverkehrszug gilt, aber annähernde Fernverkehrsfahrzeiten besitzt, ist der München-Nürnberg-Express. Dieser verbindet München mit Nürnberg im Zweistundentakt und nutze hierfür früher auch ehemalige Intercity-Wagen.
Außerdem verkehren viele Nachtreisezug-Linien im Hauptbahnhof, wovon die meisten dort starten oder enden. Betreiber ist ÖBB-Personenverkehr mit dem ÖBB Nightjet, MÁV und HŽ. Die City-Night-Line-Verbindungen der DB AutoZug / DB Fernverkehr sind im Dezember 2016 eingestellt worden. Folgende Linien verkehren ab München Hauptbahnhof. Durch den Fahrplanwechsel im Dezember 2022 starten zukünftig die Nachtlinie München – Venedig und der Kurswagen nach Rijeka, Zagreb und Budapest bereits in Stuttgart. Demzufolge verlor der Hauptbahnhof den Halt dieser Verbindung. Der Ein- und Ausstieg wird nur noch über den Ostbahnhof abgewickelt (Stand: Dezember 2022):
| Gattung | Strecke | Bemerkungen   |
| ------- | --- | ------------- |
| NJ      | München – Salzburg – Villach – Verona – Mailand – La Spezia                                                                         | täglich       |
| NJ      | München – Salzburg – Villach – Bologna – Florenz – Rom                                                                              | täglich       |
| NJ      | Hamburg – Hannover – Göttingen – Würzburg – Nürnberg – Augsburg – München – Kufstein – Innsbruck                                    | täglich       |
| NJ      | Amsterdam – Utrecht – Duisburg – Düsseldorf – Köln – Koblenz – Frankfurt Süd – Nürnberg – Augsburg – München – Kufstein – Innsbruck | täglich       |
| EN      | München – Salzburg – Linz – St. Pölten – Wien – Ostrava – Kraków – Warschau                                                         | täglich       |
| NJ      | Paris – München Ost – Salzburg – Wien                                                                                               | nicht täglich |

Am 11. Mai 2021 gab Flixtrain bekannt, dass München ins Netz aufgenommen und regelmäßig bedient wird. Zuerst startete die FLX 35 auf der Relation Hamburg – Berlin – Leipzig. Seit dem 17. Juni 2021 war ein Zugpaar der FLX 35N nachts zwischen Leipzig über Jena und Nürnberg nach München unterwegs. Dieser Zug wurde in Leipzig auf die auf FLX 35 von bzw. nach Hamburg und Berlin durchgebunden, sodass Tickets für den gesamten Laufweg Hamburg – Leipzig – München erworben werden und die Fahrgäste in Leipzig im Zug verbleiben konnten. Zum Einsatz kamen normale Großraumwagen, die auch auf den sonstigen Tagesverbindungen eingesetzt werden. Eine weitere Verbindung von Flixtrain startete am folgenden Tag zwischen München und Frankfurt über Augsburg und Würzburg. Im Winterfahrplan 2021 war erstere Nachtverbindung bereits nicht mehr aufgelistet und wurde eingestellt, seit 2023 wird auch die Tagesverbindung nicht mehr angeboten, womit Flixtrain München erneut nicht mehr bedient.

### Regionalverkehr

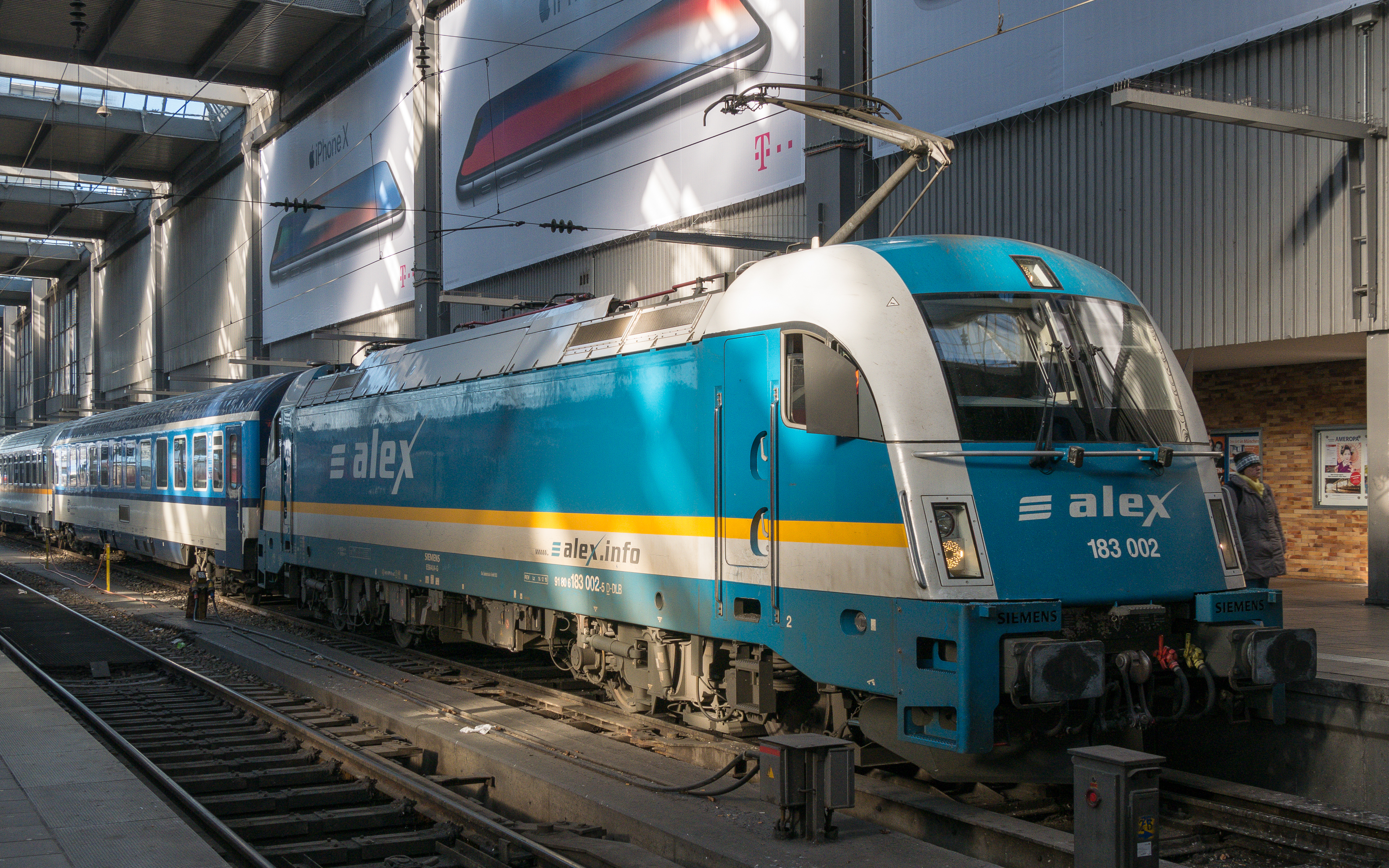
Alex nach Prag in München Hauptbahnhof

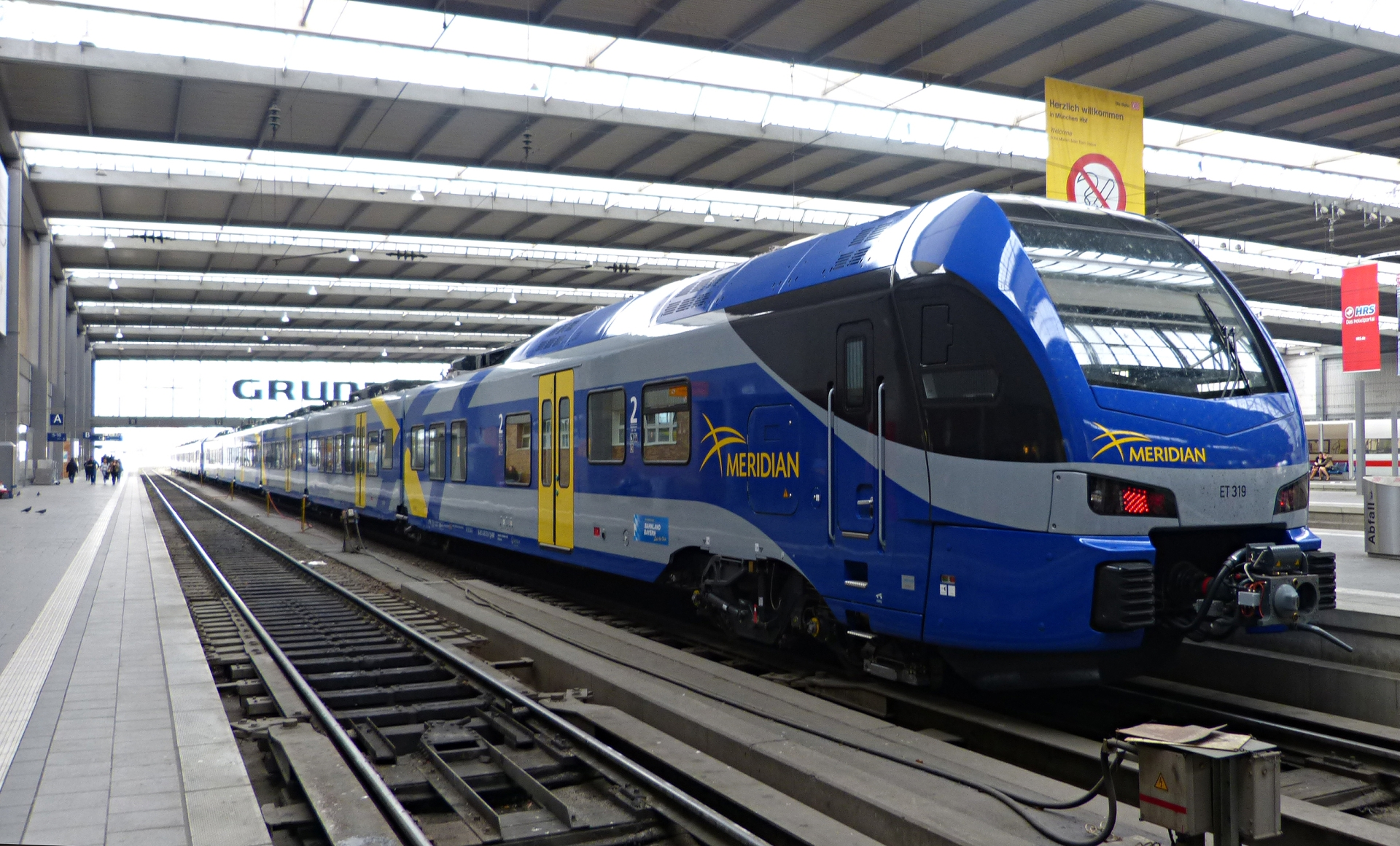
Meridian der Bayerischen Regiobahn nach Salzburg in München Hauptbahnhof

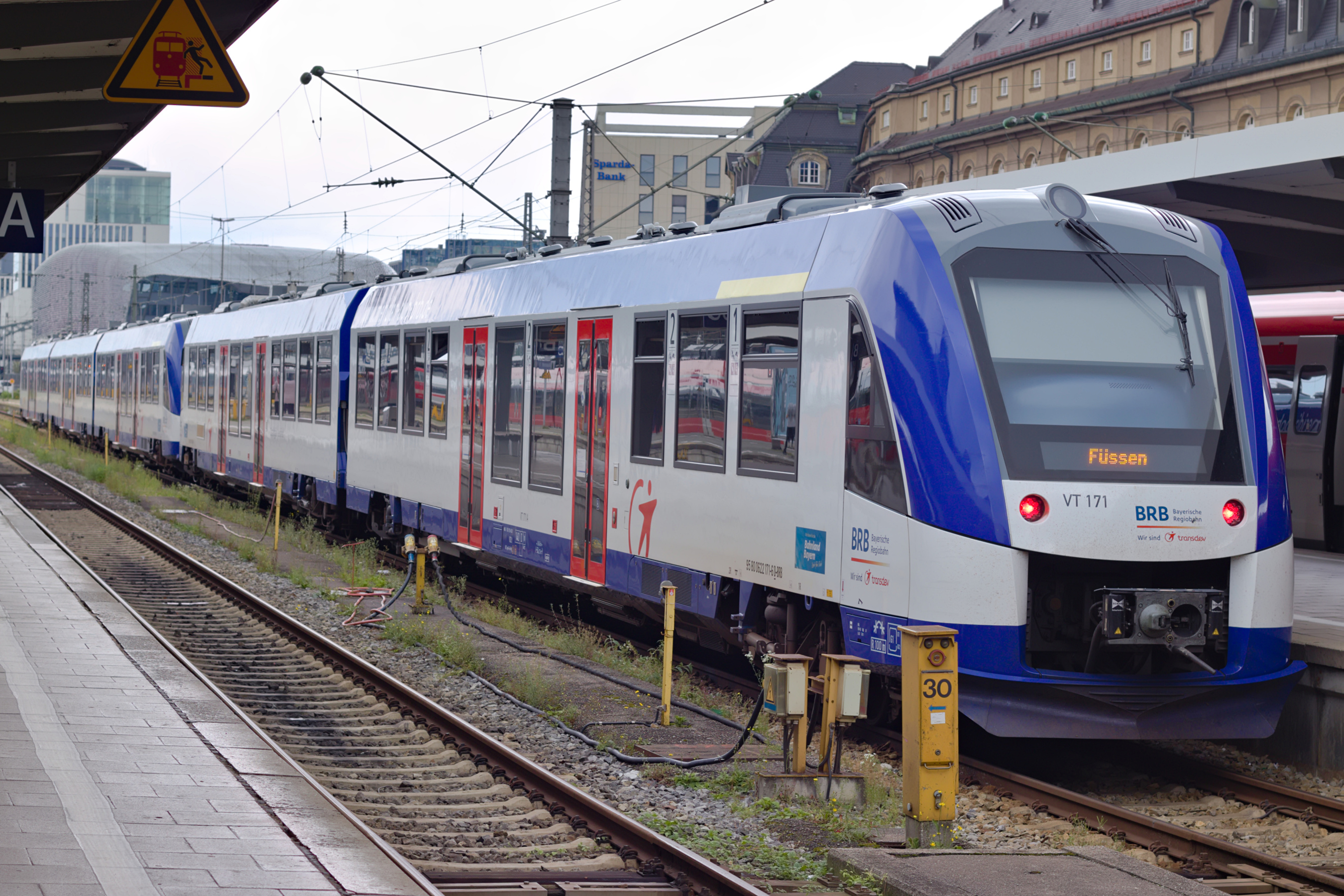
Zwei Triebzüge der Bayerischen Regiobahn nach Füssen in München Hauptbahnhof

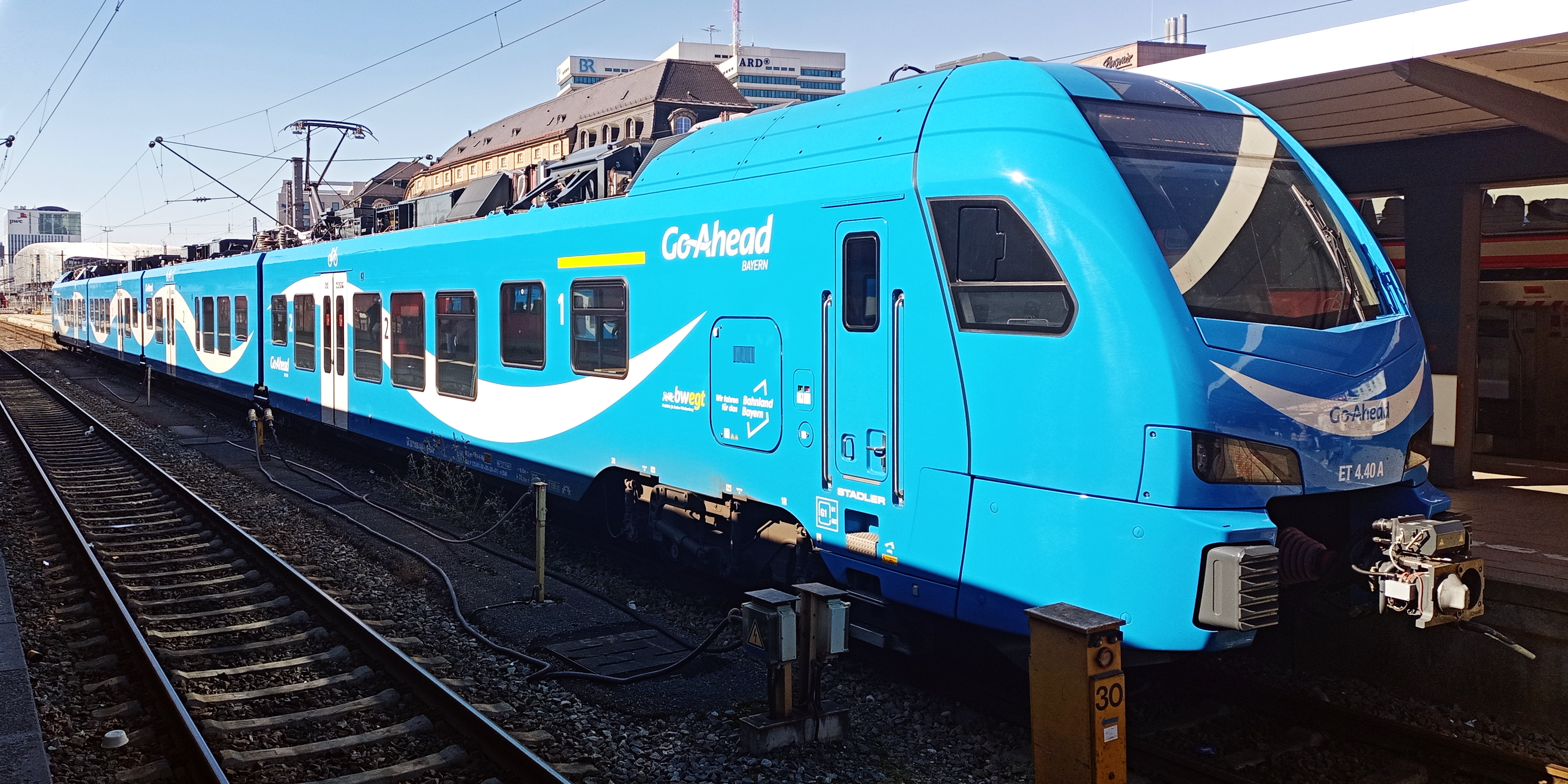
Triebzug von Arverio Bayern nach Memmingen in München Hauptbahnhof

Neben den oben erwähnten Fernverkehrsverbindungen gibt es noch Regionalverbindungen Richtung Landshut–Regensburg/Plattling–Passau, Kempten (Allgäu)/Lindau (Bodensee), Mühldorf am Inn, Garmisch-Partenkirchen sowie Bayrischzell, Lenggries und Tegernsee.
Nur die Strecken nach Mühldorf ab Markt Schwaben, nach Kempten ab Buchloe und jene ab Holzkirchen nach Süden sind nicht elektrifiziert. Sonst wird der Regionalverkehr im Großraum München unter Fahrdraht abgewickelt.
Folgende Linien des Schienenpersonennahverkehrs verkehren im Münchner Hauptbahnhof:
| Linie                    | Strecke | Taktfrequenz  | EVU                     | Fahrzeuge                                             |
| ------------------------ | --- | ------------- | ----------------------- | ----------------------------------------------------- |
| RE1                      | München-Nürnberg-Express: München – Ingolstadt (zweistündlich: – Allersberg – Nürnberg)                                                                     | stündlich     | DB Regio Bayern         | BR 102 + Skoda-Doppelstockwagen                       |
| RE2                      | München – Landshut – Regensburg – Schwandorf – Weiden – Marktredwitz – Hof                                                                                  | zweistündlich | DB Regio Bayern         | BR 146 bzw. BR 111 + Doppelstockwagen (Dosto03)       |
| RE3                      | Donau-Isar-Express: München – Landshut – Plattling – Passau                                                                                                 | stündlich     | DB Regio Bayern         | BR 111 + Doppelstockwagen (Dosto97); BR 1462          |
| RE4                      | München – Mühldorf – Simbach | einzelne Züge | Südostbayernbahn        | BR 218 / BR 245 + Doppelstockwagen (Dosto97, Dosto07) |
| RE5                      | BRB Chiemgau-Inntal: München – Rosenheim – Traunstein – Freilassing – Salzburg                                                                              | stündlich     | Bayerische Oberlandbahn | Stadler FLIRT 3                                       |
| RE9                      | München – Mering – Augsburg – Ulm | zweistündlich | Arverio Bayern          | Siemens Mireo / Siemens Desiro HC                     |
| RE25                     | alex: München – Landshut – Regensburg – Schwandorf – Cham – Pilsen – Prag                                                                                   | zweistündlich | Die Länderbahn          | BR 183 + Abteilwagen                                  |
| RE61 · RE62              | Werdenfelsbahn: München – Weilheim – Murnau – Garmisch-Partenkirchen – Mittenwald / Lermoos                                                                 | einzelne Züge | DB Regio Bayern         | Bombardier Talent 2                                   |
| RE70 · RE76              | München – Kaufering – Buchloe – Kempten – Immenstadt – Lindau-Reutin / Oberstdorf                                                                           | zweistündlich | DB Regio Bayern         | BR 612                                                |
| RE72                     | München – Kaufering – Buchloe – Memmingen | zweistündlich | Arverio Bayern          | Stadler Flirt 3                                       |
| RB74                     | München – Kaufering – Buchloe | stündlich     | DB Regio Bayern         | Alstom Coradia Continental                            |
| RE 80                    | München – Mering – Augsburg – Donauwörth – Aalen / – Treuchtlingen – Würzburg                                                                               | zweistündlich | Arverio Bayern          | Siemens Mireo / Siemens Desiro HC                     |
| RE96                     | München – Buchloe – Memmingen – Lindau-Insel – Lindau-Reutin                                                                                                | zweistündlich | Arverio Bayern          | Stadler FLIRT 3                                       |
| RB6 · RB60               | Werdenfelsbahn: München – Tutzing – Weilheim – Murnau – Garmisch-Partenkirchen (– Mittenwald – Seefeld – Innsbruck / – Reutte in Tirol – Pfronten-Steinach) | stündlich     | DB Regio Bayern         | Bombardier Talent 2                                   |
| RB16                     | München – Ingolstadt – Eichstätt Bahnhof – Treuchtlingen (zweistündlich: – Nürnberg)                                                                        | stündlich     | DB Regio Bayern         | Bombardier Twindexx Vario                             |
| RB33                     | München – Freising – Landshut | einzelne Züge | DB Regio Bayern         | BR 425                                                |
| RB40                     | München – Markt Schwaben – Dorfen – Mühldorf | stündlich     | Südostbayernbahn        | BR 218 / BR 245 + Doppelstockwagen (Dosto97, Dosto07) |
| RB54                     | BRB Chiemgau-Inntal: München – Grafing – Rosenheim – Kufstein                                                                                               | stündlich     | Bayerische Oberlandbahn | Stadler FLIRT 3                                       |
| RB55 · RB56 (OBL) · RB57 | BRB Oberland: München – Holzkirchen – Bayrischzell / Lenggries / Tegernsee                                                                                  | stündlich     | Bayerische Oberlandbahn | Alstom Coradia LINT 54                                |
| RB58                     | BRB Chiemgau-Inntal: München – Deisenhofen (– Holzkirchen – Rosenheim)                                                                                      | stündlich     | Bayerische Oberlandbahn | Stadler FLIRT 3                                       |
| RB65 · RB66              | Werdenfelsbahn: München – Tutzing – Weilheim / Kochel | stündlich     | DB Regio Bayern         | Bombardier Talent 2                                   |
| RB68                     | BRB Ostallgäu-Lechfeld: München – Kaufering – Buchloe – Kaufbeuren – Füssen                                                                                 | einzelne Züge | Bayerische Regiobahn    | Alstom Coradia LINT 54/81                             |
| RB86 · RB87              | München – Augsburg – Dinkelscherben / Donauwörth (– Nördlingen – Aalen)                                                                                     | stündlich     | Arverio Bayern          | Siemens Mireo / Siemens Desiro HC                     |

### S-Bahn

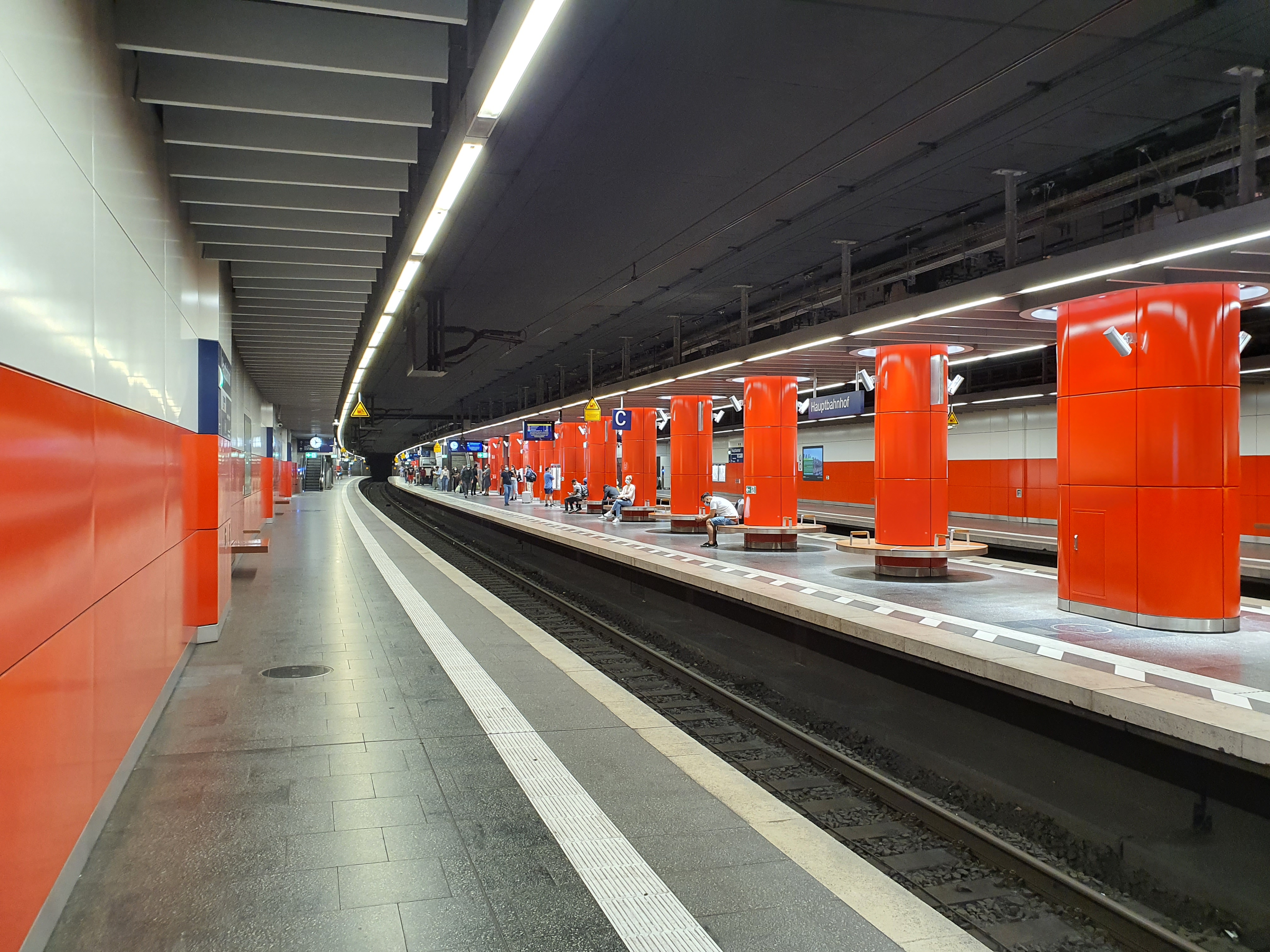
S-Bahnhof nach der Sanierung

Die S-Bahn München betreibt am Hauptbahnhof als weiteren Bahnhofsteil eine S-Bahn-Station an der S-Bahn-Stammstrecke mit zwei Gleisen und drei Bahnsteigen in spanischer Lösung, die sich im nördlichen Untergeschoss in Tiefenlage −2 befindet. An dieser Station halten die sieben S-Bahn-Linien S 1, S 2, S 3, S 4, S 5, S 6 und S 8. Die bis zum 14. Dezember 2013 verkehrende Linie S 27 fuhr von den oberirdischen Gleisen am Starnberger Flügelbahnhof ab. Sie wurde zum Fahrplanwechsel durch die Meridian-Züge der Bayerischen Oberlandbahn aus Holzkirchen ersetzt. Die S 7 verkehrt seit 15. Dezember 2024 von den oberirdischen Gleisen am Starnberger Flügelbahnhof.
| Linie | Zuglauf | Taktfrequenz |
| ----- | --- | ------------ |
| S1    | Freising – Pulling – Neufahrn / Flughafen München – Flughafen Besucherpark – Neufahrn – Eching – Lohhof – Unterschleißheim – Oberschleißheim – Feldmoching – Fasanerie – Moosach – Laim – Hirschgarten – Donnersbergerbrücke – Hackerbrücke – Hauptbahnhof – Karlsplatz (Stachus) – Marienplatz – Isartor – Rosenheimer Platz – Ostbahnhof – Leuchtenbergring | 20 min       |
| S2    | Petershausen – Vierkirchen-Esterhofen – Röhrmoos – Hebertshausen – Dachau / Altomünster – Kleinberghofen – Erdweg – Arnbach – Markt Indersdorf – Niederroth – Schwabhausen – Bachern – Dachau Stadt – Dachau – Karlsfeld – Allach – Untermenzing – Obermenzing – Laim – Hirschgarten – Donnersbergerbrücke – Hackerbrücke – Hauptbahnhof – Karlsplatz (Stachus) – Marienplatz – Isartor – Rosenheimer Platz – Ostbahnhof – Leuchtenbergring – Berg am Laim – Riem – Feldkirchen – Heimstetten – Grub – Poing – Markt Schwaben – Ottenhofen – St. Koloman – Aufhausen – Altenerding – Erding | 20 min       |
| S3    | Mammendorf – Malching – Maisach – Gernlinden – Esting – Olching – Gröbenzell – Lochhausen – Langwied – Pasing – Laim – Hirschgarten – Donnersbergerbrücke – Hackerbrücke – Hauptbahnhof – Karlsplatz (Stachus) – Marienplatz – Isartor – Rosenheimer Platz – Ostbahnhof – St.-Martin-Straße – Giesing – Fasangarten – Fasanenpark – Unterhaching – Taufkirchen – Furth – Deisenhofen – Sauerlach – Otterfing – Holzkirchen | 20 min       |
| S4    | Geltendorf – Türkenfeld – Grafrath – Schöngeising – Buchenau – Fürstenfeldbruck – Eichenau – Puchheim – Aubing – Leienfelsstraße – Pasing – Laim – Hirschgarten – Donnersbergerbrücke – Hackerbrücke – Hauptbahnhof – Karlsplatz (Stachus) – Marienplatz – Isartor – Rosenheimer Platz – Ostbahnhof – Leuchtenbergring – Berg am Laim – Trudering (– Gronsdorf – Haar – Vaterstetten – Baldham – Zorneding – Eglharting – Kirchseeon – Grafing Bahnhof – Grafing Stadt – Ebersberg) | 20 min       |
| S5    | Kreuzstraße – Großhelfendorf – Peiß – Aying – Dürrnhaar – Höhenkirchen-Siegertsbrunn – Wächterhof – Hohenbrunn – Ottobrunn – Neubiberg – Neuperlach Süd – Perlach – Giesing – St.-Martin-Straße – Ostbahnhof – Rosenheimer Platz – Isartor – Marienplatz – Karlsplatz (Stachus) – Hauptbahnhof – Hackerbrücke – Donnersbergerbrücke – Hirschgarten – Laim – Pasing (– Westkreuz – Neuaubing – Freiham – Harthaus – Germering-Unterpfaffenhofen – Geisenbrunn – Gilching-Argelsried – Neugilching – Weßling)                                                                                 | 20 min       |
| S6    | Tutzing – Feldafing – Possenhofen – Starnberg – Starnberg Nord – Gauting – Stockdorf – Planegg – Gräfelfing – Lochham – Westkreuz – Pasing – Laim – Hirschgarten – Donnersbergerbrücke – Hackerbrücke – Hauptbahnhof – Karlsplatz (Stachus) – Marienplatz – Isartor – Rosenheimer Platz – Ostbahnhof – Leuchtenbergring – Berg am Laim – Trudering – Gronsdorf – Haar – Vaterstetten – Baldham – Zorneding – Eglharting – Kirchseeon – Grafing Bahnhof – Grafing Stadt – Ebersberg | 20 min       |
| S7    | Wolfratshausen – Icking – Ebenhausen-Schäftlarn – Hohenschäftlarn – Baierbrunn – Buchenhain – Höllriegelskreuth – Pullach – Großhesselohe Isartalbahnhof – Solln – Siemenswerke – Mittersendling – Harras – Heimeranplatz – Donnersbergerbrücke – Hauptbahnhof | 20 min       |
| S8    | Herrsching – Seefeld-Hechendorf – Steinebach – Weßling – Neugilching – Gilching-Argelsried – Geisenbrunn – Germering-Unterpfaffenhofen – Harthaus – Freiham – Neuaubing – Westkreuz – Pasing – Laim – Hirschgarten – Donnersbergerbrücke – Hackerbrücke – Hauptbahnhof – Karlsplatz (Stachus) – Marienplatz – Isartor – Rosenheimer Platz – Ostbahnhof – Leuchtenbergring – Daglfing – Englschalking – Johanneskirchen – Unterföhring – Ismaning – Hallbergmoos – Flughafen Besucherpark – Flughafen München                                                                                | 20 min       |

Die S-Bahn-Verteilerebenen (oberhalb der Bahnsteige) wurden seit Sommer 2013 umgebaut, der Mittelbau wurde 2014 fertiggestellt. Die Kostenschätzung betrug 24 Millionen Euro.
Geplante zweite S-Bahn-Stammstrecke
Der geplante Bau einer weiteren S-Bahn-Station im Rahmen des Neubaus der zweiten Stammstrecke ab 2006 in Tiefenlage −5 wurde aus Kostengründen auf unbestimmte Zeit verschoben. Stattdessen arbeitete man an Plänen für den Transrapid, der den Münchner Hauptbahnhof mit dem Flughafen München verbinden sollte. Dieses Projekt wurde allerdings im April 2008 aus Kostengründen eingestellt.
Nach derzeitigem Planungsstand wird der zweite S-Bahn-Tunnel 41 Meter unter dem Empfangsgebäude in Ost-West-Richtung gebaut. Diese Station soll „München Hauptbahnhof Bahnhofsplatz“ genannt werden.

## Sonstige Einrichtungen

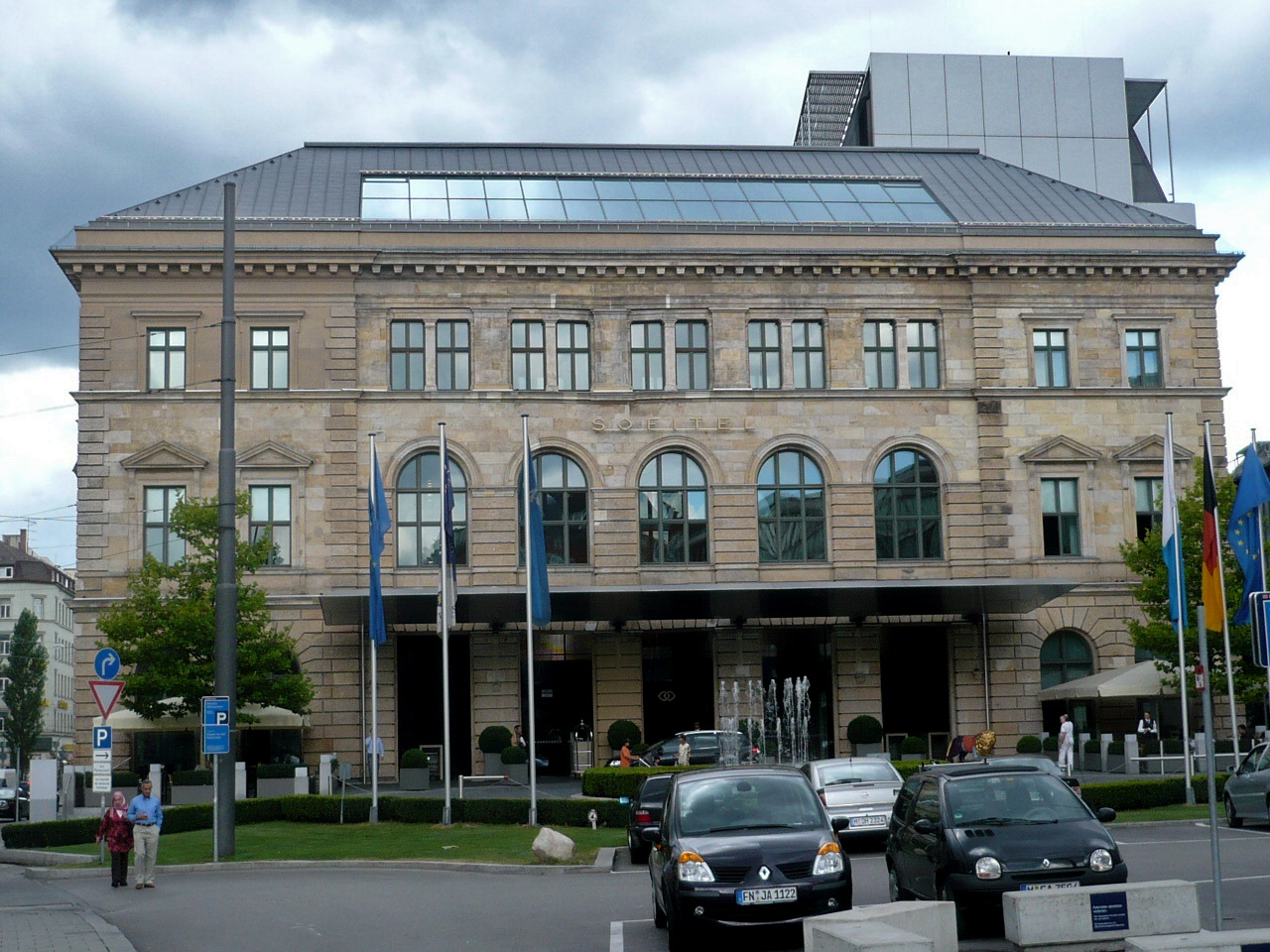
Sofitel München Bayerpost

Im Osten beherbergen Erd- und Obergeschoss der Haupthalle mehrere Gastronomiebetriebe, Zeitungshändler, Blumen- und Geschenkeläden. Ebenso gibt es eine ausgedehnte Ladenpassage im Untergeschoss im Norden und Osten sowie direkten Zugang in angrenzende Kaufhäuser der Innenstadt durch die Ladenpassage. Die Passage wurde ab Sommer 2013 vollständig entkernt und generalsaniert, hierzu mussten bis August 2013 alle Ladengeschäfte schließen oder auf Übergangsflächen innerhalb des Bahnhofs ausweichen. Dies betrifft sowohl die Passage im Bereich der U-Bahnhöfe als auch die über dem S-Bahnhof. Beide Bauvorhaben verliefen allerdings getrennt voneinander und während mit Stand August 2013 über der S-Bahn gerade erst begonnen worden war, wurde das neue U-Bahngeschoss im Februar 2014 fertiggestellt. Ab August 2018 wurden zahlreiche Geschäfte im Erd- und Zwischengeschoss des Hauptgebäudes für Vorbereitungsarbeiten zur 2. Stammstrecke dauerhaft geschlossen.
Von 1995 bis 2024 war das Kinder- und Jugend-Museum der Stadt München im Starnberger Flügelbahnhof untergebracht, im Zuge der Bauarbeiten für den neuen Bahnhof zog es jedoch in ein neues Quartier in der Messestadt. Im südlichen Gebäudeteil existierte zudem bis 2022 ein InterCityHotel, das ebenso geschlossen werden musste.
Wie bei vielen Bahnhöfen sind einige Hotels rund um den Bahnhof angesiedelt, unter anderem die Luxus-Hotels Sofitel Munich Bayerpost und Le Méridien. Am südlichsten Gleis 11 hat auch die Bahnhofsmission ihren Sitz. Hier erhalten Reisende und Obdachlose rund um die Uhr Hilfe, Verpflegung und Ruhemöglichkeiten. Im Nordteil findet sich eine Polizeiinspektion des Polizeipräsidiums München (PI 16) sowie eine Bundespolizeiinspektion. Des Weiteren enthält der Nordflügel im ersten Obergeschoss auch eine Kantine („Casino“) für Bedienstete der DB und Gäste. Zwei Parkdecks im vierten und fünften Stock im Hauptgebäude waren bis zum Abriss des Mittelbaus über die Bayerstraße und die Arnulfstraße erreichbar.

## Bahnbetriebswerke
Nach der Eröffnung des Bahnhofes wurden Lokomotiven und Wagen in kleineren Lokremisen gewartet, größere Reparaturen führte der entsprechende Hersteller durch. 1867 bis 1868 nahmen die Königlich Bayerischen Staatseisenbahnen eine Betriebswerkstätte im Westen des Bahnhofs in Betrieb. Für Ausbesserungen an den Fahrzeugen wurde von 1871 bis 1874 die Centralwerkstätte, die gegenüber der Betriebswerkstätte lag, in Betrieb genommen, um Reparaturkosten beim Fahrzeughersteller zu sparen. Bereits im Jahr 1900 erstreckte sich die Werkstätte über 500 Meter. Bis 1931 wurde die Werkstätte für die Lokomotiven allerdings nach Freimann verlegt. Das Bahnbetriebswagenwerk wurde 1941 nach Pasing verlegt, war aber immer noch dem Münchner Hauptbahnhof angegliedert. Heute dient das Bahnbetriebswagenwerk dem Ausbessern von Personenwagen.
Die von 1867 bis 1868 errichtete Betriebswerkstätte, später als Bw München Hbf bezeichnet, wurde in der Folgezeit mehrmals erweitert und umgebaut, am 18. Mai 1993 entstand auf dem Gelände des Bahnbetriebswerkes München 1 ein neues ICE-Bahnbetriebswerk, dort sind zahlreiche ICE-Züge beheimatet.

## U-Bahn

### U-Bahnhöfe

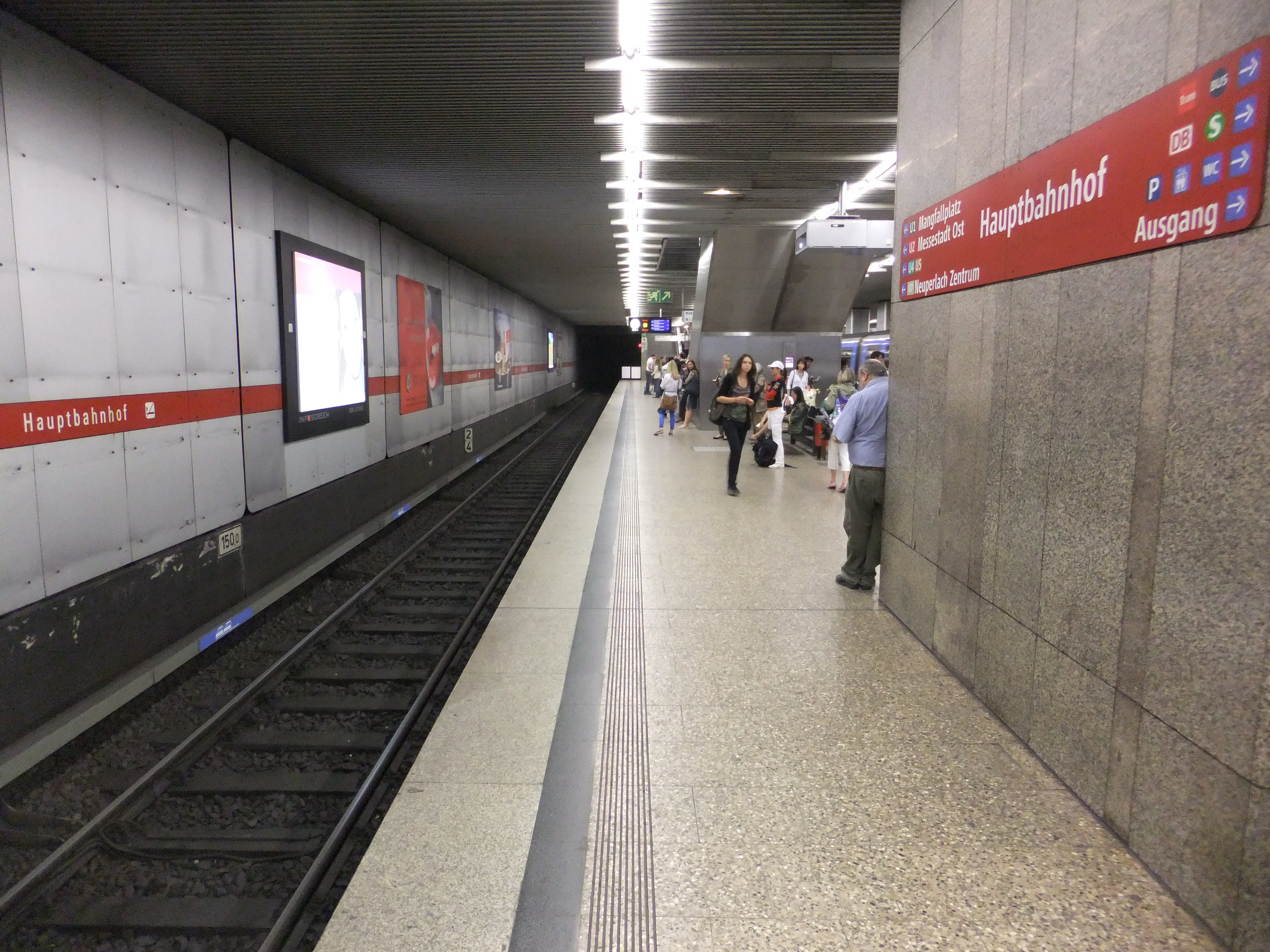
U-Bahnhof der Linien U 1, U 2, U 7 und U 8

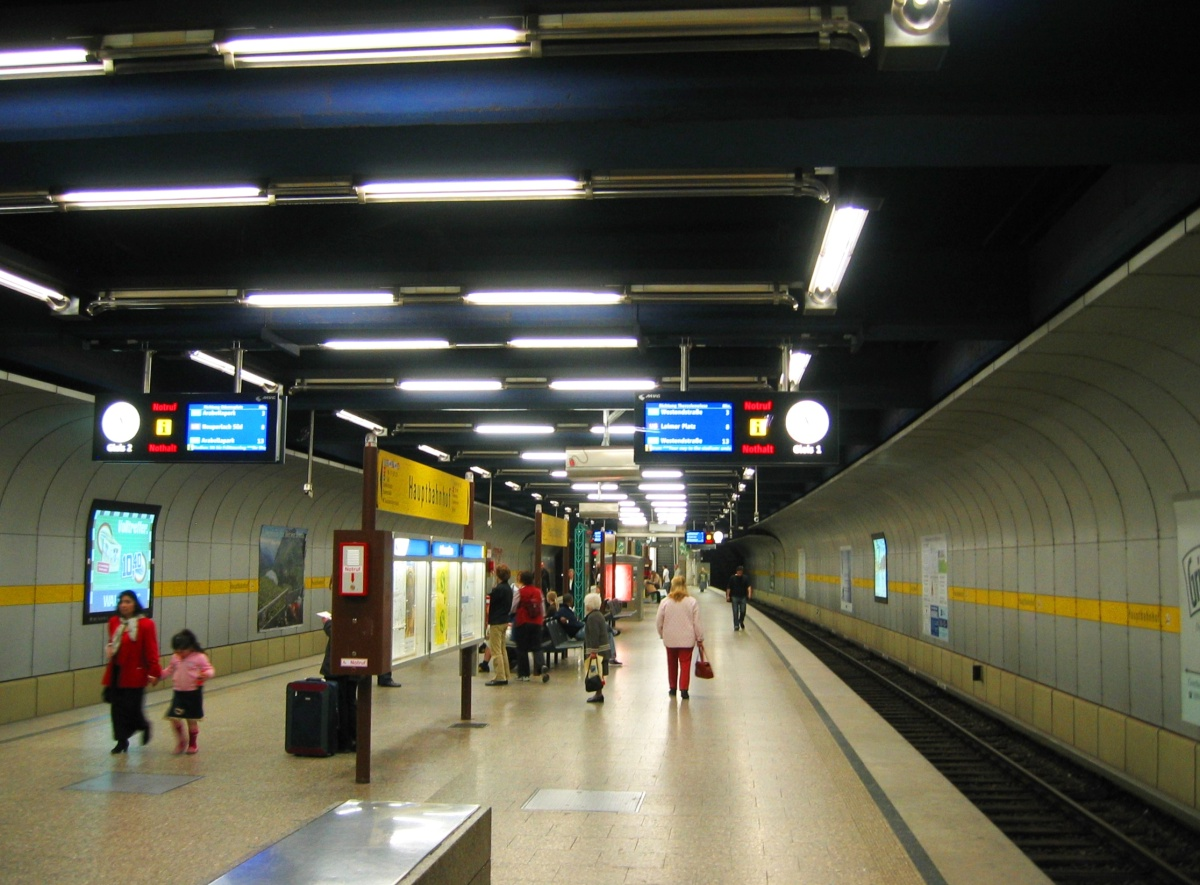
U-Bahnhof der Linien U 4 und U 5

Am Hauptbahnhof befinden sich zwei U-Bahnhöfe der U-Bahn München.
Der U-Bahnhof der zweiten Münchner U-Bahn-Stammstrecke befindet sich in Tiefenlage −4 in Nord-Süd-Richtung unter dem Bahnhofplatz und besitzt vier Gleise. An ihm verzweigen sich Richtung Norden die U 1 zum Olympia-Einkaufszentrum und die U 2 nach Feldmoching. Zuerst war geplant, den Bahnhof unter dem Kaufhaus Hertie zu erbauen. Um kürzere Umsteigewege zur Haupthalle und zum U-Bahnhof der Linien U 4 und U 5 zu ermöglichen und auf bergmännische Bauverfahren verzichten zu können, wurde jedoch entschieden, ihn stattdessen direkt unter dem Bahnhofplatz zu errichten. Im Frühling 1975 begann der Bau des U-Bahnhofs, wofür der Bahnhofplatz für den Oberflächenverkehr gesperrt werden musste. Das Bauwerk wurde wegen seiner großen Breite und Tiefe in Schlitzwand-Deckelbauweise errichtet. Dabei wurden zuerst die Seitenwände und der Deckel errichtet und dann die einzelnen Etagen von oben nach unten erstellt. Am 18. Oktober 1980 wurde der U-Bahnhof eröffnet. Der Bahnhof unterscheidet sich von den anderen 1980 eröffneten U-Bahnhöfen der U 2 durch die silberne Verkleidung der Hintergleiswände und Säulen in der Mitte des Bahnhofs. Die Bahnsteige sind am Nordende über ein Zwischengeschoss mit dem S-Bahnhof und dem Sperrengeschoss verbunden, am Südende über ein weiteres Zwischengeschoss mit dem U-Bahnhof der Linien U 4 und U 5 und dem Sperrengeschoss. In der Bahnsteigmitte führen Rolltreppen über ein Zwischengeschoss zum Sperrengeschoss unter dem Bahnhofplatz.
Der U-Bahnhof der dritten Münchner U-Bahn-Stammstrecke befindet sich in Tiefenlage −2 in Ost-West-Richtung unter der Bayerstraße südlich des Hauptbahnhofs. Der U-Bahnhof trug den Planungsnamen Hauptbahnhof Süd, wird jedoch seit seiner Eröffnung am 10. März 1984 nur noch als Hauptbahnhof geführt. Die silbernen Hintergleiswände sind tunnelartig nach innen gebogen, wodurch dem U-Bahnhof ein runder Tunnelcharakter verliehen wird. Der Bahnsteig besitzt keine Säulen und liegt in einer leichten Kurve. Die Beleuchtung befindet sich in quadratischen Einfassungen zwischen den Aussteifungsstreben der eingezogenen Zwischendecke. Am östlichen Bahnsteigende besteht über ein Zwischengeschoss eine Anbindung an den U-Bahnhof der Linien U 1 und U 2, am westlichen Ende ist über das Sperrengeschoss der Südeingang des Hauptbahnhofs zu erreichen. Außerdem existiert an diesem Ende ein Aufzug, mit dem der U-Bahnsteig barrierefrei erreicht werden kann.
Die beiden U-Bahnhöfe sind südöstlich der Haupthalle über Treppenanlagen miteinander verbunden.

### U-Bahn-Linien
Die seit dem 12. Dezember 2011 verkehrende Verstärkungslinie U 7 fährt nur in der Hauptverkehrszeit.
| Linie | Zuglauf |
| ----- | --- |
| U1    | Olympia-Einkaufszentrum – (625 m) – Georg-Brauchle-Ring – (788 m) – Westfriedhof – (830 m) – Gern – (1007 m) – Rotkreuzplatz – (1102 m) – Maillingerstraße – (878 m) – Stiglmaierplatz – (1071 m) – Hauptbahnhof – (905 m) – Sendlinger Tor – (746 m) – Fraunhoferstraße – (1116 m) – Kolumbusplatz – (898 m) – Candidplatz – (692 m) – Wettersteinplatz – (585 m) – St.-Quirin-Platz – (923 m) – Mangfallplatz |
| U2    | Feldmoching – (1065 m) – Hasenbergl – (631 m) – Dülferstraße – (1112 m) – Harthof – (962 m) – Am Hart – (1010 m) – Frankfurter Ring – (657 m) – Milbertshofen – (1094 m) – Scheidplatz – (1103 m) – Hohenzollernplatz – (756 m) – Josephsplatz – (513 m) – Theresienstraße – (730 m) – Königsplatz – (583 m) – Hauptbahnhof – (905 m) – Sendlinger Tor – (746 m) – Fraunhoferstraße – (1116 m) – Kolumbusplatz – (711 m) – Silberhornstraße – (553 m) – Untersbergstraße – (654 m) – Giesing – (1280 m) – Karl-Preis-Platz – (868 m) – Innsbrucker Ring – (1576 m) – Josephsburg – (978 m) – Kreillerstraße – (1207 m) – Trudering – (959 m) – Moosfeld – (1683 m) – Messestadt West – (925 m) – Messestadt Ost |
| U4    | Westendstraße – (806 m) – Heimeranplatz – (671 m) – Schwanthalerhöhe – (927 m) – Theresienwiese – (711 m) – Hauptbahnhof – (521 m) – Karlsplatz (Stachus) – (811 m) – Odeonsplatz – (933 m) – Lehel – (928 m) – Max-Weber-Platz – (791 m) – Prinzregentenplatz – (838 m) – Böhmerwaldplatz – (552 m) – Richard-Strauss-Straße – (756 m) – Arabellapark |
| U5    | Laimer Platz – (670 m) – Friedenheimer Straße – (791 m) – Westendstraße – (806 m) – Heimeranplatz – (671 m) – Schwanthalerhöhe – (927 m) – Theresienwiese – (711 m) – Hauptbahnhof – (521 m) – Karlsplatz (Stachus) – (811 m) – Odeonsplatz – (933 m) – Lehel – (928 m) – Max-Weber-Platz – (1080 m) – Ostbahnhof – (1602 m) – Innsbrucker Ring – (982 m) – Michaelibad – (1708 m) – Quiddestraße – (778 m) – Neuperlach Zentrum – (764 m) – Therese-Giehse-Allee – (722 m) – Neuperlach Süd |
| U7    | Olympia-Einkaufszentrum – (625 m) – Georg-Brauchle-Ring – (788 m) – Westfriedhof – (830 m) – Gern – (1007 m) – Rotkreuzplatz – (1102 m) – Maillingerstraße – (878 m) – Stiglmaierplatz – (1071 m) – Hauptbahnhof – (905 m) – Sendlinger Tor – (746 m) – Fraunhoferstraße – (1116 m) – Kolumbusplatz – (711 m) – Silberhornstraße – (553 m) – Untersbergstraße – (654 m) – Giesing – (1280 m) – Karl-Preis-Platz – (868 m) – Innsbrucker Ring – (982 m) – Michaelibad – (1708 m) – Quiddestraße – (778 m) – Neuperlach Zentrum |
| U8    | nur samstags: Olympiazentrum – (944 m) – Petuelring – (832 m) – Scheidplatz – (1103 m) – Hohenzollernplatz – (756 m) – Josephsplatz – (513 m) – Theresienstraße – (730 m) – Königsplatz – (583 m) – Hauptbahnhof – (905 m) – Sendlinger Tor – (746 m) – Fraunhoferstraße – (1116 m) – Kolumbusplatz – (711 m) – Silberhornstraße – (553 m) – Untersbergstraße – (654 m) – Giesing – (1280 m) – Karl-Preis-Platz – (868 m) – Innsbrucker Ring – (982 m) – Michaelibad – (1708 m) – Quiddestraße – (778 m) – Neuperlach Zentrum |

## Tram und Bus

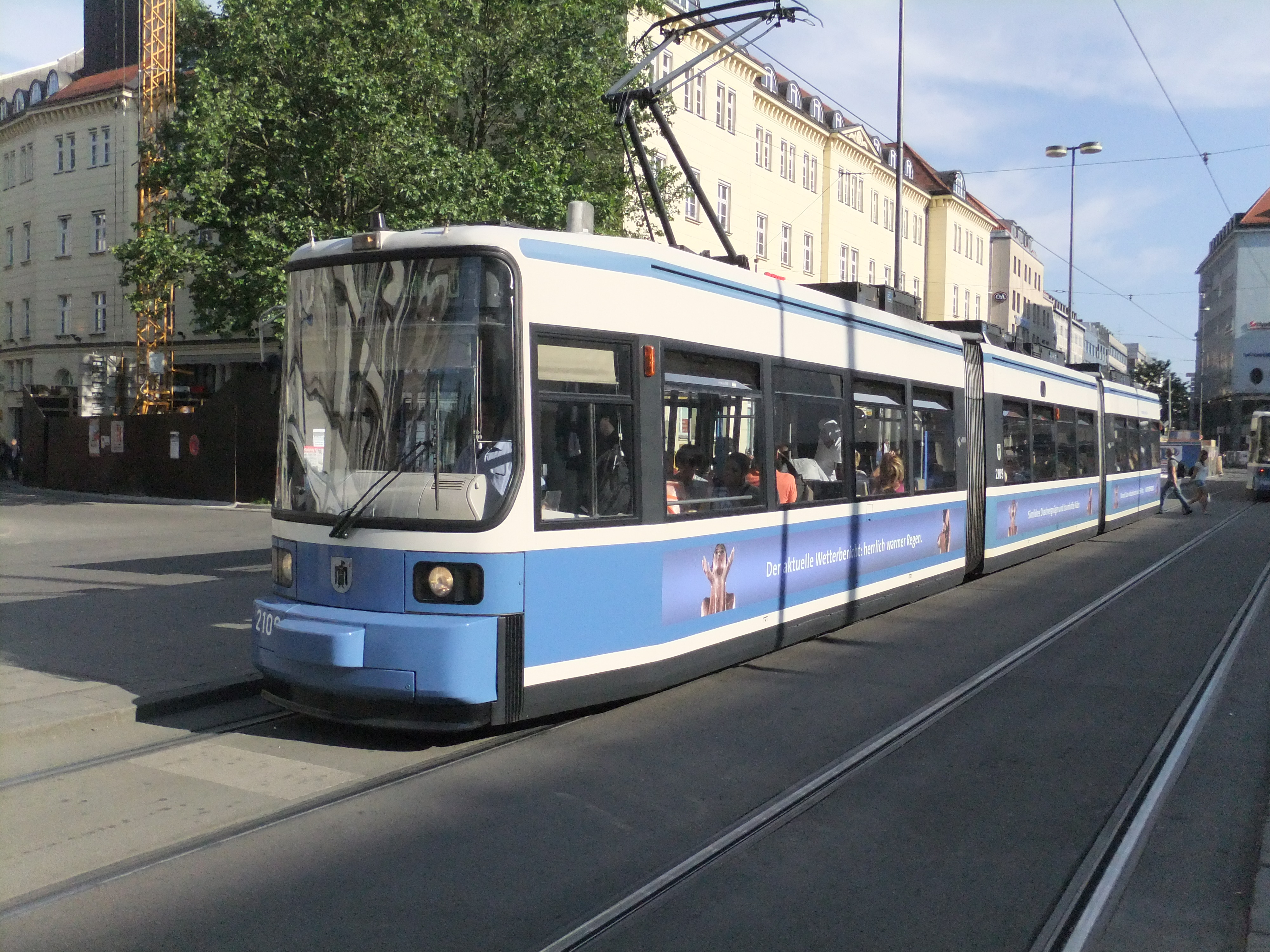
Straßenbahn der Baureihe R an der Straßenbahnhaltestelle Hauptbahnhof auf dem Bahnhofplatz

Vier Trambahnhaltestellen (Hauptbahnhof, Hauptbahnhof Nord, Hauptbahnhof Süd, Holzkirchner Bahnhof) rings um den Münchner Hauptbahnhof bedienen sieben der insgesamt 13 Straßenbahnlinien. Die Linien 16, 17, 20, 21 und 29 fahren von der Haltestelle Hauptbahnhof Nord. Die Haltestelle Hauptbahnhof am Vorplatz wird von den Linien 16, 17, 19, 20 und 29 bedient, die Straßenbahnlinie 20 hält nur in Richtung stadtauswärts. Die Haltestellen Hauptbahnhof Süd und Holzkirchner Bahnhof werden von den Linien 18, 19 und 29 angefahren.
Die erste Straßenbahnlinie, die den Bahnhofsplatz bediente, wurde als Pferdebahn vom Promenadeplatz zur Maillingerstraße am 21. Oktober 1876 eröffnet. In den nächsten Jahren wurde die Pferdebahn ausgebaut, sodass im Jahr 1900 vier Straßenbahnlinien den Bahnhof bedienten. Das Straßenbahnnetz wurde weiter ausgebaut und elektrifiziert, da die Straßenbahn das wichtigste Verkehrsmittel war. 1938 bedienten bereits neun Linien den Hauptbahnhof, so war der Hauptbahnhof einer der Knotenpunkte im Münchner Straßenbahnnetz. 1966 verkehrten am Hauptbahnhof zehn Straßenbahnlinien. In der Folgezeit ging die Anzahl der Straßenbahnlinien in München durch den U-Bahn-Bau zurück, die Linien, die den Münchner Hauptbahnhof bedienten, waren aber fast nicht betroffen, sodass noch sieben Linien dort verkehren.
Das Ringlinienpaar 58 und 68, der sogenannte City-Ring, umfährt den Hauptbahnhof im Uhrzeigersinn; dessen Verstärkerfahrten und die Expressbuslinie X98 der Münchner Verkehrsgesellschaft umrunden ihn in einer Häuserblockschleife und bedienen dabei die Haltestellen Hauptbahnhof Nord, Hauptbahnhof Süd und Holzkirchner Bahnhof. Die Station Hauptbahnhof Nord wird noch von der Museenbuslinie 100 und einzelnen Regionalbuslinien angefahren.